# Viktor Kortchnoï
Vous lisez un « bon article » labellisé en 2010.
Viktor Lvovitch Kortchnoï (en russe : Виктор Львович Корчной) est un joueur d’échecs soviétique puis suisse né le 23 mars 1931 à Leningrad, et mort le 6 juin 2016 à Wohlen. Il obtint l'asile politique de la Suisse en 1978, puis la nationalité suisse en 1992. Après sa défection de l'Union soviétique en 1976, Kortchnoï disputa deux matchs de championnat du monde d'échecs — en 1978 et en 1981 — et perdit à chaque fois contre le numéro un soviétique Anatoli Karpov, de vingt ans son cadet.
Grand maître international en 1956, Kortchnoï fut pendant plus de trente ans un des dix meilleurs joueurs du monde. Réputé pour sa ténacité, pour son jeu alliant défense et contre-attaque et sa constante volonté de vaincre, il fut candidat au championnat du monde en un nombre record de dix occasions : en 1962, puis, sans interruption, de 1968 à 1991. Quatre fois finaliste du cycle des candidats, il remporta la finale contre Boris Spassky en 1977-1978 et face à Robert Hübner en 1980-1981.
Bien qu’il n'ait jamais été champion du monde, Kortchnoï possède un des plus grands palmarès de l'histoire du jeu avec plus de 220 premières places seul ou ex æquo en tournoi adulte, victoires en match, médailles d'or en compétition par équipes (sans compter ses victoires dans les compétitions junior ou senior) à son actif.
Quadruple champion d’URSS (en 1960, 1962, 1964-1965 et 1970) et quintuple champion de Suisse (en 1982, 1984, 1985, 2009 et 2011), Kortchnoï termina premier du championnat des Pays-Bas en 1977 et reçut l’Oscar du meilleur joueur de l’année 1978 devant Karpov. Il a remporté quatre fois le tournoi de Wijk aan Zee (en 1968, 1971, 1984 et 1987), deux fois le tournoi de Hastings (en 1955-1956 et 1971-1972), trois fois le tournoi de Sarajevo (en 1969, 1984 et 1999), deux fois le mémorial Capablanca (en 1963 et 1969) et, à deux reprises, le tournoi de Palma (en 1968 et 1972) et le Festival de Bienne (en 1979 et en 2001, à septante ans).
Quintuple champion d’Europe par équipes avec l’URSS (dont deux fois meilleure performance individuelle) et six fois membre de l’équipe d’URSS qui remporta les Olympiades d'échecs (en 1960 et de 1966 à 1974), Kortchnoï remporta la médaille d'or individuelle au premier échiquier de l'équipe de Suisse lors de l'olympiade d'échecs de 1978 et des championnats du monde par équipe de 1985 et 1989 ainsi que trois médailles d'or et trois médailles de bronze individuelles lors des olympiades disputées avec l'équipe d'URSS.
D’une longévité sans équivalent dans le circuit professionnel, Kortchnoï a affronté tous les champions du monde depuis Botvinnik (en 1952) jusqu’à Carlsen (en 2004). Il est le seul joueur à avoir battu neuf champions du monde « classiques » (tous les champions de Botvinnik jusqu'à Kasparov, plus Carlsen). Il a un score égal face à Botvinnik et Fischer et a un score positif face aux champions du monde Tal, Petrossian et Spassky qu'il a battus lors des matchs des candidats.
Kortchnoï devint champion du monde senior (plus de soixante ans) en septembre 2006. En janvier 2007, à 75 ans, il comptait encore parmi les cent meilleurs joueurs du monde. En juillet 2009 (au tournoi open de Grächen) et en juillet 2011 (au tournoi open de Loèche-les-Bains), il fut consacré champion de Suisse,, devenant, à 78 et 80 ans, un des plus vieux joueurs d'échecs à remporter un titre national.

## Biographie et carrière

### Années de formation
D’origines ukrainienne du côté de sa mère et polonaise du côté de son père, Kortchnoï naquit à Léningrad le 23 mars 1931. Il connut une enfance très difficile. Ses parents se séparèrent très tôt. Sa mère, Zelda Gerchevna Azbel (1910-?), pianiste, fille de l'écrivain yiddish Hersh Azbel et d'une femme d'origine ukrainienne-polonaise, était une femme excentrique, dont le souci principal était de pouvoir nourrir son fils, ce qu’elle ne réussissait pas par manque d’argent. Elle laissa Viktor à son époux, Lev Merkourïevitch Kortchnoï (1910-1941), un ingénieur en réfrigération d’origine catholique polonaise, membre du parti, professeur de langue et de littérature russe et qui s’était remarié.
De septembre 1941 à janvier 1944, Kortchnoï survécut au terrible siège de Léningrad. En 1941, son père, qui pensait que Léningrad était près du front, décida que Viktor devrait être évacué dans l'Oural ou en Asie centrale comme les autres écoliers de Léningrad, mais sa mère, qui craignait les bombardements des trains, vint le chercher dans le camp où il se trouvait et Kortchnoï retourna à Léningrad. Son père fut envoyé au front et tué en novembre 1941, puis, quand son oncle disparut, Viktor resta chez sa grand-mère paternelle, une aristocrate polonaise ruinée et malade. Lorsqu'elle mourut en mars 1942, Kortchnoï et un voisin enveloppèrent le cadavre dans un drap et allèrent l’enterrer, en secret, dans la tombe familiale au cimetière, ce qui lui permit de toucher deux rations. Sa belle-mère le prit définitivement avec elle. Au cours de l'été 1942, Viktor fut envoyé à l’hôpital : il souffrait de dystrophie. Kortchnoï hérita de cette période un tempérament de lutteur qui ne renonce jamais dans l'adversité ainsi que la persévérance face aux épreuves et après les défaites.
À l’âge de six ou sept ans, il avait appris à jouer aux échecs avec son père, et, en 1943, lorsque l’étau du siège de Leningrad se desserra, il participa à son premier tournoi junior. À l’automne 1944, il s’inscrivit au club d’échecs (ainsi qu’aux clubs de musique et de récitation) des Pionniers de Leningrad. Il fut entraîné par Abram Model (un ancien entraîneur de Mikhaïl Botvinnik), Andrei Batouïev (ru) et, à la fin de la guerre, Vladimir Zak. Kortchnoï progressa rapidement. En 1945, il atteignit le niveau d'un joueur de première catégorie.
En 1946, il remporta le championnat de Leningrad junior (à sa deuxième tentative) et se qualifia pour le championnat d’URSS junior, remporté par Tigran Petrossian, où il termina 11e-12e.
En 1947, il remporta le championnat d’URSS junior, et il récidiva l’année suivante en terminant premier ex æquo avec Iivo Neï,. En 1949, il marqua 5,5 points sur 6, au premier échiquier de la très forte équipe junior de Leningrad, au championnat national junior par équipes, ce qui lui valut le titre de candidat maître.
Parallèlement à sa passion pour les échecs, Kortchnoï étudia pendant six ans à l’université de Leningrad pour devenir historien et décrocha un diplôme en histoire en 1954.

### Grand maître international (1956)
En 1950, Kortchnoï termina deuxième du championnat de Leningrad (+8 −3 =2) et battit le vainqueur Mark Taïmanov. Lorsque le grand maître Aleksandr Tolouch lui proposa de l’entraîner et de faire de lui un maître en deux ans, Kortchnoï répondit : « j’y arriverai sans vous », ce qu’il fit, mais il regretta plus tard sa décision lorsqu'il vit que Boris Spassky, le jeune prodige de Leningrad, faisait des progrès plus rapides avec Tolouch. En 1950, Kortchnoï disputa sa première demi-finale du championnat d’URSS, à Toula. Il commença le tournoi par un point sur neuf (+0, −7, =2), mais réussit néanmoins à finir 11e-13e avec (+4 −7 =4). En 1951, il termina 5e-7e de la finale du mémorial Tchigorine et réalisa à cette occasion une première norme de maître soviétique. Peu après, en mai-juin 1951, à Leningrad, il termina 5e-8e de sa la demi-finale du XIXe championnat d’URSS 1951 (+6 −4 =8). Grâce à ce résultat, il succéda à Petrossian comme plus jeune maître soviétique (à 20 ans) mais manqua la qualification pour la finale du championnat d'URSS qui était un tournoi zonal.
De 1952 à 1959, Kortchnoï participa à huit demi-finales du championnat d’URSS et réussit à chaque fois à se qualifier pour la finale mais ses résultats en finale furent irréguliers, alternant réussites et désastres. En 1952, à Minsk, Kortchnoï disputait sa troisième demi-finale ; il finit 2e-4e (devant Averbakh, Flohr et Kholmov). Puis, en novembre-décembre, lors de sa première finale du championnat d’URSS, à Moscou, il devança Keres, Smyslov (qu’il battit) et Bronstein au classement et termina sixième avec un score de 11 points sur 19 (+8 −5 =6). Le championnat fut remporté cette année par Botvinnik devant Taimanov et Geller.
Cette série de succès échiquéens attira l’attention de la direction du comité des sports de l’URSS qui enrôla Kortchnoï dans l’équipe des athlètes d’État. Il perçut à partir de 1954
un salaire dépendant de ses résultats qui lui permit de se consacrer entièrement aux échecs. En février 1954, Kortchnoï finit 2e-3e, ex æquo avec Taimanov, du XXIe championnat d’URSS à Kiev
(+10 −3 =6). Grâce à ce succès, il fut autorisé à participer à son premier tournoi international à Bucarest et le remporta devant Rachid Nejmetdinov. La FIDE lui accorda le titre de maître international à l’automne 1954, mais,
l’année suivante, en février-mars 1955, lors du XXIIe championnat d’URSS à Moscou qui était un tournoi zonal qualificatif pour le championnat du monde d'échecs, Kortchnoï termina 19e sur 20 participants (+1 −8 =10).
Après son échec lors du tournoi zonal de 1955, Kortchnoï fit une pause, partit se reposer au bord de la mer Noire, arrêta pour la première fois de fumer et se concentra sur sa préparation physique et théorique. Trois mois après, il remportait le championnat de Leningrad (+16 −1 =2) en juin 1955, avec 17 points sur 19 et trois points d’avance sur Tolouch et Fourman. Puis, en décembre 1955–janvier 1956, il gagna son deuxième tournoi à l'étranger : le tournoi de Hastings ex æquo avec Olafsson, devant Ivkov et Taïmanov.
Un mois après, en février 1956, Kortchnoï finit quatrième du XXIIIe championnat d’URSS à Leningrad, à un demi-point des trois vainqueurs, puis, à Tbilissi, se qualifia pour sa cinquième finale consécutive du championnat d'URSS (janvier–février 1957) où il sortit 7e-8e à égalité avec Petrossian. À la fin de l'année 1956, la fédération internationale des échecs lui décernait le titre de grand maître international.

### Champion d’URSS (1960) et candidat au championnat du monde (1962)

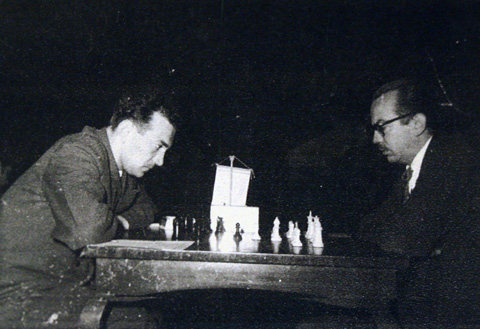
Kortchnoï (à gauche) face à Héctor Rossetto en 1960.

En 1957, Kortchnoï remporta sa demi-finale du XXVe championnat d'URSS (1957-1958), mais,
en janvier-février 1958, il ne fut que 9e-11e de la finale à Riga qui était un tournoi zonal qualificatif pour le championnat du monde. Cependant, il réussit à battre le vainqueur et futur champion du monde Mikhaïl Tal.
En 1958, Kortchnoï épousa une Arménienne native de Tbilissi (Géorgie), Isabela, qui habitait Moscou et qui lui donna un fils, Igor (en 1959). Il continua à habiter à Leningrad avec sa famille.
En 1959, Kortchnoï termina premier de sa demi-finale du championnat d'URSS à Tcheliabinsk et remporta le tournoi de Cracovie. En février 1960, il décrocha son premier titre de champion d’URSS à Léningrad devant Geller, Petrossian, Polougaïevsky, Smyslov, Taimanov, Spassky, Bronstein et douze autres joueurs soviétiques. Deux rondes avant la fin, Geller était premier et avait marqué 9 points sur 10 lors des dix précédentes parties. Kortchnoï et Petrossian étaient deuxièmes à ½ point. Lors de la pénultième ronde, Petrossian annula sa partie tandis que Kortchnoï affrontait Geller. Il défit son adversaire avec les pièces noires, en jouant une défense Alekhine. Lors de la dernière ronde, les trois leaders remportèrent leurs parties, laissant Kortchnoï seul vainqueur sur le score de : +12 −3 =4.
Grâce à son titre de XXVIIe champion d’URSS obtenu en février 1960, Kortchnoï put participer à trois tournois en Argentine (il remporta ceux de Buenos Aires et de Córdoba), et fut sélectionné dans l’équipe d’URSS qui remporta l’olympiade d'échecs de 1960 de Leipzig (où débuta également Bobby Fischer).
En février 1961, un an après son premier titre de champion d'URSS, Kortchnoï gagna ses quatre dernières parties du XXVIIIe championnat d’URSS (remporté par Pétrossian), termina seul deuxième de la finale et se qualifia pour la première fois pour le tournoi interzonal. Au début de l'année 1962, à Stockholm, il finit quatrième du tournoi interzonal qui fut remporté par Fischer. Lors du tournoi des candidats qui eut lieu à Curaçao quelques mois plus tard, Kortchnoï ne finit que cinquième sur huit joueurs avec le score de 13,5 / 27 (et 2,5 à 1,5 contre Fischer). À propos de ce relatif échec, comme Fischer avant lui, il déclara avoir été victime d'un complot ourdi par Geller, Keres et Petrossian.

### Rafleur de tournois (1963 à 1970)
Parallèlement à la lutte pour le titre mondial, Kortchnoï multiplia, dans les années 1960, les premiers prix dans les tournois, distançant à chaque fois largement ses adversaires. En 1961, il remporta le tournoi de Budapest avec deux points d'avance sur Bronstein ; en 1963 le tournoi mémorial Capablanca de La Havane, devant Tal, Geller et Pachman (et une deuxième fois en 1969 ex æquo avec Souétine) ; en 1964, le championnat de Leningrad 1964 (14/16) avec 4 points d'avance ; en 1965, Erevan avec un point d'avance sur Petrossian, Stein et Portisch ; en 1966, Bucarest (12,5/14) et Sotchi (11,5/15, mémorial Tchigorine remporté devant Spassky et Polougaïevski) ; en 1967, Leningrad (13/16) et Budva (devant Tal, Gligoric et Geller) ; puis deux fois le tournoi de Wijk aan Zee (en 1968, avec 3 points d'avance sur Tal et Portisch, et en 1971, devant Petrossian et Gligoric) et celui de Palma de Majorque (en 1968, avec un point d'avance sur Spassky, Larsen, Petrossian, Gligoric, et en 1972 ex æquo avec Panno et Smejkal) et enfin le tournoi de Hastings 1971-1972, ex æquo avec Karpov. Il devança à chaque fois les meilleurs joueurs mondiaux, Fischer excepté.
Kortchnoï remporta également quatre fois le championnat d’URSS : en 1960, 1962, 1964 et 1970. En 1964-1965, il gagna sans défaite et avec deux points d'avance sur Tal, Stein et Bronstein, sur le score de 15 / 19, meilleure performance réalisée lors d'un championnat d'URSS disputé avec au moins 19 participants. En 1970, il réalisa le meilleur score obtenu par un joueur lors d'une finale du championnat d'URSS : 16 points sur 21. Il participa aussi, de 1960 à 1974, à six olympiades d’échecs remportées par l’équipe d’URSS, remportant à chaque fois une médaille individuelle en or ou en bronze. Sa soif de victoires et ses nombreux succès dans les années 1965-1969 l'ont fait qualifier de « Larsen de l'Est ».
Cependant, lors de la domination de Tigran Petrossian à la tête du titre mondial (1963-1969), la carrière internationale de Kortchnoï fut freinée à plusieurs reprises : de 1963 à 1967, il ne participa à aucun tournoi international en Europe de l’Ouest ou en Amérique (excepté le mémorial Capablanca de La Havane). En 1963, la fédération soviétique reçut une invitation accompagnée d'un billet d'avion pour la coupe Piatigorsky à Santa Monica et envoya la femme de Pétrossian à la place de Kortchnoï, pourtant champion d'URSS. En 1965, il fut invité personnellement au tournoi international de Zagreb, mais, bien qu'il eût remporté le championnat d'URSS, en janvier, la fédération soviétique voulut l'envoyer à la place à un petit tournoi en Hongrie, ce qu'il refusa. À l'issue du championnat d'Europe par équipes, en 1965, pour tenter d'améliorer sa situation, Kortchnoï adhéra au parti communiste par opportunisme, mais, en mai-juin 1967, il fut écarté du très fort tournoi du club central de Moscou où participaient Stein, Smyslov, Tal, Bronstein, Portisch, Spassky, Geller, Keres, Petrossian et inscrit au tournoi international de Leningrad qu'il remporta sans défaite (+10, =6).

### Premiers matchs des candidats (1968 et 1971)
En 1964, au tournoi zonal de sept joueurs organisé par la fédération soviétique à Moscou, Kortchnoï termina 5e-6e et manqua la qualification pour le cycle des candidats 1964-1965, qui vit la victoire de Boris Spassky.
Après un match de barrage qui l’opposa à Mark Taïmanov et à Gipslis, et grâce à un meilleur départage au championnat d’URSS de février 1967, Kortchnoï se remit dans la course au championnat du monde : 2e-4e à l’interzonal de Sousse en 1967, il battit Samuel Reshevsky à Amsterdam, en 1968, lors du premier match du tournoi des candidats. Ensuite, ce fut le tour de Mikhaïl Tal battu sur un score serré (5,5 à 4,5) à Moscou ; puis, en finale du tournoi des candidats, il affronta Boris Spassky qui se révéla trop fort pour lui.
En tant que finaliste du tournoi des candidats de 1968, Kortchnoï était exempté des qualifications interzonales pour le cycle suivant (1970-1972) et il fut directement admis au tournoi des candidats de 1971 : il remporta facilement son premier match contre Efim Geller, mais perdit ensuite en demi-finale des candidats contre l’ex-champion du monde, Tigran Petrossian par 4,5 à 5,5 (neuf parties nulles suivies d'une défaite).

### Rivalité avec Karpov (1971 à 1974)

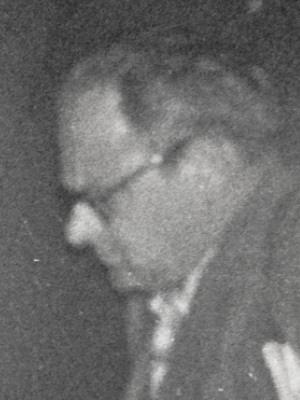
Semion Fourman, l'entraîneur de Kortchnoï et Karpov

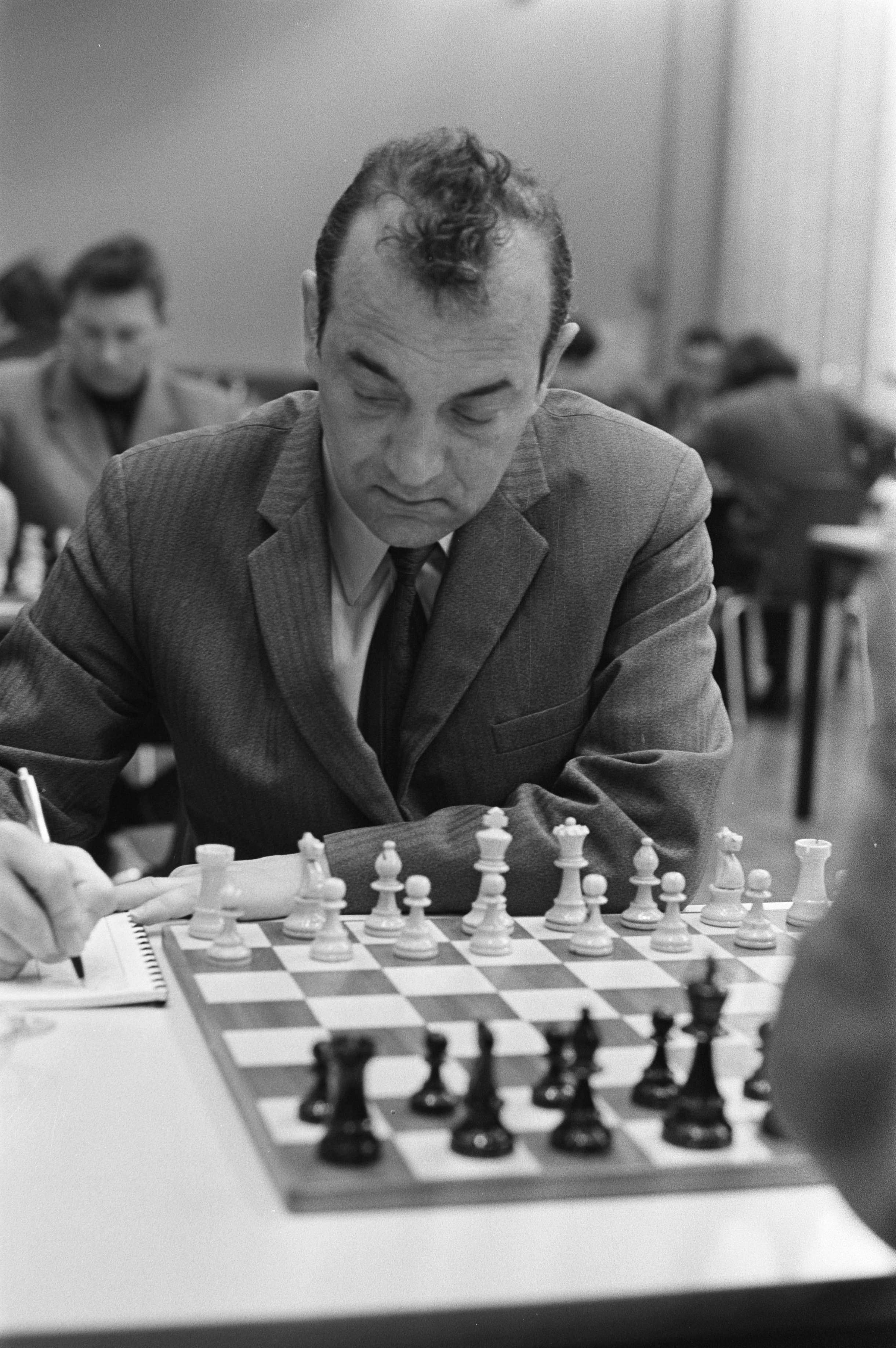
Viktor Kortchnoï en 1972

En 1969, l'entraîneur de Kortchnoï, Semion Fourman, le quitta pour s’occuper du jeune Anatoli Karpov, champion du monde junior en 1969, vingt ans plus jeune que Kortchnoï et la nouvelle étoile des échecs soviétiques. Fourman fut remplacé, en 1970, comme entraîneur de Kortchnoï, par Gennadi Sosonko, qui devint vite grand maître après son émigration aux Pays-Bas en 1972.
En 1972, Kortchnoï fumait toujours beaucoup et ses tempes commençaient à grisonner. Il gagnait des parties en zeitnot et jouait encore avec succès des coups à double tranchant dans des positions difficiles ou peu claires, refusant les propositions de nulle. Au terme de deux saisons 1971-1972 et 1972-1973 en deçà de ses résultats précédents — il perdit son match contre Petrossian en 1971, termina seulement onzième du très fort tournoi mémorial Alekhine remporté par Karpov à Moscou, en décembre 1971 ; finit deuxième du tournoi d’Amsterdam 1972, seulement huitième du championnat de Léningrad 1973 et perdit son mini-match contre Semion Fourman au match-tournoi des sélections, en avril 1973 — il réalisa qu’avec l’âge (il avait dépassé 40 ans), et sans changement, il ne pourrait plus continuer à remporter des parties en prenant les mêmes risques, à jouer sur le fil du rasoir.
Kortchnoï trouva la volonté pour effectuer des changements radicaux. Il commença à pratiquer des exercices physiques : de la marche et du yoga (il avait toujours été critiqué comme étant un joueur peu athlétique), fit plus attention à sa santé et arrêta une nouvelle fois de fumer avant l’interzonal de juin 1973 à Léningrad. Il ne but plus une goutte d'alcool, se mit à porter des lunettes noires d’homme d’affaires et apparut beaucoup plus calme qu’auparavant.

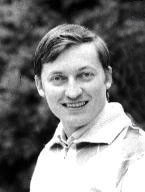
Anatoli Karpov

Au début de l'année 1971, Kortchnoï et Karpov avaient disputé un match d’entraînement amical de 6 parties (+2 =2 −2). En janvier 1972, ils partagèrent la première place du tournoi de Hastings (1971-1972). En juin 1973, ils occupèrent la première place du tournoi interzonal de Leningrad (avec 11 victoires et une seule défaite sur 17 parties pour Kortchnoï), puis, en octobre 1973, la deuxième place du XLIe championnat d’URSS.
En 1974, lors des matchs du tournoi des candidats, Kortchnoï battit d’abord assez facilement (7,5 à 5,5) la jeune star brésilienne Henrique Mecking (vainqueur de l’autre tournoi interzonal à Petrópolis), puis fut ensuite opposé à l’ancien champion de monde Tigran Petrossian. Les deux adversaires n’étaient plus alors dans les meilleurs termes. Le match disputé à Odessa fut riche en incidents divers : bien que le match fût prévu pour durer jusqu’à ce que l’un des joueurs obtienne quatre victoires, Petrossian abandonna après seulement cinq parties, pour des raisons médicales, sur le score de 3 victoires à 1 pour Kortchnoï (et une seule nulle). Sa victoire sur Petrossian en 1974 propulsait à nouveau Kortchnoï en finale du tournoi des candidats dont le vainqueur affronterait le tenant du titre Bobby Fischer en 1975. Le dernier adversaire de Kortchnoï serait Anatoli Karpov.

### Kortchnoï contre le Kremlin (1974-1975)
La finale des candidats de 1974 était organisée à Moscou. Serait vainqueur le premier joueur à remporter cinq parties, les nulles ne comptant pas, avec une limite de 24 parties, autant qu'un championnat du monde. Cette finale des candidats fut la plus longue de l'histoire et dura plus de deux mois, du 16 septembre au 22 novembre. Après avoir mené rapidement 2 victoires à 0, puis, après 11 parties nulles, 3 à 0, Karpov se fit remonter 3 victoires à 2 et finit par remporter la finale sur le score de 12,5 à 11,5 (+3, −2, =19). Durant ce match, Kortchnoï était aidé de ses assistants Viatcheslav Osnos et Roman Dzindzichashvili, tandis que Karpov bénéficiait de l'aide de son entraîneur Semion Fourman, et d'analyses de Efim Geller, Tigran Petrossian et Mikhaïl Tal. Kortchnoï ne reçut le soutien que de son ami David Bronstein, qui fut sanctionné durement dans les années suivantes par les autorités soviétiques, et de Paul Keres, qui proposa une aide que Kortchnoï déclina. Ce dernier déclara plus tard : « Durant ce match, on a délibérément favorisé Karpov, Russe de l’Oural, blond, fils d’ouvriers et membre du parti, à mon détriment, moi qui suis brun, juif, diplômé d’histoire et d’origine bourgeoise. On m’a donné des entraîneurs médiocres, mes plans ont été divulgués par des fuites… ».
En novembre 1974, lors de la cérémonie de clôture, Kortchnoï comprit que pour l'emporter il devrait quitter l’URSS. En décembre, il donna une interview à un journaliste yougoslave, dont une partie parut dans le journal Politika. Il osait dire qu’il ne se considérait pas inférieur à Karpov, dont la supériorité sur Polougaïevski, Tigran Petrossian ou Spassky ne lui paraissait pas évidente. Il dénonçait les conditions dans lesquelles s’était déroulé le match de 1974. Il estima que Karpov, bien que très bon joueur, était encore jeune et que c’était en profitant de toutes les possibilités offertes par l’appareil qu’il était arrivé au plus haut échelon. Kortchnoï soutenait aussi la revendication de Fischer de ne pas compter les parties nulles lors des matchs de championnat du monde. Aussitôt après leur publication, Kortchnoï regretta ses paroles imprudentes : dès son retour en URSS, le 20 janvier 1975, des explications écrites lui furent demandées par le comité des sports de l'URSS.
En 1975, Karpov devait rencontrer Bobby Fischer et Kortchnoï refusa, en février, d’aider Karpov dans sa préparation contre Fischer. Les premières sanctions visant Kortchnoï tombèrent : il fut exclu pendant un an de la sélection nationale et son salaire diminué. Lors d’une campagne de presse dans le but de promouvoir Karpov, Tigran Petrossian attaqua dans un article l’attitude « anti-sportive » de Kortchnoï dans son interview. En avril, Karpov devint le nouveau champion du monde, par défaut, puisque Bobby Fischer renonçait à défendre son titre. Les autorités centrales (le comité des sports) empêchèrent Kortchnoï de jouer pendant un an (la durée fut réduite à dix mois par la suite) dans des tournois internationaux — et de voyager à l’étranger. À Leningrad, il fut privé du droit de publier des articles d’échecs et de faire des commentaires sur les échecs à la télévision. Soupçonné de vouloir partir en Israël, son appartement fut mis sur table d’écoute. Il ne reçut plus les magazines yougoslaves ou en anglais et il lui fut interdit de faire des simultanées ou des cours.

### La défection et le boycott (1976-1977)

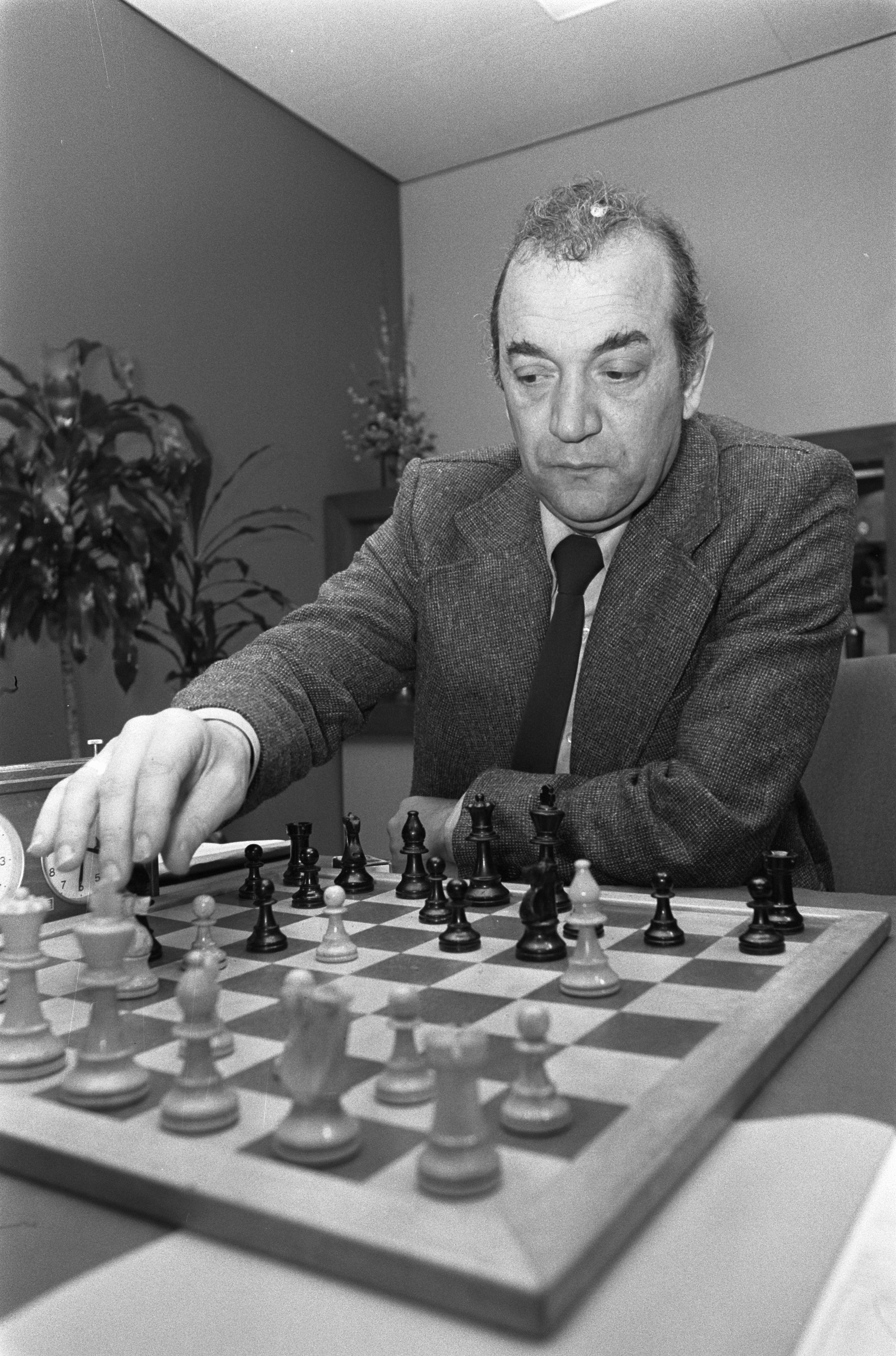
Viktor Kortchnoï en 1976

Au deuxième semestre de 1975, Kortchnoï participa à la spartakiade des peuples d'URSS (en juillet), puis fut autorisé à participer à un tournoi international à Moscou (3e-5e du mémorial Alekhine, en octobre-novembre), et, en décembre 1975, à jouer lors du tournoi de Hastings (il finit quatrième). Il en profita pour emmener des livres d'échecs auxquels il tenait et des albums de photos qu'il fit parvenir à Sosonko maintenant fixé aux Pays-Bas. À l’issue du tournoi IBM d’Amsterdam, qu’il remporta en juillet 1976 à égalité avec Tony Miles, Viktor Kortchnoï demanda à Tony Miles comment prononcer l’expression « asile politique » en anglais. Le lendemain, il se rendit dans une gendarmerie et demanda l’asile politique aux Pays-Bas. Après quinze jours passés en cachette dans une chambre sous les toits, il se vit accorder un permis de séjour de six mois. Il devint, dès le 12 août 1976, membre de la fédération néerlandaise d’échecs dont il remporta le championnat en 1977. Il fut nommé capitaine de l’équipe olympique des Pays-Bas qui se rendit à l’olympiade d'échecs de 1976 à Haïfa. Depuis, il a changé deux fois de pays (des Pays-Bas à l’Allemagne et au canton d’Argovie en Suisse en 1978). Kortchnoï laissait derrière lui sa femme et son fils Igor, qui se virent refuser un visa de sortie (en novembre 1977) et devinrent des otages du régime communiste. Leurs passeports furent confisqués.

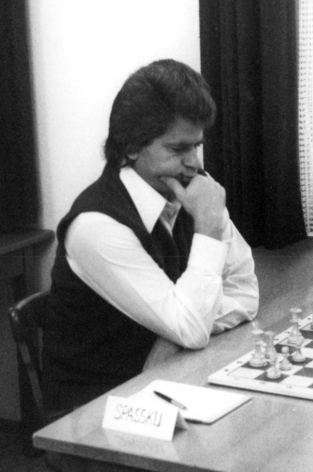
En 1978, Kortchnoï battit Spassky en finale des candidats.

La fédération soviétique instaura un boycott contre Kortchnoï. Les organisateurs de tournois furent mis devant un choix clair : ou bien la présence des joueurs soviétiques, ou bien celle de Kortchnoï. Les pressions s’accentuèrent encore lors de ses tentatives de ravir le titre de champion du monde à Anatoli Karpov, de 1977 à 1981. Dans les années 1970, plusieurs forts joueurs d’échecs abandonnèrent l’URSS, et Kortchnoï fut le plus prestigieux d’entre eux, ce que ni la fédération soviétique d’échecs, ni même le Kremlin ne lui pardonnèrent jamais. Une lettre de condamnation fut publiée, signée par presque tous les grands maîtres soviétiques : seuls Mikhaïl Botvinnik, David Bronstein (son ami fidèle), Boris Spassky (parti vivre en France) et Boris Gulko (futur champion d’URSS en décembre 1977 et dissident) refusèrent de la signer. Parallèlement Karpov écrivit sa propre lettre plus modérée. Le nom de Kortchnoï fut rayé des livres d’échecs et des revues soviétiques, les photos le représentant détruites, ses parties ne furent pas publiées en URSS. Les autorités soviétiques demandèrent à la fédération internationale de lui retirer son titre de grand maître.
En 1977, la fédération soviétique tenta de le disqualifier au prétexte que le championnat du monde se dispute entre fédérations et non entre individus, et que Kortchnoï ne pouvait plus valablement représenter la fédération soviétique. Lors du cycle des candidats, en 1977, Kortchnoï affronta successivement trois joueurs soviétiques : Polougaïevski et les deux précédents champions du monde : Petrossian et Spassky, qu’il battit d’une manière convaincante. Il termina ensuite deuxième (devant Andersson, Timman, Najdorf, Miles, Mecking, Sosonko et Kavalek) du fort tournoi de Wijk aan Zee remporté par Portisch en janvier 1978, et remporta aussi le tournoi de Beer-Sheva en Israël.

### Première finale du championnat du monde à Baguio (1978)

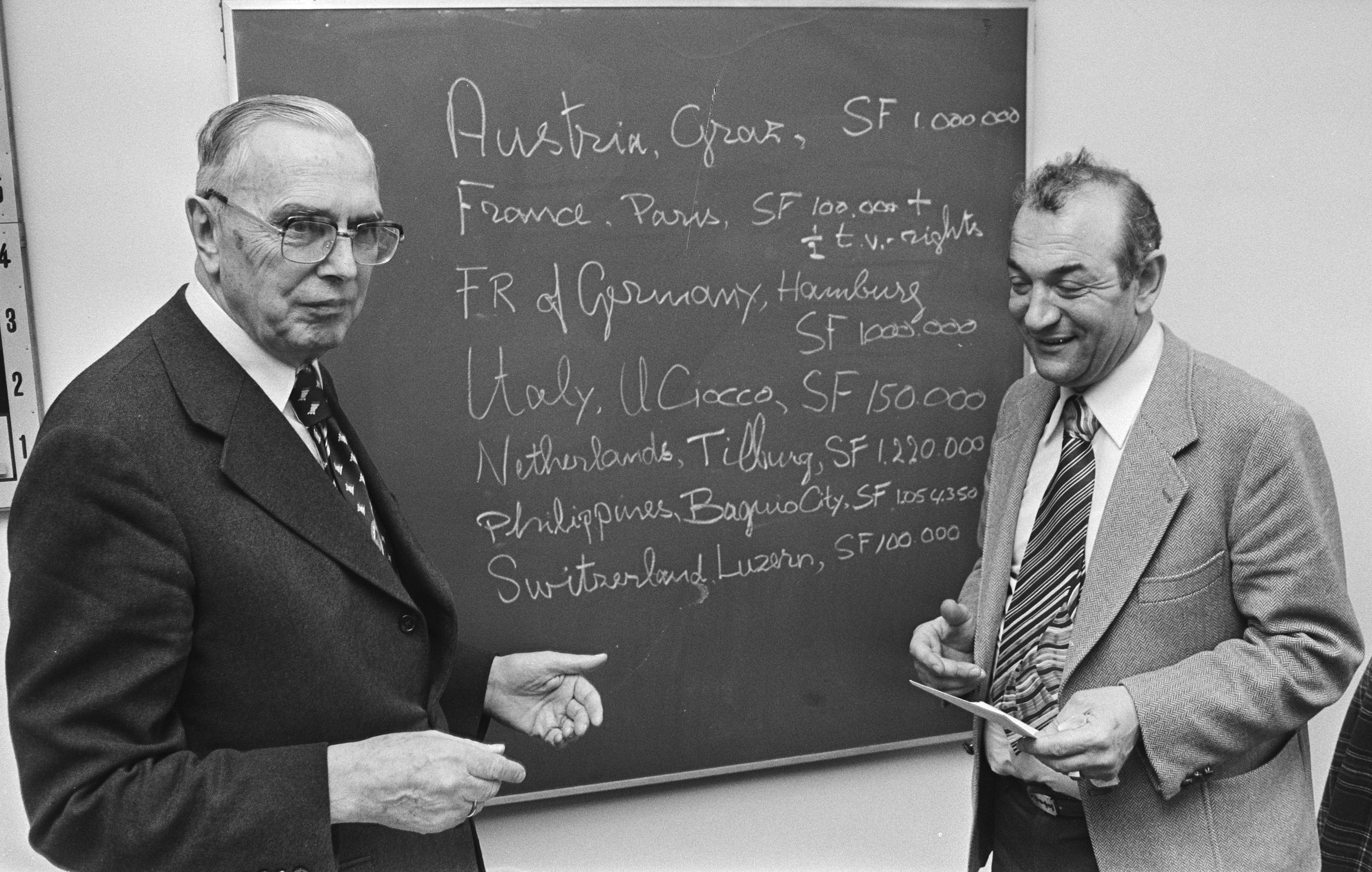
Kortchnoï (à droite) rencontre le président de la fédération internationale Max Euwe en 1978

La première finale du championnat du monde de Kortchnoï, en 1978, à Baguio (Philippines), qu’il perdit 5 à 6, est restée dans les annales de l’histoire du noble jeu. Elle dura plus de trois mois (du 17 juillet au 18 octobre 1978) et 32 parties très disputées. Le match eut lieu pendant la saison des pluies. Il fut l’occasion d’un incessant combat psychologique et d'une discussion théorique. Pour déconcentrer le challenger et tenter de le déstabiliser, les Soviétiques firent appel à un « parapsychologue », le Dr Zoukhar, directeur du Laboratoire central de psychologie de Moscou. Dans le domaine des ouvertures, l'équipe de Karpov comprenant Igor Zaïtsev et Mikhaïl Tal mit au point plusieurs nouveautés dans la variante ouverte de la partie espagnole.
Après 17 parties, Karpov avait une confortable avance de 4 à 1. Kortchnoï gagna la 21e partie, mais Karpov remporta la 27e, ce qui le plaça à une victoire du titre. Kortchnoï ne s'avoua pas vaincu et remporta trois victoires sur les quatre parties qui suivirent, pour égaliser le score à 5 victoires partout. Karpov remporta cependant la 32e partie et avec elle le match +6 −5 =21.

### Deuxième match pour le championnat du monde à Merano (1981)
Peu après sa finale du championnat du monde, Kortchnoï participa à l’olympiade d'échecs de 1978 à Buenos Aires. Pour la première fois depuis 1952, l'URSS, qui jouait sans Karpov, ne remporta pas l'olympiade et fut devancée la Hongrie. Kortchnoï remporta la médaille d’or au premier échiquier de la Suisse et les journalistes lui décernèrent l’Oscar du meilleur joueur de l’année 1978, devant Anatoli Karpov. L'année suivante, en 1979, le dissident remporta quatre forts tournois, toujours sans la participation de joueurs soviétiques.

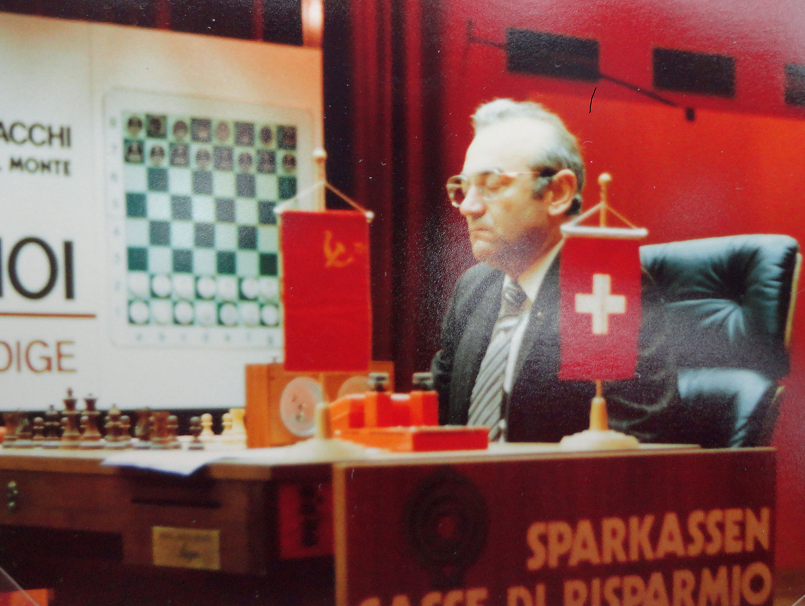
Kortchnoï lors du championnat du monde de 1981 à Merano.

Pendant ce temps, en mai 1978, le fils de Kortchnoï reçut sa convocation au service militaire et décida de se dérober. Après 12 mois vécus dans la clandestinité, il finit par se rendre à la police. À la fin de l’année 1979, Igor Kortchnoï fut condamné à deux ans et demi de prison dans un camp de travail pour désertion aggravée de parasitisme.
Un temps apatride, Kortchnoï n’obtint l’asile politique en Suisse, et le statut de réfugié politique, qu’après l’olympiade de 1978. Il acquit la citoyenneté suisse en 1992.
En 1980, lors du tournoi des candidats, après avoir battu difficilement Tigran Petrossian (quatrième match des candidats entre les deux joueurs, après ceux de 1971, 1974 et 1977), il battit à nouveau Lev Polougaïevski (gagnant la partie décisive dans un match très disputé) et Robert Hübner (qui abandonna en cours de match). Puis, en 1981, Kortchnoï perdit nettement son deuxième championnat du monde (son troisième match après ceux de 1974 et de 1978) contre Karpov à Merano (+2, =10, −6) — après quatre parties, Karpov menait déjà 3 victoires à 0. Les Soviétiques avaient auparavant encore refusé à sa femme et son fils de venir le rejoindre.

### Match contre Kasparov (1983) et fin du boycott soviétique (1984 à 1991)
Après le match perdu de 1981, les joueurs soviétiques continuèrent le boycott des tournois qui acceptaient Kortchnoï. En juillet 1982, sa belle-mère, Roza, sa femme, Bella, et son fils, Igor, purent enfin le rejoindre en Suisse. Ils obtinrent le statut de réfugié politique mais ils ne formaient plus une famille unie. Viktor et Isabela entamèrent une procédure de divorce qui dura trois ans. Les résultats de l'année 1982 furent décevants et, en janvier 1983, Kortchnoï se retrouva 12e du classement FIDE avec seulement 2600 points Elo.

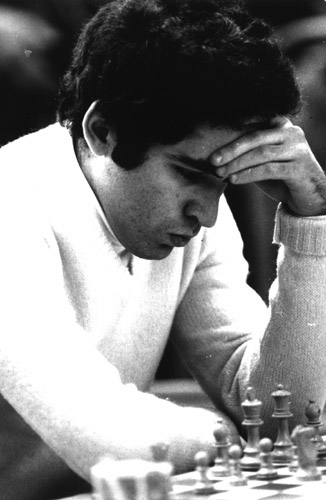
Kasparov élimina Kortchnoï en demi-finale des candidats en 1983

En 1983, Kortchnoï battit Lajos Portisch en quart de finale des candidats et la Fédération Internationale des Échecs (FIDE) décida que Kortchnoï devrait affronter Garry Kasparov en demi-finale des candidats à Pasadena en Californie. La fédération soviétique refusa d’envoyer Kasparov aux États-Unis et Kortchnoï gagna le match par forfait. Des négociations commencèrent entre Kortchnoï et les Soviétiques pour rejouer le match. Kortchnoï acceptait d'affronter Kasparov, à condition que les Soviétiques mettent fin au boycott, ce qu'ils concédèrent ainsi qu'une réparation financière pour le dissident. Le match de demi-finale fut organisé à Londres en novembre 1983. Les deux adversaires s'étaient déjà affrontés l'année précédente lors de l'olympiade d'échecs de 1982 à Lucerne et Kasparov avait battu Kortchnoï. Lors de la première partie du match de Londres, Kortchnoï surprit Kasparov dans l'ouverture et gagna. Suivirent 4 parties nulles, qui permirent à Kasparov de se remettre dans le match. Lors de la sixième partie, Kortchnoï commit une erreur lors d'un finale de tours et perdit la partie. Kasparov enchaîna ensuite avec trois victoires et deux nulles et élimina Kortchnoï du cycle des candidats.

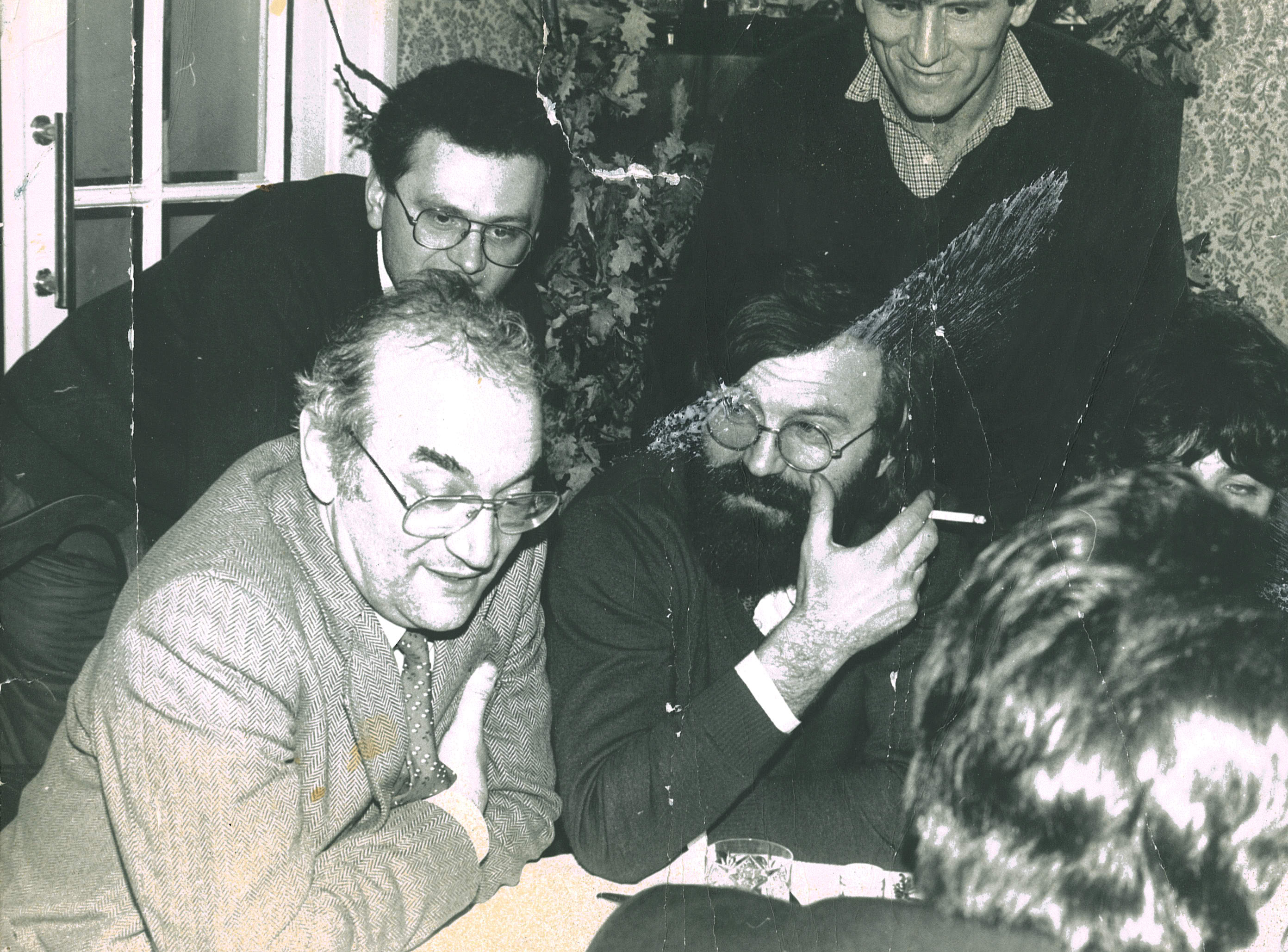
Viktor Kortchnoï dans les années 1980.

En 1984, après la défaite contre Kasparov (4 à 7), Kortchnoï put à nouveau rencontrer les joueurs soviétiques en tournoi. Il multiplia les participations dans les tournois internationaux et rentra à nouveau dans la liste des dix joueurs les mieux classés par la FIDE. Il remporta deux fois le fort tournoi de Wijk aan Zee (en 1984 avec Aleksandr Beliavski et en 1987 avec Nigel Short). En décembre 1985, il remporta le fort tournoi de Bruxelles devant Spassky, puis en 1986, le tournoi open de Vienne (devant Anatoli Karpov) ; en 1988, il remporta celui d'Amsterdam (tournoi OHRA), et en 1990, Rotterdam (tournoi VSB, mémorial Max Euwe). Ses résultats lors des autres super-tournois furent irréguliers, notamment à Tilbourg (tournoi à deux tours entre huit joueurs, de 1985 à 1991) : 1er-3e en 1985, dernier (8e) en 1986, 4e en 1987, 2e derrière Kasparov en 1988, septième et avant-dernier en 1991, quart-de-finaliste en 1992 (éliminé par Guelfand), il finit douzième et dernier lors de l'ultime tournoi organisé à Tilbourg en 1998. Après 1985, il ne participa plus aux super-tournois de Linares. Lors des tournois de la coupe du monde organisée par la GMA (Grandmaster Association) en 1988-1989, il termina 4e à Barcelone en mars 1989 et trois fois dans les dernières places.

Parallèlement à sa carrière dans les tournois, Kortchnoï ne dépassa plus le stade des quarts de finale du cycle des candidats au championnat du monde. Il termina 13e-14e sur 16 au tournoi des candidats de Montpellier, en 1985. En 1987, il remporta le tournoi interzonal de Zagreb et il se qualifia pour le tournoi des candidats où il fut éliminé dès le premier tour, en 1988, par le grand maître islandais Jóhann Hjartarson lors du départage. Lors du tournoi interzonal de Manille, disputé en 1990, il se qualifia pour les matchs des candidats où il battit d'abord Hort mais fut éliminé par Jan Timman en quart de finale, en 1991. En 1993, il échoua d’un demi-point, battu par Anand lors de l'avant-dernière ronde du tournoi interzonal FIDE (à Bienne) et il obtint moins de la moitié des points lors du tournoi de sélection PCA de Groningue.

### Champion du monde senior (2006)

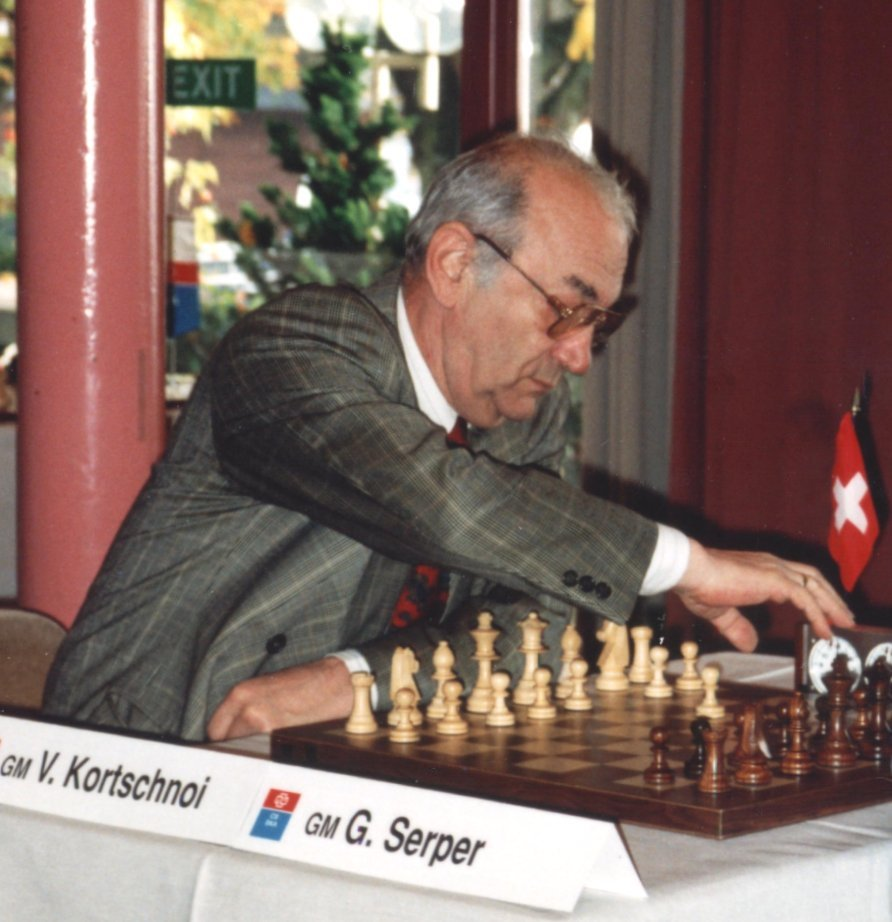
Kortchnoï en 1993

Après 14 ans passés comme résident suisse, Kortchnoï obtint la nationalité suisse en 1992.
En 1990, Mikhaïl Gorbatchev lui avait rendu la nationalité soviétique, par reconnaissance pour ses contributions au développement des échecs en URSS. Il put revenir à Saint-Pétersbourg (Leningrad) après la chute de l’Union soviétique, au printemps 1992. Le 23 mai 1992, il avait épousé son amie Petra Leeuwerik, une victime du régime soviétique, qui avait dirigé sa délégation à Baguio en 1978.
Depuis 1994, Kortchnoï a participé à de nombreux événements échiquéens dans l’ancienne Union soviétique. Il est revenu en 1994 à Moscou pour participer au grand-prix Intel rapide et à l’olympiade d'échecs de 1994. Il a remporté le tournoi de Saint-Pétersbourg en avril 1997, ex æquo avec Khalifman et Salov, et devant Svidler, etc. Ses autres victoires importantes en tournoi furent réalisées à Madrid (en 1995), au tournoi d'échecs de Sarajevo en 1998 et à Bad Hombourg devant Svidler, en 1998. Kortchnoï participa à trois reprises aux championnats du monde FIDE où il fut éliminé par Nigel Short (en 1997), Vladimir Kramnik (en 1999) et Lev Psakhis (en 2001).

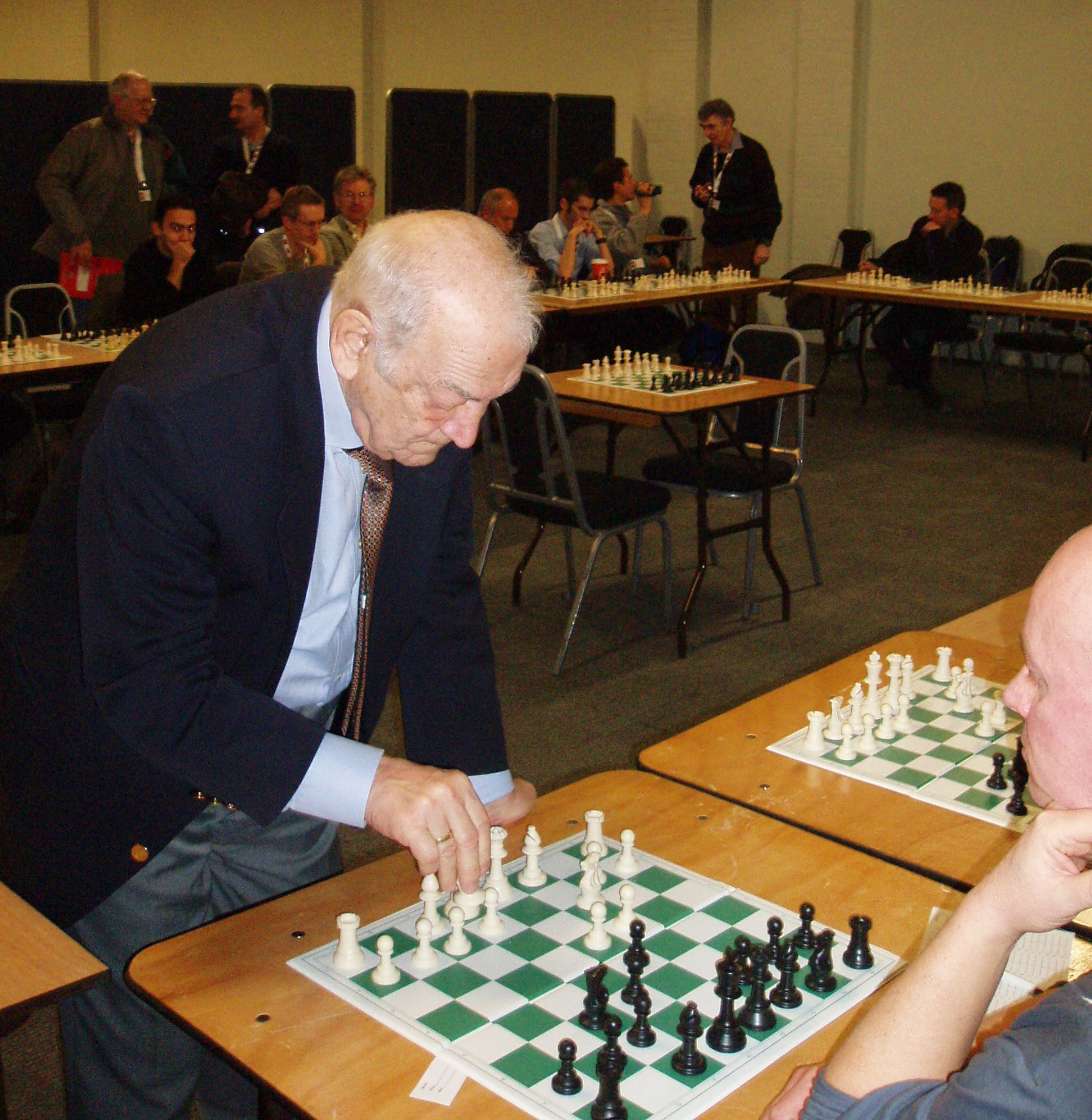
Kortchnoï donnant une simultanée à Londres en 2009

De 1991 à 1998, Kortchnoï était classé après la vingtième place dans le classement Elo de la FIDE. En janvier 1999, après ses victoires à Sarajevo et Bad Hombourg en 1998, il fut classé dix-neuvième, puis dix-septième en juillet 1999. Ce classement lui valut d'être invité au tournoi d'échecs Corus à Wijk Aan Zee en janvier 2000, tournoi remporté par Kasparov et où participaient Anand, Lékó, Morozevitch et Kramnik ; Kortchnoï ne marqua que 5 points sur 13. En janvier 2001, il fit jeu égal dans un match contre le futur champion du monde FIDE Ruslan Ponomariov (+2 –2 =4), et, à 70 ans, en juillet 2001, il remporta le Festival d'échecs de Bienne devant Svidler, Guelfand, Grichtchouk et Lautier.

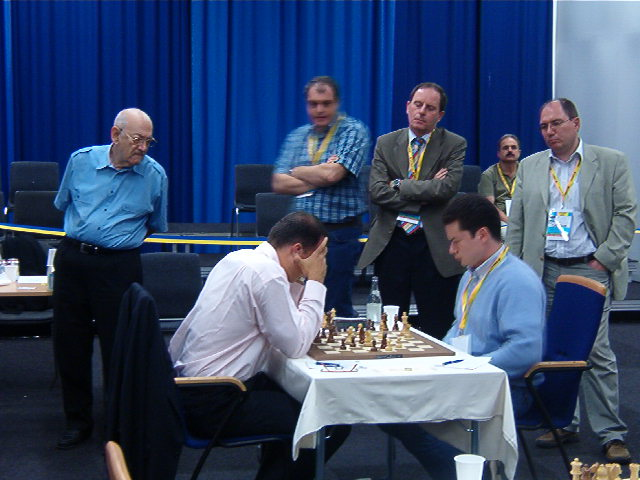
Kortchnoï (à gauche) au championnat d'Europe par équipes en 2005

En septembre 2006, Kortchnoï remporta le 16e championnat du monde senior, qui s’était tenu à Arvier sur un score de 9/11. Il avait marqué 7,5 dans les huit premières parties, puis annulé dans les trois dernières. C’est le premier titre de champion du monde individuel remporté par Kortchnoï.
En avril 2008 (à 77 ans), Kortchnoï a joué aux côtés d’Anatoli Karpov, dans l’équipe Oural sud de Tcheliabinsk, lors du championnat de Russie par équipes à Dagomys (autour de Sotchi). En avril 2009, il a réalisé la meilleure performance individuelle au championnat d'Europe par équipes senior. En juillet 2009, il a été consacré pour la quatrième fois (après 1982, 1984 et 1985) champion de Suisse au tournoi open de Grächen où il a terminé 2e-5e (7/9) avec un meilleur départage, derrière le GMI anglais Simon Williams (7,5 / 9) contre lequel il avait perdu. En juillet 2011, il a été consacré pour la cinquième fois champion de Suisse (après un mini-match de départage contre Joseph Gallagher) au tournoi open de Loèche-les-Bains où il a terminé 3e-10e (6,5 / 9), derrière Christian Bauer (7,5 / 9) contre lequel il avait perdu, et Andreï Sokolov (7 / 9).

## Le style de Kortchnoï: un lutteur acharné

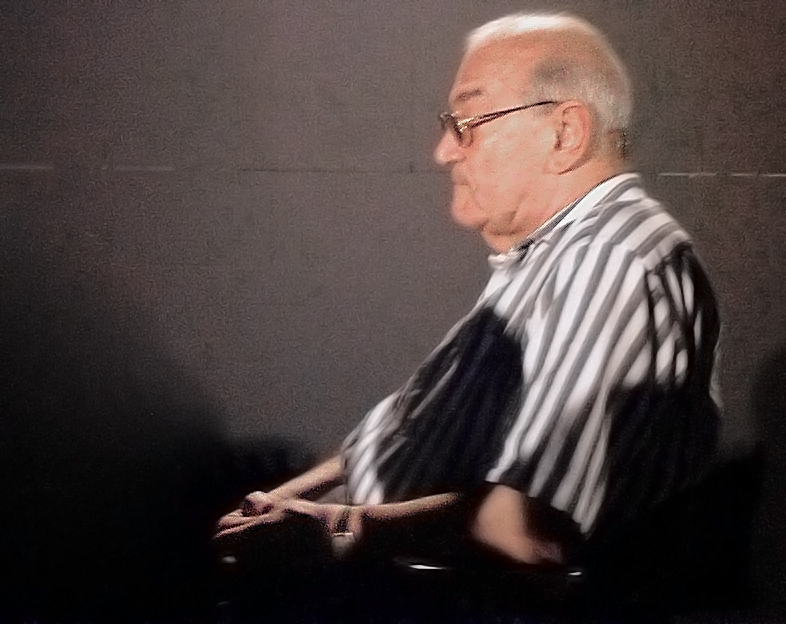
Kortchnoï à Mexico en 2006

Dans les années 1950, Kortchnoï privilégiait la contre-attaque agressive. Il excellait dans les positions défensives difficiles, acceptant volontiers les sacrifices offerts par ses adversaires. Sa technique des finales était déjà reconnue. Pendant les années 1960, son style devint plus polyvalent, apprenant à prendre l’initiative et maîtrisant tout l’éventail technique pour devenir un candidat au titre mondial.

Bill Harston a écrit

« Parmi les grands joueurs du monde, Viktor Kortchnoï est unique. Quand il s’installe en face d’un jeu, il y apporte un mélange de concentration, de détermination et d’énergie non rivalisé par aucun grand maître. Pour Kortchnoï les échecs sont par-dessus tout une lutte. Lorsqu’il joue, tout ce qui lui importe est le résultat du jeu. Les amitiés sont oubliées et les problèmes mis au rancart ; la bataille sur l’échiquier devient priorité absolue ; cette volonté immense de gagner rend le jeu de Kortchnoï toujours intéressant. Jamais satisfait d’une simple routine de jeu, il poursuit une stratégie complexe cherchant la manœuvre suprême dès les premières étapes du jeu. Cela lui crée souvent un problème de pression de temps mais là Kortchnoï est souverain. Quand la pendule lui montre que seulement des minutes lui sont laissées, il entre dans un état de concentration totale, presque en transe, employant entièrement le temps occupé par son adversaire à penser… »

Kortchnoï était un adversaire redoutable car son jeu était basé notamment sur les exceptions aux principes classiques. Il créait sur l'échiquier des situations insolites où les concepts généraux n'étaient plus valables. Pour cela, dans des positions compliquées, il devait analyser un très grand nombre de variantes.
Ce style de jeu était souvent incompris. Voici un extrait d'une interview datant de 1972 de Bent Larsen par Conel Hugh O'Donel Alexander : « Toute la pratique de Korchnoï est basée sur l'analyse (...) et  c'est l'inverse dans la compréhension positionnelle. KorchnoÏ est fantastique pour calculer des variantes complexes, surtout quand il est sous pression ; mais il doit impérativement passer par l'analyse parce que son jugement quand il ne calcule pas est très mauvais - il doit passer par beaucoup de variantes avant de savoir ce qui se passe. Bien sûr, beaucoup de choses qui troublent le joueur ordinaire ne sont pas du tout des problèmes pour un grand maître ; mais dans les positions difficiles, Spassky a dit "Korchnoi a toujours tort" ». Cependant, l'Europe Échecs cité en référence parle du « style de lutteur de "Viktor le terrible" », insistant sur sa ténacité dans les positions difficiles.
Son jeu basé sur la contre-attaque décontenançait ses adversaires. Bobby Fischer a déclaré après 1974 : « S'il y a une personne que je craignais, c'était Kortchnoï. Je ne comprends pas du tout ses coups et je ne sais pas comment jouer contre lui. Mais je pensais que Kortchnoï n'arriverait pas à passer. »  Après la victoire de Kortchnoï contre Mecking en 1974, un journaliste s’étonna que le joueur soviétique obtint rarement un avantage de l’ouverture que ce soit avec les Blancs ou avec les Noirs, et que ses victoires « étaient d’une étrange sorte qui ne découlait pas logiquement de la position... ». Mikhaïl Tal répondit dans une interview : « — Mais c’est tout Kortchnoï ! C’est un joueur avec un style inimitable, un combattant sans compromis et sans peur. Il n’est pas difficile d’avoir une ouverture favorable contre lui, il vous laisse vous y engager, mais pour ce qui est d’aller à la victoire… c’est une tout autre histoire. » Kortchnoï a dit que son idole était le champion du monde Emanuel Lasker dont le jeu décontenançait autant ses adversaires.
Kortchnoï est connu pour sa franchise et son franc-parler : en 1968, il jugea « stéréotypé » le jeu de l'ancien champion du monde et ami Tal, qu'il venait de battre difficilement. Après sa défaite contre Boris Spassky en finale des candidats, il reconnut la supériorité de son adversaire et lui prédit la victoire sur Petrossian. En 1972, Kortchnoï fut le premier grand maître soviétique à affirmer ouvertement, sans attendre l’accord des autorités, que Fischer avait battu Spassky parce qu’il jouait le mieux et qu’aucun autre joueur (lui compris) n’aurait gagné. Au début de 1974, il affirma qu'aucun des joueurs soviétiques n'aurait une chance contre Fischer en 1975.
Kortchnoï est, dans ses analyses de parties, d'une sévérité extrême envers les insuffisances de son jeu, qu'il cherche à améliorer, ne pouvant se contenter d'une partie nulle.

## Contributions à la théorie des ouvertures
Kortchnoï a aussi publié un certain nombre de monographies sur les ouvertures, les finales et plusieurs ouvrages sur ses meilleures parties. Il a, par exemple, signé les articles consacrés à l'ouverture anglaise, au Gambit du roi (code ECO C30-C39), à la défense française et à la variante ouverte de la partie espagnole dans les deux premières éditions de l’Encyclopédie des ouvertures d’échecs. Il a apporté des innovations importantes dans de très nombreuses variantes comme la variante Tartakover du Gambit dame refusé (dans les années 1970) et la variante de Scheveningue de la défense sicilienne (dans les années 1960). Il est connu pour son score très élevé avec les Blancs avec la partie catalane et contre la défense est-indienne,.

## Classements
D'après le site de Jeff Sonas, Kortchnoï a été classé numéro un mondial de septembre à décembre 1965, puis numéro deux mondial d'août 1967 à juillet 1970, ainsi que de septembre 1974 à décembre 1981. Il n'a quitté définitivement le top dix mondial qu'en décembre 1990.
Entre 1969 et 1999, les classements Elo et FIDE de Kortchnoï ont été les suivants, :
- 3e-4e avec Spassky (Chess, avril 1968) : 2660
- 3e (Chess Review, 1969) : 2680,
- 2e-3e avec Spassky (1970) : 2670,
- 3e-4e avec Larsen (janvier 1971) : 2670,
- 3e (juillet 1971) : 2640,
- 5e-6e avec Portisch (juillet 1972) : 2640,
- 5e-6e avec Portisch (janvier et juillet 1973) : 2650,
- 3e (janvier et mai 1974) : 2670,
- 3e (janvier 1975) : 2665,
- 2e (janvier 1976) : 2670,
- 2e-3e avec Petrossian (janvier 1977) : 2645,
- 2e (janvier 1978) : 2665,
- 2e (janvier 1979) : 2695,
- 3e (janvier 1980) : 2695,
- 2e-3e avec Portisch (janvier 1981) : 2650,
- 2e (juillet 1981) : 2695,
- 3e (janvier 1982) : 2645,
- 3e (juillet 1982) : 2635,
- 12e-13e (janvier 1983)[42] : 2600,
- 10e (juillet 1983) : 2610,
- 3e-4e avec Ljubojević (janvier 1984) : 2635,
- 5e (juillet 1984) : 2635,
- 7e (janvier 1985) : 2630,
- 5e (juillet 1985) : 2630,
- 6e (janvier 1986) : 2635,
- 4e (juillet 1986) : 2650,
- 5e (janvier 1987) : 2625,
- 5e-7e (juillet 1987) : 2630,
- 5e (janvier 1988) : 2640,
- 23e (juillet 1988) : 2595,
- 12e-19e (janvier 1989) : 2610,
- 5e (juillet 1989) : 2635,
- 10e-11e  (janvier 1990) : 2625,
- 11e-13e (juillet 1990) : 2630,
- 22e-24e (janvier 1991) : 2615,
- 23e-27e (juillet 1991) : 2610,
- 27e-32e (juillet 1993) : 2625,
- 22e-25e (janvier 1995) : 2635
- 24e-28e (juillet 1995) : 2635
- 22e-25e (janvier 1996) : 2645
- 28e-29e (juillet 1996) : 2635,
- 19e (janvier 1999) : 2673,
- 17e (juillet 1999) : 2676.

Kortchnoï est le joueur qui a le plus de parties publiées dans les cent premiers volumes de l'informateur d'échecs (de 1966 à 2007) avec 1 709 parties publiées, suivi de près par Jan Timman (1 703 parties publiées).

## Performances contre les champions du monde
Garry Kasparov a dit de Kortchnoï :

« Dans toute l’histoire des échecs vous ne trouverez pas un autre joueur avec une telle constance dans la discipline, la vigueur et la férocité... Kortchnoï, même dans sa septième décennie, recherche encore la vérité dans les échecs. »

Sa participation aux cycles des candidats a été très longue. Il a participé, de 1962 à 1993, à 7 tournois interzonaux (dont deux victoires en 1973 et 1987), à deux tournois des candidats (en 1962 et en 1985) et à 19 matchs dans les sélections des candidats au championnat du monde — dont 13 victoires de 1968 à 1991.
L’humeur de Kortchnoï dictait largement son plan de jeu. À l’aise avec ou sans l’initiative, il pouvait attaquer, contre-attaquer, jouer positionnel et était un expert respecté dans les finales. Il est connu comme un maître de la contre-attaque. Il fut la « bête noire » de l’ancien champion du monde Mikhaïl Tal, un pur attaquant, contre lequel il avait un score positif : +13, =29, −6, de même que contre Tigran Petrossian (+12, =47, −11) et Boris Spassky (+22, =35, −14). Il avait un score égal contre Bobby Fischer (+2, =4, −2), Mikhaïl Botvinnik (+1, =2, −1) ainsi que David Bronstein (+6, =13, −6). Il a battu les huit champions du monde de Mikhaïl Botvinnik à Garry Kasparov, ainsi que Magnus Carlsen (victoire en 2004 au tournoi de Drammen) et les champions du monde FIDE Ruslan Ponomariov et Veselin Topalov.

## Un palmarès hors du commun
Kortchnoï possède un palmarès unique, à la fois par son ampleur et sa longévité.

### Titres
- 1950 : maître ès sport de l'URSS ; 1951 : maître soviétique (des échecs)
- 1954 : maître international (FIDE) ;
- 1956 : grand maître de l'URSS et grand maître international (FIDE) ;
- Champion d'URSS en 1960, 1962, 1964-1965 et 1970 ;
- Champion des Pays-Bas en 1977 (unique participation) ;
- Champion de Suisse en 1982, 1984, 1985, 2009  et 2011 ;
- Champion de Leningrad en 1955, 1957 et 1964 ;
- Champion d'URSS junior en 1947 et 1948 ;
- Vainqueur (avec l'URSS) des olympiades en 1960, 1966, 1968, 1970, 1972 et 1974 ;
- Vainqueur (avec l'URSS) des championnats d'Europe par équipe en 1957, 1961, 1965, 1970 et 1973 ;
- Détenteur de l'Oscar du meilleur joueur de l'année de 1978 (décerné en 1979) ;
- Vice-champion du monde d'échecs de 1978 à 1984 ;
- Champion du monde senior en 2006 (seule participation).

### Tournois et principaux matchs

#### Une carrière ininterrompue de plus de 60 ans
Les listes suivantes donnent les tournois individuels où Kortchnoï a terminé entre la première et la cinquième place et quelques tournois où il a fini sixième ou septième en marquant plus de la moitié des points. Elles citent certains matchs-tournois par équipes et quelques championnats par équipes où Kortchnoï a terminé premier au premier ou deuxième échiquier.

#### 1946 à 1949: compétitions junior
En 1946, Kortchnoï termina 11e-12e du championnat d'URSS junior remporté par Petrossian. En 1949, il finit troisième du championnat de Léningrad junior remporté par Spassky.
| Année | Vainqueur |
| ----- | --- |
| 1946  | Championnat de Léningrad junior |
| 1947  | Championnat d'URSS junior : 11,5 / 15 (+8 =7)                                                                                                   |
| 1948  | Demi-finale du championnat d'URSS junior : 8 / 11 (+6 −1 =4)Finale du championnat d'URSS junior (Tallinn) : 5 / 7 (+5 −2 =0) (ex æquo avec Neï) |
| 1949  | Championnat d'URSS par équipes juniors (Moscou, 1er échiquier de Léningrad) : 5,5 / 6                                                           |

#### 1950 à 1957: grand maître international et champion de Léningrad
En décembre 1949, à Lvov, Kortchnoï finit 8e-10e du quart de finale du XVIIIe championnat d'URSS (1950) avec la moitié des points (7,5 / 10). Il était trop loin des places qualificatives pour la demi-finale, mais grâce à sa deuxième place au championnat de Léningrad 1950, il fut admis dans la demi-finale du championnat d'URSS qui avait lieu à Toula en septembre-octobre 1950 ; Kortchnoï termina 11e-13e avec 6 points sur 15, du tournoi remporté par Averbakh et Borissenko.
Avant 1959, Kortchnoï ne disputa que deux tournois individuels en dehors de l'URSS : Bucarest 1954 et Hastings 1955-1956. Il termina à chaque fois en tête du tournoi.
| Année | Vainqueur | Deuxième à septième |
| ----- | --- | --- |
| 1950  | | Championnat de Léningrad (2e derrière Taïmanov) : 9 / 13 (+8 −3 =2)Quart de finale du champ. d'URSS 1951 (4e) : 8,5 / 14 (+6 –3 =5) (Léningrad, victoire de Batoulev et Rechko) |
| 1951  | Léningrad (demi-finale du mémorial Tchigorine) : 4,5 / 5 (ex æquo avec Lev Aronine) | Léningrad : finale du mémorial Tchigorine (5e-7e) : 7,5 / 13 (victoire de Smyslov devant Aronine et Taïmanov) Demi-finale du championnat d'URSS 1951 (5e-8e) : 10 / 19 (Léningrad, tournoi remporté par Smyslov)Odessa (6e-7e) : 6,5 / 12 (+6 −5 =1) (tournoi remporté par Geller)Quart de finale du championnat d'URSS 1952 (4e-6e) : 9 / 15 (Léningrad, victoire de Klaman devant Borissenko) |
| 1952  | | (Minsk) Demi-finale du championnat d'URSS (2e-4e) : 10,5 / 17 (+7 −3 =7) (victoire de Lipnitski devant Averbakh, Flohr, Antochine et Kholmov)Moscou : finale du championnat d'URSS (6e) : 11 / 19 (+8 −5 =6) (victoire de Botvinnik devant Taïmanov, Geller, Boleslavski et Tolouch)Championnat de Léningrad (4e) : 7,5 / 13 (+6 −4 =3) (victoire de Taïmanov devant Spassky et Levenfisch)     |
| 1953  | Odessa (championnat du club Naouka) : 12 / 14 (+10 =4) | Championnat de Léningrad (2e derrière Fourman) : 9,5 / 13 (+8 −2 =3)Vilnius (3e-4e) : 9 / 14 (victoire de Kholmov devant Souétine) (demi-finale du championnat d'URSS 1954) |
| 1954  | Tournoi international de Bucarest : 13 / 17 (+10 −1 =6) | Championnat d'URSS (Kiev) (2e-3e) : 13 / 19 (+10 −3 =6) (tournoi remporté par Averbakh devant Taïmanov)Riga (4e au 1er échiquier du club Naouka) : 5,5 / 10 (+3 –2 =5)Erevan (3e-5e) : 13 / 20 (victoire de Antochine devant Kotov) (demi-finale du championnat d'URSS 1955) |
| 1955  | Championnat de Léningrad : 17 / 19 (+16 −1 =2)Championnat d'URSS par équipes Vorochilovgrad (2e échiquier de Léningrad) : 8 / 9 (+7 =2) | Demi-finale du championnat d'URSS 1956 (4e-5e) : 11 / 18 (Riga, tournoi remporté par Tal devant Bannik et Borisenko) |
| 1956  | 1955-1956 : Hastings : 7 / 9 (+5 =4) (ex æquo avec Olafsson)Uppsala (olympiade universitaire, 1er échiquier) : 6 / 7 (+5 =2)Frounze : 17 / 18 (+17 −1)Poltava (1er-2e) : 12 / 16 (+10-2=4) (Molotov) Départage contre Kotkov : 3,5–0,5 (+3 –0 =1)            | Championnat d'URSS (Léningrad) (4e) : 11 / 17 (+6 −1 =10) (tournoi remporté par Taïmanov devant Averbakh et Spassky) Demi-finale du championnat d'URSS 1957 (3e-4e) : 12 / 19 (+7 −2 =10) (Tbilissi, victoire de Petrossian devant Fourman et Antochine) |
| 1957  | Championnat d'Ouzbékistan : 12 / 15 (+12 −3 =0)Championnat de Léningrad (1er-2e) (ex æquo avec Fourman) : 13 / 17 (+11 −2 =4)Match URSS–Yougoslavie (Léningrad) : 5,5 / 7 (+5 –1 =1)Sverdlovsk : 13,5 / 19 (+8 =11) (demi-finale du championnat d'URSS 1958) | (janvier-février 1957) Championnat d'URSS (7e-8e) : 12 / 21 (+6 −3 =12) (Moscou, victoire de Tal devant Bronstein, Kéres, Spassky et Tolouch) |

#### 1958 à 1965: champion d'URSS et rafleur de premiers prix
De 1957 à 1966, à l'exception de trois tournois organisés en Argentine en 1960 et des tournois qualificatifs pour le championnat du monde en 1962, Kortchnoï disputa toutes ses compétitions individuelles en URSS, dans des pays de l'Est (à Cracovie, Budapest, Gyula ou Bucarest) ou dans des pays communistes (à La Havane ou à Belgrade). En 1960 et 1966, il participa à ses deux premières olympiades à Leipzig et La Havane.
En 1958, 1959, 1963 et 1965, Kortchnoï termina 9e ou 10e du championnat d'URSS. Ce furent, avec les tournois de Moscou de 1964 (zonal) et 1966 (entraînement), ses plus mauvaises performances en tournoi durant cette période.
| Année | Seul vainqueur ou ex æquo | Deuxième à cinquième |
| ----- | --- | --- |
| 1958  | Championnat de blitz de Léningrad (devant Spassky et Taïmanov) Match Yougoslavie-URSS contre Ivkov : 2–2 (+1 −1 =2) Match Moscou-Léningrad contre Bronstein : 1–1 (+0 –0 =2)                                                                                | Championnat de la RSFSR (Sotchi) (2e-4e) : 12 / 19 (victoire de Nejmetdinov devant Polougaïevski et Fourman) Vilnius (2e derrière Kholmov) : 5 / 8 (+2 =6) Tachkent (2e-3e derrière Kholmov) : 11 / 15 (+9 −2 =4) (demi-finale du championnat d'URSS 1959, ex æquo avec Geller) |
| 1959  | Championnat d'Arménie (hors-concours) : 12 / 14 (+10 =4)Match Léningrad-Moscou contre Bronstein : 1–1 (+0 –0 =2)Cracovie : 8,5 / 11 (+6 =5) Tcheliabinsk : 12 / 15 (+9 =6)                                                                                  | Moscou (spartakiade, 3e échiquier) : 5 / 8 ; finale : 3 / 5 (+1 =4) (meilleure performance réalisée par Petrossian : 5 / 7) |
| 1960  | Championnat d'URSS (Léningrad) : 14 / 19 (+12 −3 =4) Match Léningrad–Moscou contre Simaguine : 2-0 Buenos Aires : 13 / 19 (+9 −2 =8) (ex æquo avec Reshevsky)Sierra de Córdoba : 6 / 7 (+5 =2) Match Moscou-Léningrad contre Botvinnik : 1,5–0,5 (+1 -0 =1) | Kiev (2e-3e derrière Averbakh) : 1,5 / 3 (+1 –1 =1)Moscou (3e) : 8 / 11 (+6 –1 =4) (tournoi remporté par Smyslov et Kholmov)Santa Fe (4e) : 4,5 / 7 (+3 –1 =3) (tournoi remporté par Taïmanov et Szabó devant Gligoric)Championnat d'URSS par équipes (Moscou) (4e) : 3,5 / 6   |
| 1961  | Budapest : 11,5 / 15 (+9 −1 =5) Svetlogorsk (entrainement) : 5,5 / 7 Coupe d'URSS des clubs (1er échiquier) : 3 / 5 (+2 −1 =2) (Moscou, ex æquo avec Geller et Smyslov)                                                                                     | (janvier-février 1961) Championnat d'URSS (2e) : 13 / 19 (+9 −2 =8) (Moscou, tournoi zonal remporté par Petrossian) |
| 1962  | Match URSS-Pays-Bas contre Prins (La Haye) : 1,5–0,5 Championnat d'URSS (Erevan) : 14 / 19 (+10 −1 =8) | Tournoi interzonal (4e-5e) : 14 / 22 (+9 −3 =10) (Stockholm, victoire de Fischer devant Petrossian et Geller)Tournoi des candidats (5e) : 13,5 / 27 (+7 −7 =13) (Curaçao, victoire de Petrossian devant Kéres et Geller)                                                        |
| 1963  | La Havane (mémorial Capablanca) : 16,5 / 21 (+14 –2 =5) Moscou (Spartakiade) : 5,5 / 8 | |
| 1964  | Championnat de Léningrad : 14 / 16 (+12 =4) (demi-finale du championnat d'URSS) | Moscou (5e-6e) : 5,5 / 12 (+3 –4 =5) (tournoi zonal remporté par Spassky devant Stein et Bronstein) Belgrade (2e-3e derrière Spassky) : 11,5 / 17 (+9 −3 =5) |
| 1965  | 1964-1965 : Championnat d'URSS (Kiev) : 15 / 19 (+11 =8)Gyula (mémorial Asztalos) : 14,5 / 15 Erevan : 9,5 / 13 (+6 =7)Match Léningrad-Moscou contre Petrossian : 2-0Match Belgrade-Léningrad contre Gligoric : 1,5–0,5 (+1 =1)                             | |

#### 1966 à 1975: finaliste des candidats
De 1967 à 1972, Kortchnoï put participer à de nombreux tournois en dehors des pays de l'Est. Il considère ses victoires de 1968 à Wijk aan Zee et Palma de Majorque comme les meilleurs résultats en tournoi de sa carrière. Comme Larsen et Fischer, il ne fut pas invité au tournoi international de Moscou en 1967. Les seuls tournois où il ne termina pas dans les trois premières places entre 1967 et 1975 furent le mémorial Alekhine de 1971 à Moscou (il termina 11e) et le championnat de Léningrad de 1973 (il finit 8e-9e).
| Année | Seul vainqueur ou ex æquo | Deuxième à quatrième |
| ----- | --- | --- |
| 1966  | Bucarest : 12,5 / 14 (+11 =3)Sotchi (mémorial Tchigorine) : 11,5 / 15 (+10 −2 =3)Coupe d'URSS (Moscou, 2e échiquier) : 7,5 / 10 (+5 =5) | Moscou (entraînement) (4e-5e) : 4 / 10 (+2 –4 =4) (victoire de Petrossian devant Boleslavski, Simaguine et Averbakh) |
| 1967  | Léningrad : 13 / 16 (+10 =6) Budva : 8 / 11 (+5 =6)Moscou (Spartakiade, 1er échiquier) : 6 / 8 | 1966-1967 : championnat d'URSS (3e-5e) : 12 / 20 (Tbilissi, tournoi zonal remporté par Stein devant Geller)Tournoi interzonal de Sousse (2e-4e) : 14 / 22 (+9 −3 =10) (tournoi remporté par Larsen devant Geller et Gligoric)                                        |
| 1968  | Wijk aan Zee : 12 / 15 (+10 −1 =4)Tournoi des candidats (finaliste) : (Amsterdam) Quart de finale contre Reshevsky : 5,5–2,5 (+3 –0 =5) (Moscou) Demi-finale des candidats contre Tal : 5,5–4,5 (+2 –1 =7)Olympiade de Lugano (3e échiquier) : 11 / 13 (+9 =4)Palma de Majorque : 14 / 17 (+11 =6) | (Kiev) Finale des candidats contre Spassky : 3,5–6,5 (+1 –4 =5) |
| 1969  | Volgograd (1er échiquier de Léningrad) : 5,5 / 6 Tournoi de Sarajevo : 12 / 15 (+9 =6) Luhačovice : 11,5 / 15 (+8 =7) Léningrad (spartakiade) : 7 / 9 (+5 =4)La Havane : 11 / 15 (+8 −1 =6) (mémorial Capablanca, ex æquo avec Souétine)                                                           | Palma de Majorque (3e-4e) : 10,5 / 17 (+6 –2 =9) (tournoi remporté par Larsen devant Petrossian et Hort) |
| 1970  | Championnat d'URSS (Riga) : 16 / 21 (+12 −1 =8) | Match URSS - Reste du monde contre Portisch : 1,5–2,5 (+0 –1 =3)Herceg Novi (tournoi de blitz, 3e derrière Fischer et Tal) : 14 / 22Rovinj et Zagreb (2e-5e derrière Fischer) : 11 / 17 (+7 –2 =8)(Léningrad) Match contre Bronstein (entraînement) : 2–4 (+1 –3 =2) |
| 1971  | Wijk aan Zee : 10 / 15 (+7 −2 =6) (Léningrad) Match contre Karpov (entrainement) : 3–3 (+2 −2 =2) Quart de finale des candidats contre Geller : 5,5–2,5 (+4 –1 =3)1971-1972 : Hastings : 11 / 15 (+8 –1 =6) (ex æquo avec Karpov)                                                                  | Moscou (tournoi de blitz, 2e après Petrossian) : 11,5 / 15 (+11 −3 =1) (Moscou) Demi-finale des candidats contre Petrossian : 4,5–5,5 (+0 –1 =9) |
| 1972  | Olympiade de Skopje (2e échiquier) : 11 / 15 (+8 −1 =6) Palma de Majorque : 10 / 13 (+7 −2 =6) (ex æquo avec Panno et Smejkal) | Amsterdam (tournoi IBM, 2e derrière Polougaïevski) : 11 / 15 (+7 =8) Moscou (tournoi de blitz, 3e-4e) : 20,5 / 32 (tournoi remporté par Karpov devant Taïmanov et Kholmov)                                                                                           |
| 1973  | Tournoi interzonal (Léningrad) : 13,5 / 17 (+11 −1 =5) (ex æquo avec Karpov) (Solingen) Match contre Hübner (entrainement) : 4,5–3,5 (+2 −1 =5) | Championnat d'URSS (2e-6e derrière Spassky) : 10,5 / 17 (ex æquo avec Karpov, Petrossian, Polougaïevski et Kouzmine) |
| 1974  | New York (tournoi blitz) : 7/8 (devant Timman, Hort, Osnos et Soltis) Tournoi des candidats (finaliste) : (Augusta) Quart de finale contre Mecking : 7,5–5,5 (+3 −1 =9) (Odessa) Demi-finale contre Petrossian : 3,5–1,5 (+3 −1 =1)                                                                | Olympiade de Nice (3e au 2e échiquier) : 11,5 / 15 (+8 =7) (Moscou) Finale des candidats contre Karpov : 11,5–12,5 (+2 –3 =19) |
| 1975  | Lors du premier semestre 1975, Kortchnoï fut interdit de tournoi. | Moscou (3e-5e) : 11,5 / 15 (+8 −4 =3) (tournoi remporté par Geller devant Spassky) |

#### 1976 à 1983: vainqueur des candidats, vice-champion du monde
En 1976, à l'issue du tournoi IBM d'Amsterdam, Kortchnoï demanda l'asile politique des Pays-Bas.
De 1977 à 1983, la fédération soviétique boycotta les tournois qui invitaient Kortchnoï. La seule exception fut le tournoi open de Lone Pine en 1981, où Kortchnoï arriva au dernier moment et où les joueurs soviétiques (Romanichine et Youssoupov) ne purent se retirer.
| Année | Vainqueur | Deuxième à quatrième |
| ----- | --- | --- |
| 1976  | Coupe d'URSS des clubs (Tbilissi, 1er échiquier) : 5 / 7 (+3 =4) Amsterdam : 9,5 / 15 (+5 –1 =9) (tournoi IBM, ex æquo avec Miles)(Leeuwarden) Match contre Timman : 5,5 à 2,5 (+4 –1 =3) | 1975-1976 : Hastings (4e) : 9 / 15 (+5 –2 =8) (tournoi remporté par Uhlmann, Bronstein et Hort) |
| 1977  | (Zurich) Match contre Hug : 3 à 1 (+2 =2)Montreux : 6,5 / 9 (+4 =5) Championnat open des Pays-Bas (Leeuwarden) : 12 / 13 (+11 =2)Tournoi des candidats : (Barga) Quart de finale contre Petrossian : 6,5–5,5 (+2 –1 =9), (Evian) Demi-finale contre Polougaïevski : 8,5–4,5 (+5 –1 =7) 1977-1978 (Belgrade) : finale contre Spassky : 10,5–7,5 (+7 –4 =7) | |
| 1978  | Wohlen (tournoi de blitz) Beer-Sheva : 12 / 13 (+11 =2)Olympiade de Buenos Aires (1er échiquier) : 9 / 11 (+7 =4)Oscar des échecs (devant Karpov) | Wijk aan Zee (2e derrière Portisch) : 7,5 / 11 (+5 –1 =5) Championnat du monde contre Karpov (Baguio) : 5 à 6 (+5 –6 =21) |
| 1979  | Johannesbourg (Grand prix Oude Meester) : 8,5 / 12 (+6 –1 =5)Genève (tournoi de blitz) : 8,5 / 9Bienne : 12 / 13 (+11 =2)São Paulo : 10 / 13 (+7 =6) (ex æquo avec Ljubojević) Buenos Aires : 10,5 / 13 (+8 =5) (ex æquo avec Ljubojević) | Linares (2e-4e) : 8,5 / 13 (+6 –2 =5) (victoire de Christiansen devant Rivas et Castro) Londres (BBC TV, The Master Game) : 2 / 3 (+2 −1) (tournoi rapide, victoire de Schmid) |
| 1980  | Londres : 8,5 / 13 (+5 –1 =7) (tournoi Philips & Drew, ex æquo avec Andersson et Miles) Tournoi des candidats : (Velden) Quart de finale contre Petrossian : 5,5–3,5 (+2 =7), (Buenos Aires) Demi-finale contre Polougaïevski : 7,5–6,5 (+3 –2 =9) 1980-1981 (Merano) : Finale contre Hübner : 4,5–3,5 (+3 –2 =3)                                         | Wijk aan Zee (3e) : 8,5 / 13 (+6 –2 =5) (tournoi remporté par Seirawan et Browne) |
| 1981  | Rome : 8 / 9 (+7 =2) (devant Csom et Tatai) Bad Kissingen : 9 / 10 (+8 =2) (devant Seirawan et Hort) Open de Lone Pine : 9 / 11 (+7 =4) (devant Seirawan, Christiansen, Sosonko, Larsen, Romanichine, Youssoupov, Alburt et Gligoric) | Las Palmas (3e-4e) : 6 / 10 (+5 –3 =2) (victoire de Timman devant Larsen et Seirawan)Baden-Baden (3e) : 8,5 / 13 (+6 –2 =5) (victoire de Ribli et Miles)Johannesbourg (2e-3e) : 6,5 / 12 (+4 –3 =5) (victoire de Andersson devant Hübner) Championnat du monde contre Karpov (+2 –6 =10) |
| 1982  | Open de Lugano : 8 / 9 (+7 =2) Championnat de Suisse (Silvaplana) : 8 / 9 (+8 –1)Rome : 7 / 9 (+6 –1 =2) (ex æquo avec Pintér) | |
| 1983  | (Bad Kissingen) Match des candidats contre Portisch : 6–3 (+4 –1 =4)Open rapide de Kaiserslautern : 8,5 / 9 Open de San Bernardino Brocco : 8,5 / 9 Open du Liechtenstein : 8,5 / 9Championnat open des États-Unis : 10,5 / 12 (+9 =3) (Pasadena, vainqueur au départage devant Christiansen)                                                             | Herceg Novi (blitz, 2e après Kasparov) : 10,5 / 16 Demi-finale des candidats contre Kasparov (Londres) : 4–7 (+1 –4 =6) |

#### 1984 à 1990: victoires à Wijk aan Zee et à l'interzonal de Zagreb
En 1984, les Soviétiques mirent fin au boycott de Kortchnoï. Il termina 7e-8e du tournoi de Londres remporté par Karpov. En 1985, il termina avant-dernier du tournoi des candidats de Montpellier.
| Année | Seul vainqueur ou covainqueur | Deuxième à cinquième |
| ----- | --- | --- |
| 1984  | Wijk aan Zee : 10 / 13 (+7 =6) (ex æquo avec Beliavski) Beer-Sheva : 9 / 13 (+6 −1 =6) (ex æquo avec Kudrin) Sarajevo : 9 / 13 (+5 =8) (ex æquo avec Timman)Match Reste du monde–URSS contre Polougaïevski : 2,5–1,5 Open du Liechtenstein : 8,5 / 9 (+8 =1)Championnat de Suisse (Arosa) : 10 / 11 tournoi des capitales de la CEE (Paris-Meudon) : 7,5 / 9 (+6 =3)Titograd : 7,5 / 11 (+5 −1 =5) (ex æquo avec Velimerovic) | Bienne (3e) : 7 / 11 (+5 −2 =4) (tournoi remporté par Hort et Hübner) Open de Zurich (2e-6e derrière Nunn) : 5,5 / 9 (tournoi jubilé) |

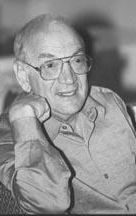
Kortchnoï portant ses lunettes larges

| 1985  | Silvaplana (championnat de Suisse) : 8 / 9Lucerne (championnat du monde par équipes) : 7,5 / 9Tilbourg : 8,5 / 14 (+5 −2 =7) (ex æquo avec Hübner et Miles)Open de Toronto : 7 / 9 (ex æquo avec Igor Ivanov) Open de Berlin-Ouest : 7,5 / 9 (1er-2e, 2e au départage après Suba)Bruxelles (tournoi OHRA) : 11 / 15 (+9 =4)                                                                                                   | Linares (3e-4e) : 6,5 / 11 (+5 −3 =3) (tournoi remporté par Ljubojevic au départage devant Hübner et Portisch) |
| 1986  | Open de Vienne : 6,5 / 9 (vainqueur au départage devant Beliavski) (1er-2e devant Karpov, Spassky et Nunn) Open de Lugano : 6,5 / 8 (ex æquo avec Short, Plaskett et Gutman) | Cannes (2e-6e derrière Mirallès) : 5,5 : 9 (+3 −1 =5)Bruxelles (SWIFT, 2e derrière Karpov) : 7 / 11 (+5 −2 =4) Jérusalem (tournoi remporté par D. Gourevitch) (4e-6e) : 6 / 11Bruxelles (OHRA, 2e après Kasparov) : 5,5 / 10 (+3 −2 =5)                                                        |
| 1987  | Wijk aan Zee : 9,5 / 13 (+7 −1 =5) (ex æquo avec Short)Beer-Sheva : 8,5 / 11 (+6 =5) (ex æquo avec Speelman)Tournoi interzonal de Zagreb : 11 / 18 (+8 −2 =6)Open de Gênes (devant Damjanovic) | Reykjavik (4e-5e) : 5,5 / 11 (victoire de Short)Bruxelles (SWIFT) (4e-5e) : 6,5 / 11 (victoire de Kasparov)Tilbourg (4e) : 7,5 / 14 (victoire de Timman devant Nikolic et Hübner)Belgrade (4e-6e) : 6 / 11 (victoire de Ljubojevic devant Timman)                                              |
| 1988  | Amsterdam (tournoi OHRA) : 6 / 10 (+3 −1 =6) Royan : 7 / 9 (+5 =4) Rotterdam (coupe d'Europe des clubs)Madrid (rapide) : 5,5 / 8 (ex æquo avec Kasparov et Mikhail Gourevitch) | 1987-1988 : Reggio Emilia (4e-6e) : 5 / 9 (victoire de Toukmakov)Beer-Sheva (2e-3e) : 9,5 / 14 (+7 −2 =5) (victoire de A. Greenfeld devant Pintér) Open de Lugano (1er-7e, 3e au départage) (victoire de Psakhis et Ftáčnik au départage) Haninge (4e-5e) : 6 / 11 (victoire de Polougaïevski) |
| 1989  | Lucerne (championnat du monde par équipes) : 6 / 9Open de Lugano : 8 / 9 (+7 =2) (vainqueur au départage devant Pétursson)Clermont-Ferrand (1er-5e) : 6,5 / 11 (ex æquo avec Sax, Renet, Dolmatov et Ehlvest) | 1988-1989 : Hastings (2e derrière Nigel Short) : 8,5 / 14Barcelone (coupe du monde GMA) (4e) : 9,5 / 16 (+6 −3 =7) (tournoi remporté par Kasparov et Ljubojevic devant Salov)Amsterdam OHRA (2e-3e derrière Beliavski) : 5,5 / 10 (+3 −2 =5)Tilbourg (2e après Kasparov) : 8,5 / 14 (+4 −1 =9) |
| 1990  | Beer-Sheva : 5 / 9 (+1 =8) Rotterdam (mémorial Max Euwe) : 4 / 6 (+2 =4) Open de Val Maubuée : 7,5 / 9 | Tournoi interzonal de Manille (5e-11e) : 8 / 13 (+3 =10) tournoi remporté par Guelfand et IvantchoukAmsterdam (3e) : 5 / 10 (tournoi OHRA remporté par Beliavski) |

#### 1991 à 1998: derniers matchs des candidats et victoire à Saint-Pétersbourg
En 1990-1991, Kortchnoï disparut du classement des dix meilleurs joueurs du monde et se qualifia pour la dernière fois pour les quarts de finale des candidats. En 1992, il obtint la nationalité suisse et la possibilité de retourner en Russie. La même année, il finit 8e-10e du tournoi de Barcelone, ex æquo avec Tal dont ce fut le dernier tournoi. En 1992, il fut éliminé en quart de finale par Guelfand lors du départage (match nul lors des parties à cadence lente) du tournoi de Tilbourg (tournoi Interpolis k.o., victoires sur Christiansen, Piket, et Tiviakov). En 1993, il fut éliminé lors des tournois de sélection de Bienne (interzonal FIDE) et de Groningue (PCA). En décembre 1997, Kortchnoï fut éliminé au deuxième tour du tournoi des candidats FIDE de Groningue par Short. Le tournoi fut remporté par Anand.
| Année | Vainqueur | Deuxième à cinquième |
| ----- | --- | --- |
| 1991  | Harlingen (rapide, 50 min) : 2,5 / 3 (devant Timman et Piket) Match des candidats contre Sax : 5,5–4,5 (+2 –1 =7) Las Palmas (1er-3e) : 6 / 9 (+5 −2 =2) (ex æquo avec Topalov et Franco Ocampos)                          | 1990-1991 : tournoi de Pampelune (2e) : 6 / 9 (victoire de Youdassine) Salamanque (3e-4e) : 7 / 11 (victoire de Vladimirov devant Spassky et Hoffman)Amsterdam (mémorial Max Euwe) (5e) : 4,5 / 9 (victoire de Short et Salov devant Karpov et Kasparov)                                                                                  |
| 1992  | Berne (entraînement) : 5,5 / 6 (tournoi expérience contre jeunes, devant Campora) | Melody Amber (Roquebrune, semi-rapide) (3e-5e) : 12,5 / 22 (victoire de Ivantchouk devant Anand et Ljubojevic)Wijk aan Zee (3e-4e) : 7,5 / 13 (+2 =11) (tournoi remporté par Salov et Guelfand devant Hübner)Tilbourg (5e-8e) : 8 / 12 (victoire de Adams) Polanica-Zdrój (mémorial Rubinstein) (2e après Romanichine) : 7,5 / 11 (+4 =7) |
| 1993  | Anvers : 7 / 10 (+5 −1 =4) (ex æquo avec Piket)(Nimègue) Match contre Piket : 6-2 (+4 −0 =4) | Wijk aan Zee (open, 5e-6e) : 7,5 / 12 Buenos Aires (3e après Kamsky et Chirov) : 6,5 / 11 |
| 1994  | Tallinn (mémorial Paul Kérès, rapide) Ostrava : 7 / 10 (+4 =6) | Dortmund (4e-7e) : 4,5 / 9 (tournoi remporté par Piket)Open d'Anvers (2e après Van der Sterren) : 7 / 9 (+6 −1 =2) Horgen (4e-5e) : 6,5 / 11 (tournoi remporté par Kasparov) |
| 1995  | San Francisco : 8 / 11 (+5 =6)Open de Hambourg : 7,5/ 9 (+6 =3) Madrid : 6,5 / 9 (+5 −1 =3) Paris (grand prix Intel, tournoi préliminaire rapide)                                                                          | Ptuj (tournoi zonal, 2e-3e) : 10 / 14 (+6 =8) (victoire de Kindermann devant Luther) Open d'Anvers (3e après I. Sokolov et I. Novikov) : 6,5 / 9 |
| 1996  | Cannes : 9,5 / 10 Malmö (Sigeman & Co): 7,5 / 9 (+6 =3) Open de Copenhague (Politiken Cup) : 9 / 11 (+8 −1 =2)Open de Münster (ex æquo avec Eingorn) : 6,5 / 8 (+5 =3)                                                     | New York (3e-6e) : 6,5 / 11 (victoire de Adams) |
| 1997  | Česká Třebová (Kettler Cup, rapide) Open de Baden (Argovie) : 7,5 / 9 (+6 =3)Enghien-les-Bains : 6,5 / 9 (+5 −1 =3) (ex æquo avec Bacrot) Saint-Pétersbourg (1er-3e) : 7 / 11 (+4 −1 =6) (ex æquo avec Khalifman et Salov) | Úbeda (5e-8e) : 5,5 / 11 (+1 −1 =9) (tournoi remporté par Lautier devant Beliavski) Anvers (2e derrière Topalov) : 5 / 7 |
| 1998  | Cannes (tournoi des générations) : 5 / 8Sarajevo (tournoi Bosna) : 7 / 9 Bad Homburg : 19 / 27 (+5 =4)Zurich (mémorial Nagler) : 8 / 10 (+6 =4) Roquebrune : 9 / 12 (+6 =6)                                                | Open de Bratto (3e-8e) : 6,5 / 9 Dresde (tournoi zonal, 3e-6e) : 7 / 11 (victoire de Sokolov et Zelcic devant Didzar, Psakhis et Wahls) |

#### 1999 à 2012: champion du monde senior
En avril 1999, Kortchnoï fut invité au très fort tournoi de Dos Hermanas (7e avec 4 / 9). L'année suivante, il participa au tournoi Corus de Wijk aan Zee (11e-12e avec 5 / 13).
En 2001, Kortchnoï remporta le festival de Bienne à 70 ans, devant Svidler et Guelfand. La même année, il disputa deux tournois rapides pour son anniversaire :
- un tournoi à deux tours à Saint-Petersbourg (20-22 mars 2001) où il finit 2e-3e sur six joueurs avec 6 points sur 10 (victoire de Konstantin Sakaïev)[52] ;
- un tournoi à Zurich (20-28 avril) où fut éliminé lors de la phase préliminaire (4e sur 6 joueurs de sa poule, avec 2,5 points sur 5)[53].

En 2006, il remporta le championnat du monde senior. En janvier-février 2011, au festival de Gilbratar, il battit le vainqueur du festival de Bienne 2010, Fabiano Caruana, âgé de 18 ans. Il était invaincu avant la dernière ronde et termina avec 6 points sur 10 en réalisant une performance Elo de 2632. Après 2012, Kortchnoï a disputé trois matchs exhibition (« matchs des légendes ») rapides : deux contre Wolfgang Uhlmann en 2014 et 2015, suivis par un match contre Mark Taïmanov en novembre 2015.
| Année | Seul vainqueur ou ex æquo | Deuxième à quatrième |
| ----- | --- | --- |
| 1999  | Zurich : 7 / 10 (+4 =6) Marbella : 7,5 / 10Arnhem : 4 / 6 (ex æquo avec Sadler)                                                                                            | Open de Willingen (Upland) (3e-4e) : 7 / 9 (victoire de Epichine et Lau) |
| 2000  | Munich (match-tournoi Vétérans-Femmes) : 7,5 / 10 | Open de Reykjavik (2e-7e) : 6,5 / 9 (victoire de Stefansson) |
| 2001  | Festival de Bienne : 6 / 10 (+4 −2 =4)Open de Bâle (vainqueur en finale de Sturua) (Donetsk) Match contre Ponomariov : 3 - 3 (+2 −2 =4)                                    | Saint-Petersbourg (rapide, 2e-3e) : 6 / 10 Buenos-Aires (2e-3e) : 6 / 9 (+3 =6) (tournoi remporté par Karpov)Tournoi de Hoogeveen (3e) : 3 / 6 (victoire de J. Polgar et Van Wely) Amsterdam : 5,5 / 10 (+3 −2 =5) |
| 2002  | Open de Curaçao (vainqueur au départage devant Yona Kosashvili) : 7 / 9Open de Bâle (bat Solak en finale)                                                                  | Bienne (4e) : 5 / 10 (+2 −2 =6) (victoire de Smirine) |
| 2003  | Tournoi de Bâle (devant Pelletier, Hort et Nemet, 4 joueurs)Match Saint-Petersbourg - Paris contre Fressinet : 1-0                                                         | Reykjavik (2e-3e après Chirov) : 6 / 9 (+4 −1 =4) (tournoi Hrokurinn remporté par Chirov devant Macieja) |
| 2004  | Dresde (championnat d'Europe par équipe senior) : 6,5 / 7Paks (mémorial George Marx) : 7,5 / 10Championnat open du Québec (Montréal) : 7,5 / 9 (+6 =3) Beer-Sheva (rapide) | 2004-2005 : Drammen (4e-6e) : 4,5 / 9 (+2 –2 =5) (tournoi Smartfish, victoire de Chirov et Nielsen) |
| 2005  | Beer-Sheva (rapide) : 11,5 / 15 (+9 −1 =5) Mayence (tournoi rapide) : 3,5 / 6 (+3 −2 =1) (ex æquo avec Karpov)                                                             | Championnat d'Europe senior par équipes (Dresde, 2e)Paks (2e après Almasi) : 6 / 10 (+4 −2 =4) Open de Copenhague (2e-13e) : 7,5 / 10 (+5 =5) (Politiken Cup, victoire de Sakaïev)                                 |
| 2006  | Open de Banyoles : 7 / 9 Championnat du monde senior (Arvier) : 9 / 11 (+7 =4)                                                                                             | Lenzerheide (ch. de Suisse, 2e après Jenni) : 6,5 / 9Odessa (rapide) (3e-4e) : 5,5 / 9 (victoire de Lautier)Mexico (2e-3e après Kariakine) : 3 / 6                                                                 |
| 2007  | Banja Luka : 6,5 / 9 (+4 =5, ex æquo avec Ilinčić)Open rapide de Uitikon : 6,5 / 7 (ex æquo avec Jenni)                                                                    | Las Vegas (National Open), (2e-7e) : 5 / 6 (victoire de Nakamura) |
| 2008  | Dresde (championnat d'Europe par équipe senior) | Wijk aan Zee, groupe honoraire : 3 / 6 (+2 −2 =2) (2e-3e ex æquo avec Timman) |
| 2009  | Velden (championnat d'Europe par équipe senior) : 7,5 / 9 (Elista) Match des légendes contre Spassky : 4–4 (+2 −2 =4)                                                      | Open de Grächen (2e-5e après Williams) : 7 / 9 Londres (3e) : 6 / 9 (+5 −2 =2) (Mémorial Howard Staunton, victoire de Timman)                                                                                      |
| 2010  | Open de Banyoles (rapide) : 16 / 17 (+16 −1 =0)(Stará Vráž) Match contre Vlastimil Hort 5,5 - 2,5 (classique =4, rapide +3 =1)                                             | |
| 2011  | (Cannes) Match contre Vaïsser : classique (+0 –0 =2), rapide (+1 –1 =0) et blitz (+1 –1 =2)Souzdal (mémorial Botvinnik, tournoi vétérans rapide) : 7 / 9                   | Open de Loèche-les-Bains (3e-10e) : 6,5 / 9 (victoire de Bauer devant A. Sokolov) |
| 2012  | Rogaška Slatina (championnat d'Europe par équipe senior)Match Légendes - Club de Genève : 7 / 10 (+6 –2 =2) (ex æquo avec Ribli et Spraggett)                              | Open de Bad Wörishofen (2e-9e) : 7,0 / 9 (victoire de Miša Pap) |

### Championnats

#### Championnats d’URSS
De 1952 à 1973, Kortchnoï participa à 16 finales du championnat d'URSS et fut quatre fois seul vainqueur (en 1960, 1962, 1964-1965 et 1970). Il termina six fois entre la deuxième et la sixième place (en 1952, 1954, 1956, février 1961, 1966-1967 et 1973). Lors des autres éditions, après 1955 (où il finit 19e), il termina entre la septième et la dixième place : 7e-8e en 1957, 9e-11e en 1958 (zonal), 9e en 1959, 10e en 1963 et 10e-12e en décembre 1965. De 1952 à 1966, il n'a manqué qu'une édition sur quinze : en décembre 1961. À l'exception des éditions de 1955 et de décembre 1965, Kortchnoï a toujours marqué plus de la moitié des points lors des finales. Il a terminé deux fois invaincu : en 1964-1965 et en 1966-1967.
| Ed. | Date                 | Lieu                 | Classement                          | Note                                | Score     | Score       | Principaux adversaires battus                                                   | Champion   |
| --- | -------------------- | -------------------- | ----------------------------------- | ----------------------------------- | --------- | ----------- | ------------------------------------------------------------------------------- | ---------- |
| 18 | 1950                 |                      | 11e-13e de la demi-finale (Toula)   | 11e-13e de la demi-finale (Toula)   | 6 / 15    | (+4 −7 =4)  |                                                                                 | Keres      |
| 19 | 1951                 |                      | 5e-8e de la demi-finale (Léningrad) | 5e-8e de la demi-finale (Léningrad) | 10 / 18   | (+6 −4 =8)  | Kan                                                                             | Keres      |
| 20 | 1952                 | Moscou               | 6e de la finale                     |                                     | 11 / 19   | (+8 −5 =6)  | Smyslov, Aronine, Ilivitski, Lipnitski                                          | Botvinnik  |
| 21 | 1954                 | Kiev                 | 2e-3e avec Taïmanov                 |                                     | 13 / 19   | (+10 −3 =6) | Geller, Flohr, Ilivitski, Nejmetdinov, Lilienthal, Ragozine, Sokolski           | Averbakh   |
| 22 | 1955                 | Moscou               | Avant-dernier (19e)                 | tournoi zonal                       | 6 / 19    | (+1 −8 =10) |                                                                                 | Geller     |
| 23 | 1956                 | Léningrad            | 4e                                  |                                     | 11 / 17   | (+6 −1 =10) | Spassky, Polougaïevski, Simaguine                                               | Taïmanov   |
| 24 | 1957                 | Moscou               | 7e-8e                               |                                     | 12 / 21   | (+6 −3 =12) | Boleslavski, Nejmetdinov                                                        | Tal        |
| 25 | 1958                 | Riga                 | 9e-11e                              | tournoi zonal                       | 9,5 / 18  | (+5 −4 =9)  | Tal, Geller, Gourguenidze, Kroguious                                            | Tal        |
| 26 | 1959                 | Tbilissi             | 9e                                  |                                     | 10 / 19   | (+6 −5 =8)  | Tal, Geller, Bronstein, Gourguenidze,                                           | Petrossian |
| 27 | 1960                 | Léningrad            | Champion d'URSS                     |                                     | 14 / 19   | (+12 −3 =4) | Geller, Polougaïevski, Smyslov, Spassky, Kroguious, Souétine, Goufeld, Neï      |            |
| 28 | 1961                 | Moscou               | 2e                                  | tournoi zonal (février 1961)        | 13 / 19   | (+9 −2 =8)  | Spassky, Polougaïevski, Taimanov, Bronstein, Goufeld, Fourman                   | Petrossian |
| En décembre 1961, lors du 29e championnat remporté par Spassky, Kortchnoï préparait l'interzonal de 1962                              |                      |                      |                                     |                                     |           |             |                                                                                 |            |
| 30 | 1962                 | Erevan               | Champion d'URSS                     |                                     | 14 / 19   | (+10 −1 =8) | Tal, Spassky, Stein, Bannik, Kroguious, Souétine, A. Zaïtsev, Savon             |            |
| 31 | 1963                 | Léningrad            | 10e                                 |                                     | 10 / 19   | (+4 −3 =12) | Souétine, Polougaïevski, Bondarevski                                            | Stein      |
| 32 | 1964-1965 : Kiev     | 1964-1965 : Kiev     | Champion d'URSS                     | avec 2 points d'avance              | 15 / 19   | (+11 =8)    | Bronstein, Tal, Kholmov, Chamkovitch, Kroguious, Loutikov, Averbakh, Vassioukov |            |
| 33 | 1965                 | Tallinn              | 10e-12e                             |                                     | 9 / 19    | (+6 −7 =6)  | Goufeld, Mikenas                                                                | Stein      |
| 34 | 1966-1967 : Tbilissi | 1966-1967 : Tbilissi | 3e-5e                               | tournoi zonal                       | 12 / 20   | (+4 =16)    | Souétine                                                                        | Stein      |
| Après 1966, Kortchnoï, qui disputait les cycles des candidats au championnat du monde, n'a participé qu'aux éditions de 1970 et 1973. |                      |                      |                                     |                                     |           |             |                                                                                 |            |
| 38 | 1970                 | Riga                 | Champion d'URSS                     | avec 1,5 points d'avance            | 16 / 21   | (+12 −1 =8) | Balachov, Gipslis, Karpov, Savon, I. Zaïtsev, Vaganian, Mikenas                 |            |
| |                      |                      |                                     |                                     |           |             |                                                                                 |            |
| 41 | 1973                 | Moscou               | 2e-6e                               |                                     | 10,5 / 17 | (+5 −1 =11) | Savon, Toukmakov, Smyslov, Svechnikov                                           | Spassky    |

#### Championnats de Leningrad
- 1950 : 2e : 9 / 13 (+8 −3 =2) (championnat remporté par Taïmanov)
- 1952 : 4e : 6,5 / 13 (+6 −4 =3) (championnat remporté par Taïmanov devant Spassky et Levenfisch)
- 1953 : 2e : 9,5 / 13 (+8 −2 =3) (championnat remporté par Fourman)
- 1955 : champion de Leningrad avec 3 points d'avance sur Tolouch et 5,5 points d'avance sur Fourman : 17 / 19 (+16 =2 −1)
- 1957 : champion de Leningrad : 13 / 17 (+11 =4 −2, ex æquo avec Fourman)
- 1964 : champion de Leningrad : 14 / 16 (+12 =4) avec 4 points d'avance sur Osnos. Le championnat de Léningrad était aussi en 1964 une demi-finale du championnat d'URSS 1964 que Kortchnoï remporta également sans défaite à la fin de l'année[N 133].
- 1973 : 9e-10e : 7 / 14 (+5 −5 =4) (championnat remporté par Taïmanov)

#### Autres championnats individuels

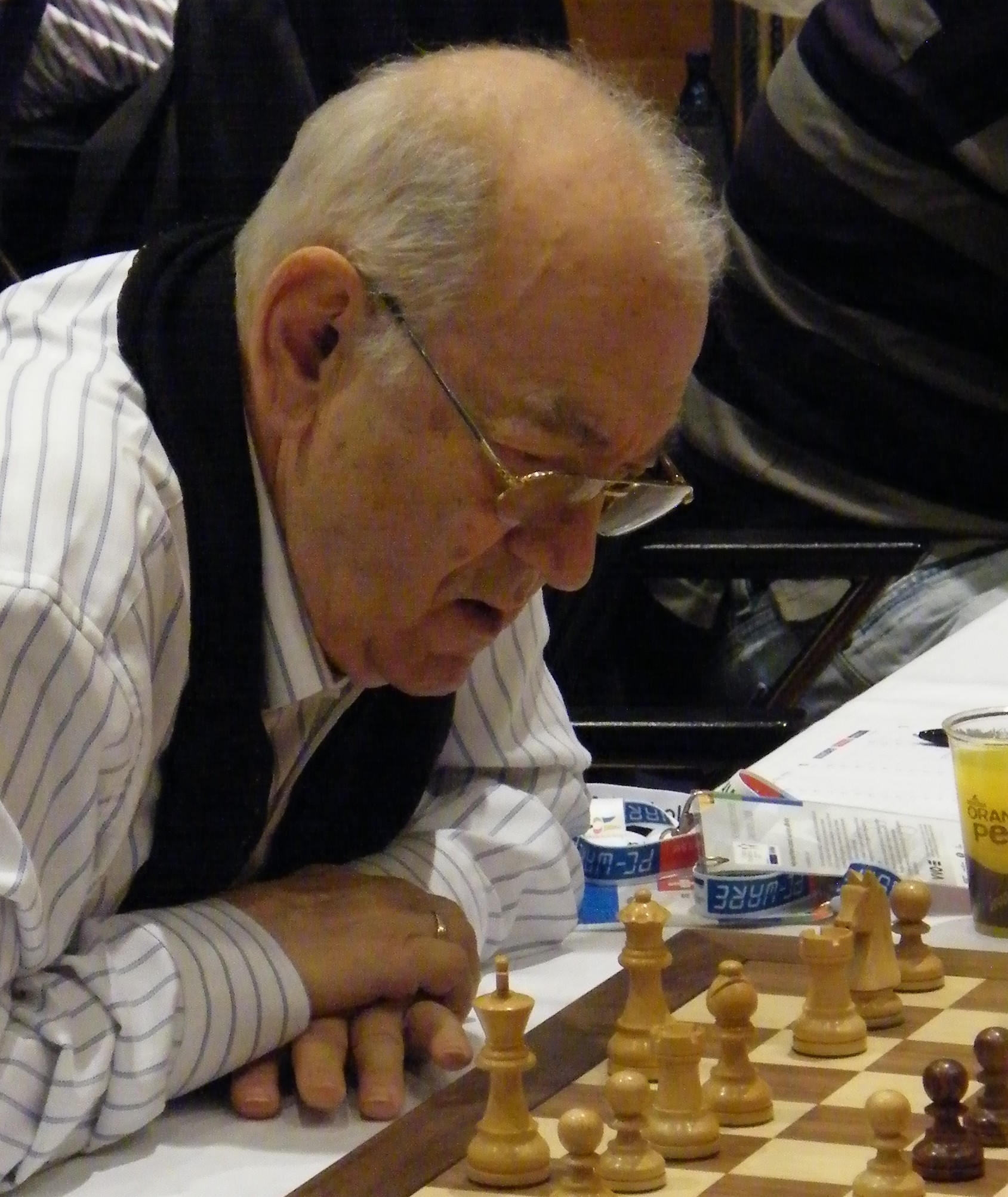
Kortchnoï à l'olympiade de Dresde en 2008

##### Championnats d'URSS junior
- 1946 : 11e-12e du championnat d'URSS junior à Leningrad : 5 / 15 (+4 −9 =2), remporté par Petrossian
- 1947 : champion d'URSS junior à Léningrad : 11,5 / 15 (+8 =7)
- 1948 : champion d'URSS junior à Tallinn (avec Iivo Neï) : 5 / 7 (+5 −2)

##### Championnats d'Ouzbékistan, de R.S.F.S.R. et d'Arménie (hors concours)
En 1957, Kortchnoï remporta le championnat d'Ouzbékistan. En 1958, il finit 2e ex æquo du championnat de la R.S.F.S.R. et en 1959, il remporta le championnat d'Arménie.

##### Championnat des Pays-Bas
- 1977 : vainqueur du championnat des Pays-Bas à Leeuwarden : 12 / 13 (+11 =2), avec 3,5 points d'avance sur Donner et Jan Timman

##### Championnats de Suisse
Quintuple champion de Suisse
- 1982 à Silvaplana,
- 1984 à Arosa,
- 1985 à Silvaplana,
- 2009 à Grächen et
- 2011 à Loèche-les-Bains, après un match de départage contre Joseph Gallagher.

En 1979, Kortchnoï remporta le tournoi de grands maîtres du Festival d'échecs de Bienne, qui était aussi cette année-là le championnat de Suisse, avec 4,5 points d'avance sur Heinz Werhenshohn, lequel reçut le titre de champion de Suisse.

##### Championnat du monde senior
- 2006 : 16e champion du monde senior à Arvier : 9 / 11, +7 =4 (7,5 / 8 au début)

### Matchs contre Karpov (1971, 1974, 1978 et 1981)
- En 1971, Kortchnoï a disputé un match d'entrainement contre Karpov (+2 −2 =2)
- En 1974, Karpov a battu Kortchnoï en finale des candidats (+3 −2 =19) et est devenu champion du monde grâce au forfait de Fischer
- 1978 : match contre Anatoli Karpov à Baguio, perdu +5 −6 =21
- 1981 : match contre Anatoli Karpov à Merano, perdu +2 −6 =10

### Tournois zonaux et interzonaux; matchs et tournois des candidats

#### 1955-1974: premières finales des candidats
- En 1955, Kortchnoï termina 19e du championnat d'URSS qui était un tournoi zonal, et il fut éliminé du cycle 1955-1957.
- En 1958, Kortchnoï termina 9e-11e du championnat d'URSS qui était un tournoi zonal, et il fut éliminé du cycle 1958-1960.
- 1961-1962 :
  - février 1961 : 2e du championnat d'URSS, tournoi zonal
  - février-mars 1962 : 4e-5e au tournoi interzonal de Stockholm : 14 / 22 (+9 − 3 =10)
  - mai-juin 1962 : 5e au Tournoi des candidats de Curaçao (+7 − 7 =13)
    - 1 / 4 (+0 – 2 =2) contre Petrossian
    - 1,5 /4 (+0 – 1 =3) contre Keres, Geller et Benko
    - 1,5 / 3 (+1 – 1 =1) contre Tal
    - 2,5 / 4 (+2 – 1 =1)  contre Fischer
    - 4 / 4 (4 – 0) contre Filip.
- En 1964, à Moscou, Kortchnoï termina 5e-6e du tournoi zonal et fut éliminé du cycle 1964-1966.
- 1967-1968 :
  - 3e-5e du championnat d'URSS (février 1967) qui était un tournoi zonal. Ce tournoi ne qualifiait que quatre joueurs. Le mini-tournoi de départage se termina par l'égalité entre Gipslis, Kortchnoï et Taimanov. Taimanov qui avait un moins bon départage fut éliminé et Kortchnoï se qualifia pour le cycle 1967-1969.
  - 2e-4e au tournoi interzonal de Sousse (remporté par Bent Larsen) : 14 / 22 (+9 – 3 =10)
  - Match contre Samuel Reshevsky à Amsterdam, gagné +3 – 0 =5
  - Match contre Mikhaïl Tal à Moscou, gagné +2 – 1 =7
  - Finale : match contre Boris Spassky à Kiev, perdu +1 – 4 =3
- 1971 : en tant que finaliste du précédent cycle, Kortchnoï était qualifié directement pour le cycle des candidats de 1971.
  - Match contre Efim Geller à Moscou, gagné +4 – 1 =3
  - Demi-finale : match contre Tigran Petrossian à Moscou, perdu +0 – 1 =9
- 1973-1974 : éliminé en demi-finale du précédent cycle, Kortchnoï fut admis directement dans le tournoi interzonal de 1973.
  - Covainqueur du tournoi interzonal de Leningrad (avec Karpov) : 13,5 / 17 (+11 –1 =5)
  - Match contre Henrique Mecking à Augusta, gagné +3 – 1 =9
  - Match contre Tigran Petrossian à Odessa, gagné +3 – 1 =1
  - Finale : match contre Anatoli Karpov à Moscou, perdu +2 – 3 =19

#### 1977-1993: après la défection
- 1977-1978 : vainqueur. En tant que finaliste du précédent cycle, Kortchnoï était qualifié directement pour le tournoi des candidats de 1977.
  - Match contre Tigran Petrossian à Il Ciocco (Barga), gagné +2 −1 =9
  - Match contre Lev Polougaïevski à Évian, gagné +5 −1 =7
  - Finale : match contre Boris Spassky à Belgrade, gagné +7 −4 =9 (novembre 1977-janvier 1978)
- 1980 : vainqueur. En tant que vainqueur du précédent cycle, Kortchnoï était qualifié directement pour le tournoi des candidats de 1980.
  - Match contre Tigran Petrossian à Velden (Autriche), gagné +2 =7
  - Match contre Lev Polougaïevski à Buenos Aires, gagné +3 −2 =9
  - Finale : match contre Robert Hübner à Merano, gagné +3 −2 =3
- 1983 : en tant que vainqueur du précédent cycle, Kortchnoï était qualifié directement au tournoi des candidats de 1983.
  - Match contre Lajos Portisch à Bad Kissingen, gagné +4 −1 =4
  - Demi-finale : match contre Garry Kasparov à Londres, perdu +1 −4 =6
- Lors du cycle 1985-1987, Kortchnoï fut qualifié directement au tournoi des candidats de 1985.
  - 1985 : 13e-14e au Tournoi des candidats de Montpellier : 6,5 / 15 (+2 −4 = 9)
- 1987-1988 : lors du cycle 1987-1990, Kortchnoï dut disputer un tournoi interzonal.
  - vainqueur du tournoi interzonal de Zagreb : 11 / 16 (+8 −2 =6)
  - Huitième de finale : match contre Hjartarson à Saint-Jean (Nouveau-Brunswick), égalité : +2 −2 = 2, départage perdu : −1 =1
- 1990-1991 : lors du cycle 1990-1993, Kortchnoï dut disputer un tournoi interzonal.
  - 5e-11e au tournoi interzonal (système suisse) de Manille : 8 / 13 (+3 =10)
  - Match contre Gyula Sax à Wijk aan Zee, gagné +2,-1,=7 (après départage)
  - Quart de finale : match contre Jan Timman à Bruxelles, perdu −2,=5
- En 1993, lors des cycles FIDE et PCA 1993-1996, Kortchnoï a participé, sans succès, aux tournois de sélection :
  - interzonal de Bienne (FIDE) : 7 / 13 (+4 −3 =6), 73 participants
  - tournoi de sélection de Groningue (PCA) : 5 / 11 (+1 −2 =8), 54 participants.

#### 1995-2001: tournois zonaux et championnats du monde FIDE
- 1995-1997
  - En avril 1995, Kortchnoï finit 2e-3e du tournoi zonal de Ptuj remporté par Stefan Kindermann.
  - 1997 (décembre) : championnat du monde de 1997-1998 à Groningue (tournoi des candidats remporté par Anand, finale remportée par Karpov en janvier 1998)
    - Match contre Gilberto Hernández, gagné (+1 =1)
    - Match contre Nigel Short : égalité (=2), départage rapide perdu : (=2) puis (-1 =1)
- 1998-1999
  - En avril-mai 1998, Kortchnoï termina 3e-6e du tournoi zonal de Dresde (victoire de Ivan Sokolov et Robert Zelčić).
  - 1999 (juillet) : championnat du monde de juillet-août 1999 à Las Vegas remporté par Aleksandr Khalifman
    - Match contre Sergueï Dolmatov : égalité (+1 −1), départage rapide gagné : (+1 −1) puis (2-0)
    - Match contre Vladimir Kramnik, perdu (=1, −1)
- Kortchnoï était absent du tournoi zonal de Pula organisé en Croatie en mai 2000. Il ne participa pas au championnat du monde FIDE de 2000 disputé à Téhéran et New Delhi (finale remportée par Anand).
- 2001-2002
  - En juin 2001, à Ohrid, il finit 87e du championnat d'Europe d'échecs individuel qui était le tournoi zonal européen, avec 7 / 13.
  - Kortchnoï fut sélectionné au championnat du monde de 2001 grâce à ses classements Elo de 2000-2001.
  - 2001 (décembre) : championnat du monde 2001-2002 à Moscou (finale remportée en janvier 2002 par Ruslan Ponomariov) :
    - Match contre Lev Psakhis, égalité (+1 −1), départage rapide perdu (0-2)
- Kortchnoï n'a pas participé au championnat du monde de 2004 à Tripoli remporté par Rustam Qosimjonov.

### Olympiades

#### Olympiades d'échecs avec l'équipe d'URSS
Avec l'URSS, Kortchnoï a gagné six médailles d'or par équipe et six médailles individuelles (dont trois en or).
| Année | Lieu      | Échiquier           | Classement individuel | Score                | Composition de l'équipe d'URSS                                               |
| --- | --------- | ------------------- | --------------------- | -------------------- | ---------------------------------------------------------------------------- |
| 1960 | Leipzig   | quatrième échiquier | médaille de bronze    | 10,5 / 13 (+8 =5)    | Tal, Botvinnik, Keres, Kortchnoï ; réserve : Smyslov et Petrossian           |
| En 1962, Kortchnoï et Smyslov furent remplacés par Geller (3e du tournoi des candidats) et Spassky (champion d'URSS). En 1964, Geller et Tal furent remplacés par Smyslov (covainqueur de l'interzonal d'Amsterdam) et Stein (champion d'URSS). En 1966, Tal, Kortchnoï et Polougaïevski remplacèrent Botvinnik, Kéres et Smyslov. |           |                     |                       |                      |                                                                              |
| 1966 | La Havane | premier remplaçant  | médaille d'or         | 10,5 / 13 (+9 −1 =3) | Petrossian, Spasski, Tal, Stein ; réserve : Kortchnoï et Polougaïevski.      |
| 1968 | Lugano    | troisième échiquier | médaille d'or         | 11 / 13 (+9 =4)      | Petrossian, Spasski, Kortchnoï, Geller ; réserve : Polougaïevski et Smyslov. |
| 1970 | Siegen    | troisième échiquier | médaille de bronze    | 11 / 15 (+8 −1 =6)   | Spasski, Petrossian, Kortchnoï, Polougaïevski ; réserve : Smyslov et Geller. |
| 1972 | Skopje    | deuxième échiquier  | médaille d'or         | 11 / 15 (+8 −1 =6)   | Petrossian, Kortchnoï, Smyslov, Tal ; réserve : Karpov et Savone.            |
| 1974 | Nice      | deuxième échiquier  | médaille de bronze    | 11,5 / 15 (+8 =7)    | Karpov, Kortchnoï, Spasski, Petrossian ; réserve : Tal et Kouzmine.          |

#### Olympiade avec l'équipe des Pays-Bas
En 1976, Kortchnoï prit part, en tant que capitaine, à la préparation de l'équipe hollandaise à l'olympiade d'échecs de 1976 de Haïfa. Elle termina deuxième derrière les États-Unis.

#### Olympiades avec l'équipe de Suisse (1978 à 2008)

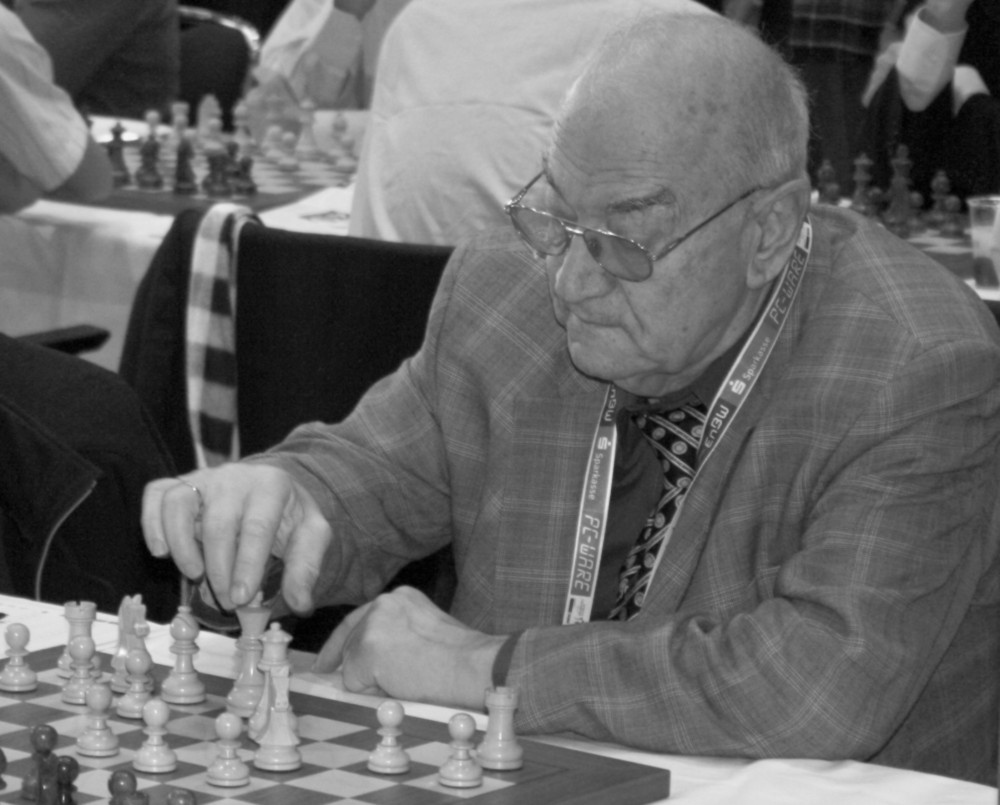
Kortchnoï lors de sa dernière olympiade à Dresde en 2008.

Avec la Suisse, Kortchnoï joua toujours au premier échiquier.
- 1978 : médaille d'or au premier échiquier à l'olympiade d'échecs de 1978 de Buenos Aires : 9 / 11 (+7 =4)
- 1982 : à Lucerne : 9,5 / 14 (+5 =7 −2), Kortchnoï perdit une partie célèbre contre Garry Kasparov.

Kortchnoï fut absent en 1980, 1984 et 1986.
1988 à 1994 :
- 1988, à Thessalonique : 7,5 / 12 (+5 =5 −2) ;
- 1990, à Novi Sad : 7,5 / 13 (+5 =5 −3) ;
- 1992, à Manille : 5 / 8 (+2 =6) ;
- 1994, à Moscou : 7,5 / 13 (+3 =9 −1).

Kortchnoï fut absent en 1996 et 1998.
Années 2000 :
- 2000, à Istanbul : 6,5 / 12 (+3 =7 −2) ;
- 2002, à Bled : 8,5 / 12 (+6 =5 −1) ;
- 2004, à Calviá : 5,5 / 12 (+2 =7 −3) ;
- 2006, à Turin : 6 / 10 (+4 =4 −2) ;
- 2008, à Dresde : 4 / 10 (+1 =6 −3).

### Matchs URSS ou Russie - Reste du monde
Viktor Kortchnoï était présent à chaque match Russie (ou URSS) - Reste du monde qui fut disputé de 1970 à 2002.
avec l'équipe d'URSS
En 1970, à Belgrade (au 3e échiquier), il affrontait Lajos Portisch, match perdu 1,5–2,5 (+0 –1 =3).
Matchs avec l'équipe du Reste du monde
- En 1984, à Londres, au 3e échiquier : match contre Lev Polougaïevski, gagné : 2,5–1,5 (+1 =3).
- En 1988[66] fut organisé un match de bienfaisance URSS - Reste du monde, à Madrid, à cadence rapide, avec Kasparov et Kortchnoï aux premiers échiquiers (Karpov était absent). Kortchnoï marqua : 5,5 / 8 (+3 =5).
- En 2002, Kortchnoï participa au match Russie - Reste du monde en tant qu'entraîneur-secondant de l'équipe du Reste du monde qui remporta le match.

### Championnats d'Europe par équipes
Viktor Kortchnoï a participé à treize finales du championnat d'Europe depuis la première en 1957 (il avait 26 ans) jusqu'à l'édition de 2011 (à 80 ans). Il participa également aux tournois préliminaires en 1955 (avec l'URSS) et en mars-avril 1982 (avec la Suisse).
Avec l'URSS
L'URSS remporta le championnat d'Europe à chacune de ses participations.
- 1957 : 8e échiquier : meilleure performance individuelle absolue à Vienne et Baden (Autriche) : 5,5 / 6
- 1961 : 6e échiquier : meilleure performance individuelle absolue à Oberhausen : 8,5 / 9
- 1965 : 3e échiquier : meilleure performance individuelle des 3e échiquiers à Hambourg : 5,5 / 8 (+4 −1 =3)
- 1970 : 2e échiquier de l'URSS à Kapfenberg : 4 / 6 (+2 =4)
- 1973 : 3e échiquier de l'URSS à Bath : 4 / 6 (+3 −1 =2)

Avec la suisse
Kortchnoï participa au championnat d'Europe d'échecs des nations pour la Suisse  à neuf reprises : en 1982 (tournoi préliminaire), puis en 1989, 1992, 1997, 1999, 2003, 2005, 2009 et 2011.
Lors de sa dernière participation, en 2011, il joua au deuxième échiquier et lors des autres compétitions, il était le premier échiquier de la Suisse.

### Championnats du monde par équipes à Lucerne
Kortchnoï a participé à quatre championnats du monde par équipe qui furent disputés à Lucerne :
- 1985 : meilleure performance individuelle (devant Anatoli Karpov et Tony Miles) : 7,5 / 9 ; la Suisse finit sixième
- 1989 : meilleure performance individuelle (devant Nigel Short et Jan Timman) : 6 / 9 ; la Suisse finit sixième
- 1993 : 2e-3e meilleure performance individuelle : 5,5 / 9 (+2 =7)[N 135].
- 1997 : 5e au premier échiquier : 4 / 8 (=8)

### Autres compétitions par équipes (résultats individuels)

#### Avec l'équipe d'URSS
Olympiades universitaires (championnats du monde des étudiants) : premier échiquier de l'URSS
- 1954, à Oslo : 3e-4e au premier échiquier, 4,5 / 7 (+3 –1 =3) (olympiade remportée par la Hongrie)
- 1956, à Uppsala : 1er au premier échiquier, 6 / 7 (+5 =2)

Matchs URSS-Yougoslavie :
- 1956, à Belgrade : 4,5 / 8 (+2 −1 =5)
- 1957, à Leningrad : 6 / 8 (+5 −1 =2), meilleure performance individuelle (avec Gligoric et Taïmanov)
- 1958, à Zagreb : match contre Ivkov, égalité : 2–2 (+1 −1 =2)
- 1959, à Kiev : match contre N. Karaklajić (+2 =1) et S. Nedeljković (+ 1), gagné : 3,5–0,5 (+3 =1)
- 1961, à Belgrade : 4 / 6 (+2 =4)
- 1963, à Rijeka : 4 / 6 (+3 −1 =2)
- 1964, à Léningrad : 4,5 / 6 (+3 =3)
- 1965, à Vrnjačka Banja : 4 / 5 (+3 =2)
- 1966, à Sukhumi : 3,5 / 5 (+3 −1 =1)
- 1967, à Budva : 8 / 11 (+5 =6) match-tournoi, vainqueur avec 1,5 point d'avance sur Tal et Gligoric
- 1971, à Erevan : 4 / 5 (+3 =2)
- 1972, à Ohrid : 2,5 / 4 : match contre Matulović, gagné: 2,5-1,5 (+2 −1 =1)

Autres matchs
- 1955 : Pologne-URSS : 2-0, à Łódź (demi-finale du championnat d'Europe par équipes, 7e échiquier contre Doda et Branicki)
- 1962 : Pays-Bas-URSS, à La Haye : 1,5–0,5 contre Prins
- 1976 : Angleterre-URSS, à Londres[70] : 5 / 6 (meilleure performance individuelle)

#### Coupe Mitropa avec l'équipe de Suisse
Kortchnoï a participé à la coupe Mitropa en 2002. Il marqua 6,5 points sur 9 (+4 =5) au premier échiquier.

#### Championnats d'Europe par équipes senior avec la Suisse
Pour la Suisse, Kortchnoï jouait au premier échiquier.
- 2004 : meilleure performance individuelle à Dresde : 6,5 / 7 (+6 =1), la Suisse termina deuxième ;
- 2005 : deuxième meilleure performance individuelle à Dresde : 6,5 / 8 (+6 −1 =1), la Suisse termina deuxième ;
- 2006 : meilleure performance individuelle à Dresde[71] : 7 / 8 (+7 −1), la Suisse finit huitième[72] ;
- 2007, à Dresde : 8 / 9 (+7 =2) ;
- 2008 : meilleure performance individuelle à Dresde :  7,5 / 9 (+7 −1 =1), la Suisse termina septième[73] ;
- 2009 : meilleure performance individuelle à Velden (Autriche) : 7,5 / 9, la Suisse termina deuxième[74] ;
- 2012 : meilleure performance individuelle à Rogaska Slatina : 7,5 / 9 (+7 −1 =1)[75], la Suisse finit quatrième[76].

#### Avec l'équipe de Leningrad ou de Saint-Pétersbourg
- 1949 : Meilleure performance au championnat d'URSS junior par équipes à Moscou : 5,5 / 6 (l'équipe de Léningrad remporte le tournoi)

| Championnats d'URSS par équipes - 1953 : au deuxième échiquier, à Leningrad ; 3e-5e de la finale : 4 / 7 (+3 –2 =2), derrière Tal et Kasparian (4,5 / 7) - 1955 : 1er au deuxième échiquier, à Vorochilovgrad : 8 / 9 (+7 =2) - 1958 : 2e au premier échiquier, à Vilnius : 5 / 8 (+2 =6), derrière Kholmov (5,5 / 8) - 1960 : 4e au premier échiquier, à Moscou : 3,5 / 6 - 1962 : 2e-3e au deuxième échiquier, à Leningrad : 5 / 8 Championnat d'URSS par équipes des syndicats - 1965 : au premier échiquier, à Moscou : 2,5 / 4 Spartakiades et olympiade d'URSS - 1959, troisième échiquier : 3e meilleure performance : 5 / 8 - 1er-4e de la finale (à Moscou), au troisième échiquier : 3 / 5 (+1 =4) - 1963, premier échiquier : 1re-2e meilleure performance : 5,5 / 8 - 1er-2e de la finale (à Moscou), au premier échiquier : 3 /5 - 1967, premier échiquier : meilleure performance : 6 / 8 - 2e de la finale (à Moscou), au premier échiquier : 3,5 / 5 - 1972 : 3e au premier échiquier (à Moscou, olympiade d'URSS) : 5 / 8 - 1975 : 2e au deuxième échiquier, à Riga (spartakiade) : 6 / 9 Matchs entre équipes soviétiques - 1955 : Lettonie-Russie (RSFSR), à Riga : 4 / 5 (+4 –1 =0) - 1967 : Léningrad-Biélorussie contre Gavriil Veressov (2e éch.), gagné (2–0) - 1972 : Léningrad-Lettonie contre Tal (1er éch.), égalité (=2) - 1975 : Estonie-Leningrad contre Paul Keres, à Tallinn, gagné (+1 =1) | Matchs Leningrad-Moscou : Les matchs annuels traditionnels Leningrad-Moscou, initiés en 1922, se jouaient aux jeux d'échecs et de dames, à double tour, sur plusieurs échiquiers et damiers, en général 40 et parfois moins, dont des échiquiers masculins, féminins et juniors. Ils reprirent en 1958 après 17 ans d'interruption. - 1958 : match contre Bronstein (2e éch.) à Moscou, égalité (=2) - 1959 : match contre Bronstein (3e éch.) à Léningrad, égalité (=2) - 1960 (janvier) : contre Simaguine (3e éch.) à Léningrad, gagné (2–0) - 1960 (décembre) : contre Botvinnik (1er éch.) à Moscou, gagné (+1=1) - 1962 : match contre Bronstein (2e éch.) à Leningrad, perdu (=1 –1) - 1964 (match sur 100 échiquiers par téléphone), partie contre Bronstein (1er éch.) perdue (0-1) - 1965 : Match contre Petrossian (1er éch.) à Leningrad, gagné (2–0) - 1967 : Match contre Smyslov (1er éch.) à Leningrad, perdu (0–2) Matchs internationaux - 1957 : Léningrad-Hongrie contre Szilayi (2e échiquier), égalité (=2) - 1959 : Hongrie-Léningrad, à Budapest, contre Barcza, gagné (+1 =3) - 1961 : Budapest-Leningrad contre Szabó, gagné (+3 =1) - 1964 : Léningrad-Belgrade (2e échiquier) contre Matanovic à Moscou, gagné (+1 =1) - 1965 : Belgrade-Leningrad contre Gligoric, gagné (+1 =1) - 1968 : Bucarest-Léningrad contre Gheorghiu, gagné (+1 =1) - 1970 : Léningrad-Prague : 3 / 4 (+2 =2) Championnat de Russie par équipe (avec Saint-Pétersbourg) - 2000 et 2001 : vainqueur du championnat russe avec l'équipe du Saint-Pétersbourg Lentransgaz |

#### Coupe d'Europe des clubs (de 1978 à 2011)
Après 1975, Korchnoï joua avec les équipes du club de Bienne (en 1978), du Volmac Rotterdam (de 1979 à 1993), de Vienne (en 1995), de Beer-Sheva (en 1996), de Saint-Pétersbourg (de 1999 à 2003) et du club de Zurich (en 2006 et 2011).
Son équipe de Rotterdam fut finaliste en 1979, demi-finaliste de la coupe d'Europe en 1984 et   à la troisième place en 1988. En 1988, Kortchnoï réalisa la meilleure performance individuelle lors de la finale de la Coupe d'Europe des clubs d'échecs à Rotterdam : 4,5 / 6 (+3 =3).
Son équipe de saint-Pétersbourg termina deuxième de la finale en 2000.

#### Coupes inter-clubs soviétiques
Championnats d'URSS par équipes des syndicats avec le club Nauka (Odessa) :
- 1953 : 7e-8e au premier échiquier, à Minsk : 4,5/10

Coupe d'URSS avec le club Nauka (Odessa)
- 1952 : 3e-5e au quatrième échiquier, à Odessa : 4,5/8
- 1954 : 4e au premier échiquier, à Riga : 5,5/10

Avec l'équipe du club Troud (Travail)
- 1960 : 2e-3e au premier échiquier, à Moscou, tournoi quadrangulaire : 1,5 / 3

Coupe d'URSS (Championnats d'URSS par équipes des clubs) avec le club Troud :
(Kortchnoï ne participa pas à la coupe d'URSS en 1964, 1968, 1971, 1974.)
- 1961 : 1er-3e au premier échiquier, à Moscou : 3 / 5
- 1966 : 1er au deuxième échiquier, à Moscou : 7,5 / 10 (+5 =5), le premier échiquier était occupé par Botvinnik.
- 1976 : 1er au premier échiquier de la coupe d'URSS par équipes (Kubok), à Tbilissi : 5 / 7 (un point d'avance devant Karpov, Petrossian, Tal et Smyslov)

Spartakiades de Léningrad : en 1959 (2e éch., 7 points sur 7), 1963, 1964, 1967, 1969 et 1976.

### Matchs d'entraînement et matchs exhibition
| Années 1970 - 1970 : match contre David Bronstein à Leningrad, perdu 2 à 5 - 1971 : match contre Anatoli Karpov à Leningrad, égalité +2 −2 =2 (match d'entraînement joué avec les Noirs sauf une partie) - 1973 : match contre Robert Hübner à Solingen, gagné 4,5 à 3,5 - 1976 : match contre Jan Timman à Leeuwarden, gagné 5,5 à 2,5 - 1977 : match contre Werner Hug à Zurich, gagné 3 à 1 Années 1980 - 1981 : match de blitz contre Hansjörg Känel à Emmenbrücke, gagné 4,5 à 1,5 - 1982 : match contre Jan Timman à Hilversum, égalité +1 −1 =4 - 1988 : match contre Ivan Morovic à Viña del Mar, gagné 4 à 2 Années 1990 - 1993 : match contre Jeroen Piket à Nimègue : gagné +4 =4 - 1995 : - match contre Alon Greenfeld à Beer-Sheva : gagné 3,5 à 2,5 - match contre Xie Jun à Wenzhou : gagné 3 à 1 - 1996 : - match contre Brunner à Zurich et à Berne: gagné 5 à 1 - match contre Gilberto Hernández à Mérida : gagné 5,5 à 2,5 - 1997 : match contre Étienne Bacrot à Albert, gagné 4 à 2 - 1998 : match rapide contre Kamil Mitoń à Krynica-Zdrój, gagné 4,5 à 1,5 - 1999 : match rapide contre Boris Spassky à Saint-Pétersbourg, gagné +4 −2 =4 | Années 2000 - 2001 : match contre Ruslan Ponomariov à Donetsk, égalité +2 −2 =4 (Ponomariov fut champion du monde FIDE en janvier 2002) - 2002 : - match rapide contre María Kouvátsou à Panormos (Réthymnon), gagné 1,5 à 0,5 - metch rapide contre Jan Timman à Almelo, égalité 2 à 2 - 2003 : - match contre David Navara à Prague, perdu −1 =1 - match contre Darmen Sadvakassov, à Astana, perdu −2 =6 - 2009 : match contre Boris Spassky, à Elista (400e anniversaire de la Kalmoukie), égalité, +2 −2 =4 Années 2010 - 2010 : match contre Vlastimil Hort à Stará Vráž près de Prague, gagné, 5,5 à 2,5 (classique =4, rapide +3 =1) - 2011 : match contre Anatoli Vaïsser à Cannes, égalité +2 =2 −2 - 2014 : match des légendes à Leipzig contre Wolfgang Uhlmann, gagné 2 à 0 (60 minutes par joueurs pour la partie) - 2015 : - match des légendes à Zurich contre Wolfgang Uhlmann, égalité 2 à 2 (rapide : 25 min + 20 s par coup) - match des légendes à Kriens près de Lucerne contre Mark Taïmanov, gagné 2,5 à 1,5 (rapide : 25 min + 30 s par coup) |

## Parties remarquables
Cette section utilise la notation algébrique pour décrire les coups joués dans une partie d'échecs.

### Kortchnoï - Larsen, 1968
Viktor Kortchnoï, Bent Larsen, Palma de Majorque, 1968
(voir la partie)
Cette partie a été élue meilleure partie du tournoi de Palma de Majorque 1968 et deuxième meilleure partie du numéro 6 de l'Informateur d'échecs (parties du deuxième semestre 1968) :
1. c4 c5 2. Cc3 Cf6 3. Cf3 d5 4. cxd5 Cxd5 5. e3 e6 6. d4 Cc6
7. Fd3 Fe7 8. O-O O-O 9. a3 Cxc3 10. bxc3 Ff6 11. Tb1 g6
12. Fe4 Dc7 13. a4 b6 14. a5 Fa6 15. axb6 axb6 16. Te1 Ta7
17. h4 Ca5 18. h5 Td8 19. Cd2 Fg7 20. hxg6 hxg6 21. Df3 Cc4
22. Cxc4 Fxc4 23. Td1 b5 24. Fd2 Ta2 25. Fc6 Da5 26. Dg4 Fd3
27. Tbc1 Fc2 28. Te1 cxd4 29. exd4 Fxd4
30. Dg5? Fxf2+ ! 31. Rxf2 Txd2+ 32. Rg1 Dxc3 33. Dxb5 Dd4+ 34. Rh1 Dh4+ 35. Rg1 Fe4
36. Db8+ Rh7 37. Fxe4 Txg2+ 38. Fxg2 Df2+ 39. Rh2 Dxg2# 0-1

### Kortchnoï - Spassky, 1977
|   | a | b | c | d | e | f | g | h |   |
| 8 | Tour noire sur case blanche c8 · Roi noir sur case blanche g8 · Pion blanc sur case noire c7 · Tour noire sur case blanche d7 · Pion noir sur case noire g7 · Dame blanche sur case noire b6 · Tour blanche sur case blanche c6 · Pion noir sur case noire h6 · Pion noir sur case noire a5 · Pion noir sur case noire e5 · Pion blanc sur case noire e3 · Dame noire sur case blanche a2 · Pion noir sur case noire d2 · Pion blanc sur case noire f2 · Pion blanc sur case blanche g2 · Pion blanc sur case noire h2 · Tour blanche sur case blanche d1 · Roi blanc sur case noire g1 | Tour noire sur case blanche c8 · Roi noir sur case blanche g8 · Pion blanc sur case noire c7 · Tour noire sur case blanche d7 · Pion noir sur case noire g7 · Dame blanche sur case noire b6 · Tour blanche sur case blanche c6 · Pion noir sur case noire h6 · Pion noir sur case noire a5 · Pion noir sur case noire e5 · Pion blanc sur case noire e3 · Dame noire sur case blanche a2 · Pion noir sur case noire d2 · Pion blanc sur case noire f2 · Pion blanc sur case blanche g2 · Pion blanc sur case noire h2 · Tour blanche sur case blanche d1 · Roi blanc sur case noire g1 | Tour noire sur case blanche c8 · Roi noir sur case blanche g8 · Pion blanc sur case noire c7 · Tour noire sur case blanche d7 · Pion noir sur case noire g7 · Dame blanche sur case noire b6 · Tour blanche sur case blanche c6 · Pion noir sur case noire h6 · Pion noir sur case noire a5 · Pion noir sur case noire e5 · Pion blanc sur case noire e3 · Dame noire sur case blanche a2 · Pion noir sur case noire d2 · Pion blanc sur case noire f2 · Pion blanc sur case blanche g2 · Pion blanc sur case noire h2 · Tour blanche sur case blanche d1 · Roi blanc sur case noire g1 | Tour noire sur case blanche c8 · Roi noir sur case blanche g8 · Pion blanc sur case noire c7 · Tour noire sur case blanche d7 · Pion noir sur case noire g7 · Dame blanche sur case noire b6 · Tour blanche sur case blanche c6 · Pion noir sur case noire h6 · Pion noir sur case noire a5 · Pion noir sur case noire e5 · Pion blanc sur case noire e3 · Dame noire sur case blanche a2 · Pion noir sur case noire d2 · Pion blanc sur case noire f2 · Pion blanc sur case blanche g2 · Pion blanc sur case noire h2 · Tour blanche sur case blanche d1 · Roi blanc sur case noire g1 | Tour noire sur case blanche c8 · Roi noir sur case blanche g8 · Pion blanc sur case noire c7 · Tour noire sur case blanche d7 · Pion noir sur case noire g7 · Dame blanche sur case noire b6 · Tour blanche sur case blanche c6 · Pion noir sur case noire h6 · Pion noir sur case noire a5 · Pion noir sur case noire e5 · Pion blanc sur case noire e3 · Dame noire sur case blanche a2 · Pion noir sur case noire d2 · Pion blanc sur case noire f2 · Pion blanc sur case blanche g2 · Pion blanc sur case noire h2 · Tour blanche sur case blanche d1 · Roi blanc sur case noire g1 | Tour noire sur case blanche c8 · Roi noir sur case blanche g8 · Pion blanc sur case noire c7 · Tour noire sur case blanche d7 · Pion noir sur case noire g7 · Dame blanche sur case noire b6 · Tour blanche sur case blanche c6 · Pion noir sur case noire h6 · Pion noir sur case noire a5 · Pion noir sur case noire e5 · Pion blanc sur case noire e3 · Dame noire sur case blanche a2 · Pion noir sur case noire d2 · Pion blanc sur case noire f2 · Pion blanc sur case blanche g2 · Pion blanc sur case noire h2 · Tour blanche sur case blanche d1 · Roi blanc sur case noire g1 | Tour noire sur case blanche c8 · Roi noir sur case blanche g8 · Pion blanc sur case noire c7 · Tour noire sur case blanche d7 · Pion noir sur case noire g7 · Dame blanche sur case noire b6 · Tour blanche sur case blanche c6 · Pion noir sur case noire h6 · Pion noir sur case noire a5 · Pion noir sur case noire e5 · Pion blanc sur case noire e3 · Dame noire sur case blanche a2 · Pion noir sur case noire d2 · Pion blanc sur case noire f2 · Pion blanc sur case blanche g2 · Pion blanc sur case noire h2 · Tour blanche sur case blanche d1 · Roi blanc sur case noire g1 | Tour noire sur case blanche c8 · Roi noir sur case blanche g8 · Pion blanc sur case noire c7 · Tour noire sur case blanche d7 · Pion noir sur case noire g7 · Dame blanche sur case noire b6 · Tour blanche sur case blanche c6 · Pion noir sur case noire h6 · Pion noir sur case noire a5 · Pion noir sur case noire e5 · Pion blanc sur case noire e3 · Dame noire sur case blanche a2 · Pion noir sur case noire d2 · Pion blanc sur case noire f2 · Pion blanc sur case blanche g2 · Pion blanc sur case noire h2 · Tour blanche sur case blanche d1 · Roi blanc sur case noire g1 | 8 |
| 7 | Tour noire sur case blanche c8 · Roi noir sur case blanche g8 · Pion blanc sur case noire c7 · Tour noire sur case blanche d7 · Pion noir sur case noire g7 · Dame blanche sur case noire b6 · Tour blanche sur case blanche c6 · Pion noir sur case noire h6 · Pion noir sur case noire a5 · Pion noir sur case noire e5 · Pion blanc sur case noire e3 · Dame noire sur case blanche a2 · Pion noir sur case noire d2 · Pion blanc sur case noire f2 · Pion blanc sur case blanche g2 · Pion blanc sur case noire h2 · Tour blanche sur case blanche d1 · Roi blanc sur case noire g1 | Tour noire sur case blanche c8 · Roi noir sur case blanche g8 · Pion blanc sur case noire c7 · Tour noire sur case blanche d7 · Pion noir sur case noire g7 · Dame blanche sur case noire b6 · Tour blanche sur case blanche c6 · Pion noir sur case noire h6 · Pion noir sur case noire a5 · Pion noir sur case noire e5 · Pion blanc sur case noire e3 · Dame noire sur case blanche a2 · Pion noir sur case noire d2 · Pion blanc sur case noire f2 · Pion blanc sur case blanche g2 · Pion blanc sur case noire h2 · Tour blanche sur case blanche d1 · Roi blanc sur case noire g1 | Tour noire sur case blanche c8 · Roi noir sur case blanche g8 · Pion blanc sur case noire c7 · Tour noire sur case blanche d7 · Pion noir sur case noire g7 · Dame blanche sur case noire b6 · Tour blanche sur case blanche c6 · Pion noir sur case noire h6 · Pion noir sur case noire a5 · Pion noir sur case noire e5 · Pion blanc sur case noire e3 · Dame noire sur case blanche a2 · Pion noir sur case noire d2 · Pion blanc sur case noire f2 · Pion blanc sur case blanche g2 · Pion blanc sur case noire h2 · Tour blanche sur case blanche d1 · Roi blanc sur case noire g1 | Tour noire sur case blanche c8 · Roi noir sur case blanche g8 · Pion blanc sur case noire c7 · Tour noire sur case blanche d7 · Pion noir sur case noire g7 · Dame blanche sur case noire b6 · Tour blanche sur case blanche c6 · Pion noir sur case noire h6 · Pion noir sur case noire a5 · Pion noir sur case noire e5 · Pion blanc sur case noire e3 · Dame noire sur case blanche a2 · Pion noir sur case noire d2 · Pion blanc sur case noire f2 · Pion blanc sur case blanche g2 · Pion blanc sur case noire h2 · Tour blanche sur case blanche d1 · Roi blanc sur case noire g1 | Tour noire sur case blanche c8 · Roi noir sur case blanche g8 · Pion blanc sur case noire c7 · Tour noire sur case blanche d7 · Pion noir sur case noire g7 · Dame blanche sur case noire b6 · Tour blanche sur case blanche c6 · Pion noir sur case noire h6 · Pion noir sur case noire a5 · Pion noir sur case noire e5 · Pion blanc sur case noire e3 · Dame noire sur case blanche a2 · Pion noir sur case noire d2 · Pion blanc sur case noire f2 · Pion blanc sur case blanche g2 · Pion blanc sur case noire h2 · Tour blanche sur case blanche d1 · Roi blanc sur case noire g1 | Tour noire sur case blanche c8 · Roi noir sur case blanche g8 · Pion blanc sur case noire c7 · Tour noire sur case blanche d7 · Pion noir sur case noire g7 · Dame blanche sur case noire b6 · Tour blanche sur case blanche c6 · Pion noir sur case noire h6 · Pion noir sur case noire a5 · Pion noir sur case noire e5 · Pion blanc sur case noire e3 · Dame noire sur case blanche a2 · Pion noir sur case noire d2 · Pion blanc sur case noire f2 · Pion blanc sur case blanche g2 · Pion blanc sur case noire h2 · Tour blanche sur case blanche d1 · Roi blanc sur case noire g1 | Tour noire sur case blanche c8 · Roi noir sur case blanche g8 · Pion blanc sur case noire c7 · Tour noire sur case blanche d7 · Pion noir sur case noire g7 · Dame blanche sur case noire b6 · Tour blanche sur case blanche c6 · Pion noir sur case noire h6 · Pion noir sur case noire a5 · Pion noir sur case noire e5 · Pion blanc sur case noire e3 · Dame noire sur case blanche a2 · Pion noir sur case noire d2 · Pion blanc sur case noire f2 · Pion blanc sur case blanche g2 · Pion blanc sur case noire h2 · Tour blanche sur case blanche d1 · Roi blanc sur case noire g1 | Tour noire sur case blanche c8 · Roi noir sur case blanche g8 · Pion blanc sur case noire c7 · Tour noire sur case blanche d7 · Pion noir sur case noire g7 · Dame blanche sur case noire b6 · Tour blanche sur case blanche c6 · Pion noir sur case noire h6 · Pion noir sur case noire a5 · Pion noir sur case noire e5 · Pion blanc sur case noire e3 · Dame noire sur case blanche a2 · Pion noir sur case noire d2 · Pion blanc sur case noire f2 · Pion blanc sur case blanche g2 · Pion blanc sur case noire h2 · Tour blanche sur case blanche d1 · Roi blanc sur case noire g1 | 7 |
| 6 | Tour noire sur case blanche c8 · Roi noir sur case blanche g8 · Pion blanc sur case noire c7 · Tour noire sur case blanche d7 · Pion noir sur case noire g7 · Dame blanche sur case noire b6 · Tour blanche sur case blanche c6 · Pion noir sur case noire h6 · Pion noir sur case noire a5 · Pion noir sur case noire e5 · Pion blanc sur case noire e3 · Dame noire sur case blanche a2 · Pion noir sur case noire d2 · Pion blanc sur case noire f2 · Pion blanc sur case blanche g2 · Pion blanc sur case noire h2 · Tour blanche sur case blanche d1 · Roi blanc sur case noire g1 | Tour noire sur case blanche c8 · Roi noir sur case blanche g8 · Pion blanc sur case noire c7 · Tour noire sur case blanche d7 · Pion noir sur case noire g7 · Dame blanche sur case noire b6 · Tour blanche sur case blanche c6 · Pion noir sur case noire h6 · Pion noir sur case noire a5 · Pion noir sur case noire e5 · Pion blanc sur case noire e3 · Dame noire sur case blanche a2 · Pion noir sur case noire d2 · Pion blanc sur case noire f2 · Pion blanc sur case blanche g2 · Pion blanc sur case noire h2 · Tour blanche sur case blanche d1 · Roi blanc sur case noire g1 | Tour noire sur case blanche c8 · Roi noir sur case blanche g8 · Pion blanc sur case noire c7 · Tour noire sur case blanche d7 · Pion noir sur case noire g7 · Dame blanche sur case noire b6 · Tour blanche sur case blanche c6 · Pion noir sur case noire h6 · Pion noir sur case noire a5 · Pion noir sur case noire e5 · Pion blanc sur case noire e3 · Dame noire sur case blanche a2 · Pion noir sur case noire d2 · Pion blanc sur case noire f2 · Pion blanc sur case blanche g2 · Pion blanc sur case noire h2 · Tour blanche sur case blanche d1 · Roi blanc sur case noire g1 | Tour noire sur case blanche c8 · Roi noir sur case blanche g8 · Pion blanc sur case noire c7 · Tour noire sur case blanche d7 · Pion noir sur case noire g7 · Dame blanche sur case noire b6 · Tour blanche sur case blanche c6 · Pion noir sur case noire h6 · Pion noir sur case noire a5 · Pion noir sur case noire e5 · Pion blanc sur case noire e3 · Dame noire sur case blanche a2 · Pion noir sur case noire d2 · Pion blanc sur case noire f2 · Pion blanc sur case blanche g2 · Pion blanc sur case noire h2 · Tour blanche sur case blanche d1 · Roi blanc sur case noire g1 | Tour noire sur case blanche c8 · Roi noir sur case blanche g8 · Pion blanc sur case noire c7 · Tour noire sur case blanche d7 · Pion noir sur case noire g7 · Dame blanche sur case noire b6 · Tour blanche sur case blanche c6 · Pion noir sur case noire h6 · Pion noir sur case noire a5 · Pion noir sur case noire e5 · Pion blanc sur case noire e3 · Dame noire sur case blanche a2 · Pion noir sur case noire d2 · Pion blanc sur case noire f2 · Pion blanc sur case blanche g2 · Pion blanc sur case noire h2 · Tour blanche sur case blanche d1 · Roi blanc sur case noire g1 | Tour noire sur case blanche c8 · Roi noir sur case blanche g8 · Pion blanc sur case noire c7 · Tour noire sur case blanche d7 · Pion noir sur case noire g7 · Dame blanche sur case noire b6 · Tour blanche sur case blanche c6 · Pion noir sur case noire h6 · Pion noir sur case noire a5 · Pion noir sur case noire e5 · Pion blanc sur case noire e3 · Dame noire sur case blanche a2 · Pion noir sur case noire d2 · Pion blanc sur case noire f2 · Pion blanc sur case blanche g2 · Pion blanc sur case noire h2 · Tour blanche sur case blanche d1 · Roi blanc sur case noire g1 | Tour noire sur case blanche c8 · Roi noir sur case blanche g8 · Pion blanc sur case noire c7 · Tour noire sur case blanche d7 · Pion noir sur case noire g7 · Dame blanche sur case noire b6 · Tour blanche sur case blanche c6 · Pion noir sur case noire h6 · Pion noir sur case noire a5 · Pion noir sur case noire e5 · Pion blanc sur case noire e3 · Dame noire sur case blanche a2 · Pion noir sur case noire d2 · Pion blanc sur case noire f2 · Pion blanc sur case blanche g2 · Pion blanc sur case noire h2 · Tour blanche sur case blanche d1 · Roi blanc sur case noire g1 | Tour noire sur case blanche c8 · Roi noir sur case blanche g8 · Pion blanc sur case noire c7 · Tour noire sur case blanche d7 · Pion noir sur case noire g7 · Dame blanche sur case noire b6 · Tour blanche sur case blanche c6 · Pion noir sur case noire h6 · Pion noir sur case noire a5 · Pion noir sur case noire e5 · Pion blanc sur case noire e3 · Dame noire sur case blanche a2 · Pion noir sur case noire d2 · Pion blanc sur case noire f2 · Pion blanc sur case blanche g2 · Pion blanc sur case noire h2 · Tour blanche sur case blanche d1 · Roi blanc sur case noire g1 | 6 |
| 5 | Tour noire sur case blanche c8 · Roi noir sur case blanche g8 · Pion blanc sur case noire c7 · Tour noire sur case blanche d7 · Pion noir sur case noire g7 · Dame blanche sur case noire b6 · Tour blanche sur case blanche c6 · Pion noir sur case noire h6 · Pion noir sur case noire a5 · Pion noir sur case noire e5 · Pion blanc sur case noire e3 · Dame noire sur case blanche a2 · Pion noir sur case noire d2 · Pion blanc sur case noire f2 · Pion blanc sur case blanche g2 · Pion blanc sur case noire h2 · Tour blanche sur case blanche d1 · Roi blanc sur case noire g1 | Tour noire sur case blanche c8 · Roi noir sur case blanche g8 · Pion blanc sur case noire c7 · Tour noire sur case blanche d7 · Pion noir sur case noire g7 · Dame blanche sur case noire b6 · Tour blanche sur case blanche c6 · Pion noir sur case noire h6 · Pion noir sur case noire a5 · Pion noir sur case noire e5 · Pion blanc sur case noire e3 · Dame noire sur case blanche a2 · Pion noir sur case noire d2 · Pion blanc sur case noire f2 · Pion blanc sur case blanche g2 · Pion blanc sur case noire h2 · Tour blanche sur case blanche d1 · Roi blanc sur case noire g1 | Tour noire sur case blanche c8 · Roi noir sur case blanche g8 · Pion blanc sur case noire c7 · Tour noire sur case blanche d7 · Pion noir sur case noire g7 · Dame blanche sur case noire b6 · Tour blanche sur case blanche c6 · Pion noir sur case noire h6 · Pion noir sur case noire a5 · Pion noir sur case noire e5 · Pion blanc sur case noire e3 · Dame noire sur case blanche a2 · Pion noir sur case noire d2 · Pion blanc sur case noire f2 · Pion blanc sur case blanche g2 · Pion blanc sur case noire h2 · Tour blanche sur case blanche d1 · Roi blanc sur case noire g1 | Tour noire sur case blanche c8 · Roi noir sur case blanche g8 · Pion blanc sur case noire c7 · Tour noire sur case blanche d7 · Pion noir sur case noire g7 · Dame blanche sur case noire b6 · Tour blanche sur case blanche c6 · Pion noir sur case noire h6 · Pion noir sur case noire a5 · Pion noir sur case noire e5 · Pion blanc sur case noire e3 · Dame noire sur case blanche a2 · Pion noir sur case noire d2 · Pion blanc sur case noire f2 · Pion blanc sur case blanche g2 · Pion blanc sur case noire h2 · Tour blanche sur case blanche d1 · Roi blanc sur case noire g1 | Tour noire sur case blanche c8 · Roi noir sur case blanche g8 · Pion blanc sur case noire c7 · Tour noire sur case blanche d7 · Pion noir sur case noire g7 · Dame blanche sur case noire b6 · Tour blanche sur case blanche c6 · Pion noir sur case noire h6 · Pion noir sur case noire a5 · Pion noir sur case noire e5 · Pion blanc sur case noire e3 · Dame noire sur case blanche a2 · Pion noir sur case noire d2 · Pion blanc sur case noire f2 · Pion blanc sur case blanche g2 · Pion blanc sur case noire h2 · Tour blanche sur case blanche d1 · Roi blanc sur case noire g1 | Tour noire sur case blanche c8 · Roi noir sur case blanche g8 · Pion blanc sur case noire c7 · Tour noire sur case blanche d7 · Pion noir sur case noire g7 · Dame blanche sur case noire b6 · Tour blanche sur case blanche c6 · Pion noir sur case noire h6 · Pion noir sur case noire a5 · Pion noir sur case noire e5 · Pion blanc sur case noire e3 · Dame noire sur case blanche a2 · Pion noir sur case noire d2 · Pion blanc sur case noire f2 · Pion blanc sur case blanche g2 · Pion blanc sur case noire h2 · Tour blanche sur case blanche d1 · Roi blanc sur case noire g1 | Tour noire sur case blanche c8 · Roi noir sur case blanche g8 · Pion blanc sur case noire c7 · Tour noire sur case blanche d7 · Pion noir sur case noire g7 · Dame blanche sur case noire b6 · Tour blanche sur case blanche c6 · Pion noir sur case noire h6 · Pion noir sur case noire a5 · Pion noir sur case noire e5 · Pion blanc sur case noire e3 · Dame noire sur case blanche a2 · Pion noir sur case noire d2 · Pion blanc sur case noire f2 · Pion blanc sur case blanche g2 · Pion blanc sur case noire h2 · Tour blanche sur case blanche d1 · Roi blanc sur case noire g1 | Tour noire sur case blanche c8 · Roi noir sur case blanche g8 · Pion blanc sur case noire c7 · Tour noire sur case blanche d7 · Pion noir sur case noire g7 · Dame blanche sur case noire b6 · Tour blanche sur case blanche c6 · Pion noir sur case noire h6 · Pion noir sur case noire a5 · Pion noir sur case noire e5 · Pion blanc sur case noire e3 · Dame noire sur case blanche a2 · Pion noir sur case noire d2 · Pion blanc sur case noire f2 · Pion blanc sur case blanche g2 · Pion blanc sur case noire h2 · Tour blanche sur case blanche d1 · Roi blanc sur case noire g1 | 5 |
| 4 | Tour noire sur case blanche c8 · Roi noir sur case blanche g8 · Pion blanc sur case noire c7 · Tour noire sur case blanche d7 · Pion noir sur case noire g7 · Dame blanche sur case noire b6 · Tour blanche sur case blanche c6 · Pion noir sur case noire h6 · Pion noir sur case noire a5 · Pion noir sur case noire e5 · Pion blanc sur case noire e3 · Dame noire sur case blanche a2 · Pion noir sur case noire d2 · Pion blanc sur case noire f2 · Pion blanc sur case blanche g2 · Pion blanc sur case noire h2 · Tour blanche sur case blanche d1 · Roi blanc sur case noire g1 | Tour noire sur case blanche c8 · Roi noir sur case blanche g8 · Pion blanc sur case noire c7 · Tour noire sur case blanche d7 · Pion noir sur case noire g7 · Dame blanche sur case noire b6 · Tour blanche sur case blanche c6 · Pion noir sur case noire h6 · Pion noir sur case noire a5 · Pion noir sur case noire e5 · Pion blanc sur case noire e3 · Dame noire sur case blanche a2 · Pion noir sur case noire d2 · Pion blanc sur case noire f2 · Pion blanc sur case blanche g2 · Pion blanc sur case noire h2 · Tour blanche sur case blanche d1 · Roi blanc sur case noire g1 | Tour noire sur case blanche c8 · Roi noir sur case blanche g8 · Pion blanc sur case noire c7 · Tour noire sur case blanche d7 · Pion noir sur case noire g7 · Dame blanche sur case noire b6 · Tour blanche sur case blanche c6 · Pion noir sur case noire h6 · Pion noir sur case noire a5 · Pion noir sur case noire e5 · Pion blanc sur case noire e3 · Dame noire sur case blanche a2 · Pion noir sur case noire d2 · Pion blanc sur case noire f2 · Pion blanc sur case blanche g2 · Pion blanc sur case noire h2 · Tour blanche sur case blanche d1 · Roi blanc sur case noire g1 | Tour noire sur case blanche c8 · Roi noir sur case blanche g8 · Pion blanc sur case noire c7 · Tour noire sur case blanche d7 · Pion noir sur case noire g7 · Dame blanche sur case noire b6 · Tour blanche sur case blanche c6 · Pion noir sur case noire h6 · Pion noir sur case noire a5 · Pion noir sur case noire e5 · Pion blanc sur case noire e3 · Dame noire sur case blanche a2 · Pion noir sur case noire d2 · Pion blanc sur case noire f2 · Pion blanc sur case blanche g2 · Pion blanc sur case noire h2 · Tour blanche sur case blanche d1 · Roi blanc sur case noire g1 | Tour noire sur case blanche c8 · Roi noir sur case blanche g8 · Pion blanc sur case noire c7 · Tour noire sur case blanche d7 · Pion noir sur case noire g7 · Dame blanche sur case noire b6 · Tour blanche sur case blanche c6 · Pion noir sur case noire h6 · Pion noir sur case noire a5 · Pion noir sur case noire e5 · Pion blanc sur case noire e3 · Dame noire sur case blanche a2 · Pion noir sur case noire d2 · Pion blanc sur case noire f2 · Pion blanc sur case blanche g2 · Pion blanc sur case noire h2 · Tour blanche sur case blanche d1 · Roi blanc sur case noire g1 | Tour noire sur case blanche c8 · Roi noir sur case blanche g8 · Pion blanc sur case noire c7 · Tour noire sur case blanche d7 · Pion noir sur case noire g7 · Dame blanche sur case noire b6 · Tour blanche sur case blanche c6 · Pion noir sur case noire h6 · Pion noir sur case noire a5 · Pion noir sur case noire e5 · Pion blanc sur case noire e3 · Dame noire sur case blanche a2 · Pion noir sur case noire d2 · Pion blanc sur case noire f2 · Pion blanc sur case blanche g2 · Pion blanc sur case noire h2 · Tour blanche sur case blanche d1 · Roi blanc sur case noire g1 | Tour noire sur case blanche c8 · Roi noir sur case blanche g8 · Pion blanc sur case noire c7 · Tour noire sur case blanche d7 · Pion noir sur case noire g7 · Dame blanche sur case noire b6 · Tour blanche sur case blanche c6 · Pion noir sur case noire h6 · Pion noir sur case noire a5 · Pion noir sur case noire e5 · Pion blanc sur case noire e3 · Dame noire sur case blanche a2 · Pion noir sur case noire d2 · Pion blanc sur case noire f2 · Pion blanc sur case blanche g2 · Pion blanc sur case noire h2 · Tour blanche sur case blanche d1 · Roi blanc sur case noire g1 | Tour noire sur case blanche c8 · Roi noir sur case blanche g8 · Pion blanc sur case noire c7 · Tour noire sur case blanche d7 · Pion noir sur case noire g7 · Dame blanche sur case noire b6 · Tour blanche sur case blanche c6 · Pion noir sur case noire h6 · Pion noir sur case noire a5 · Pion noir sur case noire e5 · Pion blanc sur case noire e3 · Dame noire sur case blanche a2 · Pion noir sur case noire d2 · Pion blanc sur case noire f2 · Pion blanc sur case blanche g2 · Pion blanc sur case noire h2 · Tour blanche sur case blanche d1 · Roi blanc sur case noire g1 | 4 |
| 3 | Tour noire sur case blanche c8 · Roi noir sur case blanche g8 · Pion blanc sur case noire c7 · Tour noire sur case blanche d7 · Pion noir sur case noire g7 · Dame blanche sur case noire b6 · Tour blanche sur case blanche c6 · Pion noir sur case noire h6 · Pion noir sur case noire a5 · Pion noir sur case noire e5 · Pion blanc sur case noire e3 · Dame noire sur case blanche a2 · Pion noir sur case noire d2 · Pion blanc sur case noire f2 · Pion blanc sur case blanche g2 · Pion blanc sur case noire h2 · Tour blanche sur case blanche d1 · Roi blanc sur case noire g1 | Tour noire sur case blanche c8 · Roi noir sur case blanche g8 · Pion blanc sur case noire c7 · Tour noire sur case blanche d7 · Pion noir sur case noire g7 · Dame blanche sur case noire b6 · Tour blanche sur case blanche c6 · Pion noir sur case noire h6 · Pion noir sur case noire a5 · Pion noir sur case noire e5 · Pion blanc sur case noire e3 · Dame noire sur case blanche a2 · Pion noir sur case noire d2 · Pion blanc sur case noire f2 · Pion blanc sur case blanche g2 · Pion blanc sur case noire h2 · Tour blanche sur case blanche d1 · Roi blanc sur case noire g1 | Tour noire sur case blanche c8 · Roi noir sur case blanche g8 · Pion blanc sur case noire c7 · Tour noire sur case blanche d7 · Pion noir sur case noire g7 · Dame blanche sur case noire b6 · Tour blanche sur case blanche c6 · Pion noir sur case noire h6 · Pion noir sur case noire a5 · Pion noir sur case noire e5 · Pion blanc sur case noire e3 · Dame noire sur case blanche a2 · Pion noir sur case noire d2 · Pion blanc sur case noire f2 · Pion blanc sur case blanche g2 · Pion blanc sur case noire h2 · Tour blanche sur case blanche d1 · Roi blanc sur case noire g1 | Tour noire sur case blanche c8 · Roi noir sur case blanche g8 · Pion blanc sur case noire c7 · Tour noire sur case blanche d7 · Pion noir sur case noire g7 · Dame blanche sur case noire b6 · Tour blanche sur case blanche c6 · Pion noir sur case noire h6 · Pion noir sur case noire a5 · Pion noir sur case noire e5 · Pion blanc sur case noire e3 · Dame noire sur case blanche a2 · Pion noir sur case noire d2 · Pion blanc sur case noire f2 · Pion blanc sur case blanche g2 · Pion blanc sur case noire h2 · Tour blanche sur case blanche d1 · Roi blanc sur case noire g1 | Tour noire sur case blanche c8 · Roi noir sur case blanche g8 · Pion blanc sur case noire c7 · Tour noire sur case blanche d7 · Pion noir sur case noire g7 · Dame blanche sur case noire b6 · Tour blanche sur case blanche c6 · Pion noir sur case noire h6 · Pion noir sur case noire a5 · Pion noir sur case noire e5 · Pion blanc sur case noire e3 · Dame noire sur case blanche a2 · Pion noir sur case noire d2 · Pion blanc sur case noire f2 · Pion blanc sur case blanche g2 · Pion blanc sur case noire h2 · Tour blanche sur case blanche d1 · Roi blanc sur case noire g1 | Tour noire sur case blanche c8 · Roi noir sur case blanche g8 · Pion blanc sur case noire c7 · Tour noire sur case blanche d7 · Pion noir sur case noire g7 · Dame blanche sur case noire b6 · Tour blanche sur case blanche c6 · Pion noir sur case noire h6 · Pion noir sur case noire a5 · Pion noir sur case noire e5 · Pion blanc sur case noire e3 · Dame noire sur case blanche a2 · Pion noir sur case noire d2 · Pion blanc sur case noire f2 · Pion blanc sur case blanche g2 · Pion blanc sur case noire h2 · Tour blanche sur case blanche d1 · Roi blanc sur case noire g1 | Tour noire sur case blanche c8 · Roi noir sur case blanche g8 · Pion blanc sur case noire c7 · Tour noire sur case blanche d7 · Pion noir sur case noire g7 · Dame blanche sur case noire b6 · Tour blanche sur case blanche c6 · Pion noir sur case noire h6 · Pion noir sur case noire a5 · Pion noir sur case noire e5 · Pion blanc sur case noire e3 · Dame noire sur case blanche a2 · Pion noir sur case noire d2 · Pion blanc sur case noire f2 · Pion blanc sur case blanche g2 · Pion blanc sur case noire h2 · Tour blanche sur case blanche d1 · Roi blanc sur case noire g1 | Tour noire sur case blanche c8 · Roi noir sur case blanche g8 · Pion blanc sur case noire c7 · Tour noire sur case blanche d7 · Pion noir sur case noire g7 · Dame blanche sur case noire b6 · Tour blanche sur case blanche c6 · Pion noir sur case noire h6 · Pion noir sur case noire a5 · Pion noir sur case noire e5 · Pion blanc sur case noire e3 · Dame noire sur case blanche a2 · Pion noir sur case noire d2 · Pion blanc sur case noire f2 · Pion blanc sur case blanche g2 · Pion blanc sur case noire h2 · Tour blanche sur case blanche d1 · Roi blanc sur case noire g1 | 3 |
| 2 | Tour noire sur case blanche c8 · Roi noir sur case blanche g8 · Pion blanc sur case noire c7 · Tour noire sur case blanche d7 · Pion noir sur case noire g7 · Dame blanche sur case noire b6 · Tour blanche sur case blanche c6 · Pion noir sur case noire h6 · Pion noir sur case noire a5 · Pion noir sur case noire e5 · Pion blanc sur case noire e3 · Dame noire sur case blanche a2 · Pion noir sur case noire d2 · Pion blanc sur case noire f2 · Pion blanc sur case blanche g2 · Pion blanc sur case noire h2 · Tour blanche sur case blanche d1 · Roi blanc sur case noire g1 | Tour noire sur case blanche c8 · Roi noir sur case blanche g8 · Pion blanc sur case noire c7 · Tour noire sur case blanche d7 · Pion noir sur case noire g7 · Dame blanche sur case noire b6 · Tour blanche sur case blanche c6 · Pion noir sur case noire h6 · Pion noir sur case noire a5 · Pion noir sur case noire e5 · Pion blanc sur case noire e3 · Dame noire sur case blanche a2 · Pion noir sur case noire d2 · Pion blanc sur case noire f2 · Pion blanc sur case blanche g2 · Pion blanc sur case noire h2 · Tour blanche sur case blanche d1 · Roi blanc sur case noire g1 | Tour noire sur case blanche c8 · Roi noir sur case blanche g8 · Pion blanc sur case noire c7 · Tour noire sur case blanche d7 · Pion noir sur case noire g7 · Dame blanche sur case noire b6 · Tour blanche sur case blanche c6 · Pion noir sur case noire h6 · Pion noir sur case noire a5 · Pion noir sur case noire e5 · Pion blanc sur case noire e3 · Dame noire sur case blanche a2 · Pion noir sur case noire d2 · Pion blanc sur case noire f2 · Pion blanc sur case blanche g2 · Pion blanc sur case noire h2 · Tour blanche sur case blanche d1 · Roi blanc sur case noire g1 | Tour noire sur case blanche c8 · Roi noir sur case blanche g8 · Pion blanc sur case noire c7 · Tour noire sur case blanche d7 · Pion noir sur case noire g7 · Dame blanche sur case noire b6 · Tour blanche sur case blanche c6 · Pion noir sur case noire h6 · Pion noir sur case noire a5 · Pion noir sur case noire e5 · Pion blanc sur case noire e3 · Dame noire sur case blanche a2 · Pion noir sur case noire d2 · Pion blanc sur case noire f2 · Pion blanc sur case blanche g2 · Pion blanc sur case noire h2 · Tour blanche sur case blanche d1 · Roi blanc sur case noire g1 | Tour noire sur case blanche c8 · Roi noir sur case blanche g8 · Pion blanc sur case noire c7 · Tour noire sur case blanche d7 · Pion noir sur case noire g7 · Dame blanche sur case noire b6 · Tour blanche sur case blanche c6 · Pion noir sur case noire h6 · Pion noir sur case noire a5 · Pion noir sur case noire e5 · Pion blanc sur case noire e3 · Dame noire sur case blanche a2 · Pion noir sur case noire d2 · Pion blanc sur case noire f2 · Pion blanc sur case blanche g2 · Pion blanc sur case noire h2 · Tour blanche sur case blanche d1 · Roi blanc sur case noire g1 | Tour noire sur case blanche c8 · Roi noir sur case blanche g8 · Pion blanc sur case noire c7 · Tour noire sur case blanche d7 · Pion noir sur case noire g7 · Dame blanche sur case noire b6 · Tour blanche sur case blanche c6 · Pion noir sur case noire h6 · Pion noir sur case noire a5 · Pion noir sur case noire e5 · Pion blanc sur case noire e3 · Dame noire sur case blanche a2 · Pion noir sur case noire d2 · Pion blanc sur case noire f2 · Pion blanc sur case blanche g2 · Pion blanc sur case noire h2 · Tour blanche sur case blanche d1 · Roi blanc sur case noire g1 | Tour noire sur case blanche c8 · Roi noir sur case blanche g8 · Pion blanc sur case noire c7 · Tour noire sur case blanche d7 · Pion noir sur case noire g7 · Dame blanche sur case noire b6 · Tour blanche sur case blanche c6 · Pion noir sur case noire h6 · Pion noir sur case noire a5 · Pion noir sur case noire e5 · Pion blanc sur case noire e3 · Dame noire sur case blanche a2 · Pion noir sur case noire d2 · Pion blanc sur case noire f2 · Pion blanc sur case blanche g2 · Pion blanc sur case noire h2 · Tour blanche sur case blanche d1 · Roi blanc sur case noire g1 | Tour noire sur case blanche c8 · Roi noir sur case blanche g8 · Pion blanc sur case noire c7 · Tour noire sur case blanche d7 · Pion noir sur case noire g7 · Dame blanche sur case noire b6 · Tour blanche sur case blanche c6 · Pion noir sur case noire h6 · Pion noir sur case noire a5 · Pion noir sur case noire e5 · Pion blanc sur case noire e3 · Dame noire sur case blanche a2 · Pion noir sur case noire d2 · Pion blanc sur case noire f2 · Pion blanc sur case blanche g2 · Pion blanc sur case noire h2 · Tour blanche sur case blanche d1 · Roi blanc sur case noire g1 | 2 |
| 1 | Tour noire sur case blanche c8 · Roi noir sur case blanche g8 · Pion blanc sur case noire c7 · Tour noire sur case blanche d7 · Pion noir sur case noire g7 · Dame blanche sur case noire b6 · Tour blanche sur case blanche c6 · Pion noir sur case noire h6 · Pion noir sur case noire a5 · Pion noir sur case noire e5 · Pion blanc sur case noire e3 · Dame noire sur case blanche a2 · Pion noir sur case noire d2 · Pion blanc sur case noire f2 · Pion blanc sur case blanche g2 · Pion blanc sur case noire h2 · Tour blanche sur case blanche d1 · Roi blanc sur case noire g1 | Tour noire sur case blanche c8 · Roi noir sur case blanche g8 · Pion blanc sur case noire c7 · Tour noire sur case blanche d7 · Pion noir sur case noire g7 · Dame blanche sur case noire b6 · Tour blanche sur case blanche c6 · Pion noir sur case noire h6 · Pion noir sur case noire a5 · Pion noir sur case noire e5 · Pion blanc sur case noire e3 · Dame noire sur case blanche a2 · Pion noir sur case noire d2 · Pion blanc sur case noire f2 · Pion blanc sur case blanche g2 · Pion blanc sur case noire h2 · Tour blanche sur case blanche d1 · Roi blanc sur case noire g1 | Tour noire sur case blanche c8 · Roi noir sur case blanche g8 · Pion blanc sur case noire c7 · Tour noire sur case blanche d7 · Pion noir sur case noire g7 · Dame blanche sur case noire b6 · Tour blanche sur case blanche c6 · Pion noir sur case noire h6 · Pion noir sur case noire a5 · Pion noir sur case noire e5 · Pion blanc sur case noire e3 · Dame noire sur case blanche a2 · Pion noir sur case noire d2 · Pion blanc sur case noire f2 · Pion blanc sur case blanche g2 · Pion blanc sur case noire h2 · Tour blanche sur case blanche d1 · Roi blanc sur case noire g1 | Tour noire sur case blanche c8 · Roi noir sur case blanche g8 · Pion blanc sur case noire c7 · Tour noire sur case blanche d7 · Pion noir sur case noire g7 · Dame blanche sur case noire b6 · Tour blanche sur case blanche c6 · Pion noir sur case noire h6 · Pion noir sur case noire a5 · Pion noir sur case noire e5 · Pion blanc sur case noire e3 · Dame noire sur case blanche a2 · Pion noir sur case noire d2 · Pion blanc sur case noire f2 · Pion blanc sur case blanche g2 · Pion blanc sur case noire h2 · Tour blanche sur case blanche d1 · Roi blanc sur case noire g1 | Tour noire sur case blanche c8 · Roi noir sur case blanche g8 · Pion blanc sur case noire c7 · Tour noire sur case blanche d7 · Pion noir sur case noire g7 · Dame blanche sur case noire b6 · Tour blanche sur case blanche c6 · Pion noir sur case noire h6 · Pion noir sur case noire a5 · Pion noir sur case noire e5 · Pion blanc sur case noire e3 · Dame noire sur case blanche a2 · Pion noir sur case noire d2 · Pion blanc sur case noire f2 · Pion blanc sur case blanche g2 · Pion blanc sur case noire h2 · Tour blanche sur case blanche d1 · Roi blanc sur case noire g1 | Tour noire sur case blanche c8 · Roi noir sur case blanche g8 · Pion blanc sur case noire c7 · Tour noire sur case blanche d7 · Pion noir sur case noire g7 · Dame blanche sur case noire b6 · Tour blanche sur case blanche c6 · Pion noir sur case noire h6 · Pion noir sur case noire a5 · Pion noir sur case noire e5 · Pion blanc sur case noire e3 · Dame noire sur case blanche a2 · Pion noir sur case noire d2 · Pion blanc sur case noire f2 · Pion blanc sur case blanche g2 · Pion blanc sur case noire h2 · Tour blanche sur case blanche d1 · Roi blanc sur case noire g1 | Tour noire sur case blanche c8 · Roi noir sur case blanche g8 · Pion blanc sur case noire c7 · Tour noire sur case blanche d7 · Pion noir sur case noire g7 · Dame blanche sur case noire b6 · Tour blanche sur case blanche c6 · Pion noir sur case noire h6 · Pion noir sur case noire a5 · Pion noir sur case noire e5 · Pion blanc sur case noire e3 · Dame noire sur case blanche a2 · Pion noir sur case noire d2 · Pion blanc sur case noire f2 · Pion blanc sur case blanche g2 · Pion blanc sur case noire h2 · Tour blanche sur case blanche d1 · Roi blanc sur case noire g1 | Tour noire sur case blanche c8 · Roi noir sur case blanche g8 · Pion blanc sur case noire c7 · Tour noire sur case blanche d7 · Pion noir sur case noire g7 · Dame blanche sur case noire b6 · Tour blanche sur case blanche c6 · Pion noir sur case noire h6 · Pion noir sur case noire a5 · Pion noir sur case noire e5 · Pion blanc sur case noire e3 · Dame noire sur case blanche a2 · Pion noir sur case noire d2 · Pion blanc sur case noire f2 · Pion blanc sur case blanche g2 · Pion blanc sur case noire h2 · Tour blanche sur case blanche d1 · Roi blanc sur case noire g1 | 1 |
|   | a | b | c | d | e | f | g | h |   |

Viktor Kortchnoï, Boris Spassky, Belgrade, 1977, finale des candidats, 7e partie
(voir la partie)
Cette partie a été élue meilleure partie du numéro 24 de l'Informateur d'échecs (parties du deuxième semestre 1977) :
1.c4 e6 2.Cc3 d5 3.d4 Fe7 4.Cf3 Cf6 5.Fg5 0–0 6.e3 h6 7.Fh4 b6 8.Tc1 Fb7 9.Fxf6 Fxf6 10.cxd5 exd5
11.b4 c6 12.Fe2 Cd7 13.0–0 a5 14.b5 c5 15.dxc5 Cxc5 16.Cd4 Dd6 17.Fg4 Tfd8 18.Te1 Te6
19.Fxe6 fxe6 20.Cc6 Fxc6 21.bxc6 Fxc3 22.Txc3 Tac8 23.Dc2 e5
24.c7 Td7 25.Tc1 d4
26.Tc6 Td5 27.Db1 d3 28.Dxb6 d2
29.Td1 Dxa2

 (voir diagramme de droite)

30. h3! (« Un coup très important ! Noir ne peut plus spéculer sur la faiblesse de la première rangée » (Kortchnoï)
.
30... Da4 31.Txd2 Txd2 32.Db7 Tdd8 33.cxd8D+ Txd8
34.Tc7! Da1+ 35.Rh2 e4 36.Dxe4 Df6 37.f4 Df8 38.Ta7 Dc5 39.Db7 Dc3 40.De7 Tf8 41.e4 Dd4 42.f5 h5 43.Txa5 Dd2 44.De5 Dg5 45.Ta6 Tf7 46.Tg6 Dd8 47.f6 h4 48.fxg7 1-0

### Kortchnoï - Arnason, 1987
Viktor Kortchnoï, Jon Loftur Arnason, Beer-Sheva, 1987
(voir la partie)
|   | a | b | c | d | e | f | g | h |   |
| 8 | Pion noir sur case noire a7 · Fou blanc sur case blanche b7 · Pion noir sur case noire c7 · Pion noir sur case blanche h7 · Cavalier blanc sur case noire e5 · Tour noire sur case noire d4 · Pion noir sur case blanche g4 · Roi noir sur case noire h4 · Fou blanc sur case noire a3 · Pion blanc sur case blanche b3 · Pion blanc sur case noire e3 · Pion blanc sur case blanche a2 · Roi blanc sur case noire e1 | Pion noir sur case noire a7 · Fou blanc sur case blanche b7 · Pion noir sur case noire c7 · Pion noir sur case blanche h7 · Cavalier blanc sur case noire e5 · Tour noire sur case noire d4 · Pion noir sur case blanche g4 · Roi noir sur case noire h4 · Fou blanc sur case noire a3 · Pion blanc sur case blanche b3 · Pion blanc sur case noire e3 · Pion blanc sur case blanche a2 · Roi blanc sur case noire e1 | Pion noir sur case noire a7 · Fou blanc sur case blanche b7 · Pion noir sur case noire c7 · Pion noir sur case blanche h7 · Cavalier blanc sur case noire e5 · Tour noire sur case noire d4 · Pion noir sur case blanche g4 · Roi noir sur case noire h4 · Fou blanc sur case noire a3 · Pion blanc sur case blanche b3 · Pion blanc sur case noire e3 · Pion blanc sur case blanche a2 · Roi blanc sur case noire e1 | Pion noir sur case noire a7 · Fou blanc sur case blanche b7 · Pion noir sur case noire c7 · Pion noir sur case blanche h7 · Cavalier blanc sur case noire e5 · Tour noire sur case noire d4 · Pion noir sur case blanche g4 · Roi noir sur case noire h4 · Fou blanc sur case noire a3 · Pion blanc sur case blanche b3 · Pion blanc sur case noire e3 · Pion blanc sur case blanche a2 · Roi blanc sur case noire e1 | Pion noir sur case noire a7 · Fou blanc sur case blanche b7 · Pion noir sur case noire c7 · Pion noir sur case blanche h7 · Cavalier blanc sur case noire e5 · Tour noire sur case noire d4 · Pion noir sur case blanche g4 · Roi noir sur case noire h4 · Fou blanc sur case noire a3 · Pion blanc sur case blanche b3 · Pion blanc sur case noire e3 · Pion blanc sur case blanche a2 · Roi blanc sur case noire e1 | Pion noir sur case noire a7 · Fou blanc sur case blanche b7 · Pion noir sur case noire c7 · Pion noir sur case blanche h7 · Cavalier blanc sur case noire e5 · Tour noire sur case noire d4 · Pion noir sur case blanche g4 · Roi noir sur case noire h4 · Fou blanc sur case noire a3 · Pion blanc sur case blanche b3 · Pion blanc sur case noire e3 · Pion blanc sur case blanche a2 · Roi blanc sur case noire e1 | Pion noir sur case noire a7 · Fou blanc sur case blanche b7 · Pion noir sur case noire c7 · Pion noir sur case blanche h7 · Cavalier blanc sur case noire e5 · Tour noire sur case noire d4 · Pion noir sur case blanche g4 · Roi noir sur case noire h4 · Fou blanc sur case noire a3 · Pion blanc sur case blanche b3 · Pion blanc sur case noire e3 · Pion blanc sur case blanche a2 · Roi blanc sur case noire e1 | Pion noir sur case noire a7 · Fou blanc sur case blanche b7 · Pion noir sur case noire c7 · Pion noir sur case blanche h7 · Cavalier blanc sur case noire e5 · Tour noire sur case noire d4 · Pion noir sur case blanche g4 · Roi noir sur case noire h4 · Fou blanc sur case noire a3 · Pion blanc sur case blanche b3 · Pion blanc sur case noire e3 · Pion blanc sur case blanche a2 · Roi blanc sur case noire e1 | 8 |
| 7 | Pion noir sur case noire a7 · Fou blanc sur case blanche b7 · Pion noir sur case noire c7 · Pion noir sur case blanche h7 · Cavalier blanc sur case noire e5 · Tour noire sur case noire d4 · Pion noir sur case blanche g4 · Roi noir sur case noire h4 · Fou blanc sur case noire a3 · Pion blanc sur case blanche b3 · Pion blanc sur case noire e3 · Pion blanc sur case blanche a2 · Roi blanc sur case noire e1 | Pion noir sur case noire a7 · Fou blanc sur case blanche b7 · Pion noir sur case noire c7 · Pion noir sur case blanche h7 · Cavalier blanc sur case noire e5 · Tour noire sur case noire d4 · Pion noir sur case blanche g4 · Roi noir sur case noire h4 · Fou blanc sur case noire a3 · Pion blanc sur case blanche b3 · Pion blanc sur case noire e3 · Pion blanc sur case blanche a2 · Roi blanc sur case noire e1 | Pion noir sur case noire a7 · Fou blanc sur case blanche b7 · Pion noir sur case noire c7 · Pion noir sur case blanche h7 · Cavalier blanc sur case noire e5 · Tour noire sur case noire d4 · Pion noir sur case blanche g4 · Roi noir sur case noire h4 · Fou blanc sur case noire a3 · Pion blanc sur case blanche b3 · Pion blanc sur case noire e3 · Pion blanc sur case blanche a2 · Roi blanc sur case noire e1 | Pion noir sur case noire a7 · Fou blanc sur case blanche b7 · Pion noir sur case noire c7 · Pion noir sur case blanche h7 · Cavalier blanc sur case noire e5 · Tour noire sur case noire d4 · Pion noir sur case blanche g4 · Roi noir sur case noire h4 · Fou blanc sur case noire a3 · Pion blanc sur case blanche b3 · Pion blanc sur case noire e3 · Pion blanc sur case blanche a2 · Roi blanc sur case noire e1 | Pion noir sur case noire a7 · Fou blanc sur case blanche b7 · Pion noir sur case noire c7 · Pion noir sur case blanche h7 · Cavalier blanc sur case noire e5 · Tour noire sur case noire d4 · Pion noir sur case blanche g4 · Roi noir sur case noire h4 · Fou blanc sur case noire a3 · Pion blanc sur case blanche b3 · Pion blanc sur case noire e3 · Pion blanc sur case blanche a2 · Roi blanc sur case noire e1 | Pion noir sur case noire a7 · Fou blanc sur case blanche b7 · Pion noir sur case noire c7 · Pion noir sur case blanche h7 · Cavalier blanc sur case noire e5 · Tour noire sur case noire d4 · Pion noir sur case blanche g4 · Roi noir sur case noire h4 · Fou blanc sur case noire a3 · Pion blanc sur case blanche b3 · Pion blanc sur case noire e3 · Pion blanc sur case blanche a2 · Roi blanc sur case noire e1 | Pion noir sur case noire a7 · Fou blanc sur case blanche b7 · Pion noir sur case noire c7 · Pion noir sur case blanche h7 · Cavalier blanc sur case noire e5 · Tour noire sur case noire d4 · Pion noir sur case blanche g4 · Roi noir sur case noire h4 · Fou blanc sur case noire a3 · Pion blanc sur case blanche b3 · Pion blanc sur case noire e3 · Pion blanc sur case blanche a2 · Roi blanc sur case noire e1 | Pion noir sur case noire a7 · Fou blanc sur case blanche b7 · Pion noir sur case noire c7 · Pion noir sur case blanche h7 · Cavalier blanc sur case noire e5 · Tour noire sur case noire d4 · Pion noir sur case blanche g4 · Roi noir sur case noire h4 · Fou blanc sur case noire a3 · Pion blanc sur case blanche b3 · Pion blanc sur case noire e3 · Pion blanc sur case blanche a2 · Roi blanc sur case noire e1 | 7 |
| 6 | Pion noir sur case noire a7 · Fou blanc sur case blanche b7 · Pion noir sur case noire c7 · Pion noir sur case blanche h7 · Cavalier blanc sur case noire e5 · Tour noire sur case noire d4 · Pion noir sur case blanche g4 · Roi noir sur case noire h4 · Fou blanc sur case noire a3 · Pion blanc sur case blanche b3 · Pion blanc sur case noire e3 · Pion blanc sur case blanche a2 · Roi blanc sur case noire e1 | Pion noir sur case noire a7 · Fou blanc sur case blanche b7 · Pion noir sur case noire c7 · Pion noir sur case blanche h7 · Cavalier blanc sur case noire e5 · Tour noire sur case noire d4 · Pion noir sur case blanche g4 · Roi noir sur case noire h4 · Fou blanc sur case noire a3 · Pion blanc sur case blanche b3 · Pion blanc sur case noire e3 · Pion blanc sur case blanche a2 · Roi blanc sur case noire e1 | Pion noir sur case noire a7 · Fou blanc sur case blanche b7 · Pion noir sur case noire c7 · Pion noir sur case blanche h7 · Cavalier blanc sur case noire e5 · Tour noire sur case noire d4 · Pion noir sur case blanche g4 · Roi noir sur case noire h4 · Fou blanc sur case noire a3 · Pion blanc sur case blanche b3 · Pion blanc sur case noire e3 · Pion blanc sur case blanche a2 · Roi blanc sur case noire e1 | Pion noir sur case noire a7 · Fou blanc sur case blanche b7 · Pion noir sur case noire c7 · Pion noir sur case blanche h7 · Cavalier blanc sur case noire e5 · Tour noire sur case noire d4 · Pion noir sur case blanche g4 · Roi noir sur case noire h4 · Fou blanc sur case noire a3 · Pion blanc sur case blanche b3 · Pion blanc sur case noire e3 · Pion blanc sur case blanche a2 · Roi blanc sur case noire e1 | Pion noir sur case noire a7 · Fou blanc sur case blanche b7 · Pion noir sur case noire c7 · Pion noir sur case blanche h7 · Cavalier blanc sur case noire e5 · Tour noire sur case noire d4 · Pion noir sur case blanche g4 · Roi noir sur case noire h4 · Fou blanc sur case noire a3 · Pion blanc sur case blanche b3 · Pion blanc sur case noire e3 · Pion blanc sur case blanche a2 · Roi blanc sur case noire e1 | Pion noir sur case noire a7 · Fou blanc sur case blanche b7 · Pion noir sur case noire c7 · Pion noir sur case blanche h7 · Cavalier blanc sur case noire e5 · Tour noire sur case noire d4 · Pion noir sur case blanche g4 · Roi noir sur case noire h4 · Fou blanc sur case noire a3 · Pion blanc sur case blanche b3 · Pion blanc sur case noire e3 · Pion blanc sur case blanche a2 · Roi blanc sur case noire e1 | Pion noir sur case noire a7 · Fou blanc sur case blanche b7 · Pion noir sur case noire c7 · Pion noir sur case blanche h7 · Cavalier blanc sur case noire e5 · Tour noire sur case noire d4 · Pion noir sur case blanche g4 · Roi noir sur case noire h4 · Fou blanc sur case noire a3 · Pion blanc sur case blanche b3 · Pion blanc sur case noire e3 · Pion blanc sur case blanche a2 · Roi blanc sur case noire e1 | Pion noir sur case noire a7 · Fou blanc sur case blanche b7 · Pion noir sur case noire c7 · Pion noir sur case blanche h7 · Cavalier blanc sur case noire e5 · Tour noire sur case noire d4 · Pion noir sur case blanche g4 · Roi noir sur case noire h4 · Fou blanc sur case noire a3 · Pion blanc sur case blanche b3 · Pion blanc sur case noire e3 · Pion blanc sur case blanche a2 · Roi blanc sur case noire e1 | 6 |
| 5 | Pion noir sur case noire a7 · Fou blanc sur case blanche b7 · Pion noir sur case noire c7 · Pion noir sur case blanche h7 · Cavalier blanc sur case noire e5 · Tour noire sur case noire d4 · Pion noir sur case blanche g4 · Roi noir sur case noire h4 · Fou blanc sur case noire a3 · Pion blanc sur case blanche b3 · Pion blanc sur case noire e3 · Pion blanc sur case blanche a2 · Roi blanc sur case noire e1 | Pion noir sur case noire a7 · Fou blanc sur case blanche b7 · Pion noir sur case noire c7 · Pion noir sur case blanche h7 · Cavalier blanc sur case noire e5 · Tour noire sur case noire d4 · Pion noir sur case blanche g4 · Roi noir sur case noire h4 · Fou blanc sur case noire a3 · Pion blanc sur case blanche b3 · Pion blanc sur case noire e3 · Pion blanc sur case blanche a2 · Roi blanc sur case noire e1 | Pion noir sur case noire a7 · Fou blanc sur case blanche b7 · Pion noir sur case noire c7 · Pion noir sur case blanche h7 · Cavalier blanc sur case noire e5 · Tour noire sur case noire d4 · Pion noir sur case blanche g4 · Roi noir sur case noire h4 · Fou blanc sur case noire a3 · Pion blanc sur case blanche b3 · Pion blanc sur case noire e3 · Pion blanc sur case blanche a2 · Roi blanc sur case noire e1 | Pion noir sur case noire a7 · Fou blanc sur case blanche b7 · Pion noir sur case noire c7 · Pion noir sur case blanche h7 · Cavalier blanc sur case noire e5 · Tour noire sur case noire d4 · Pion noir sur case blanche g4 · Roi noir sur case noire h4 · Fou blanc sur case noire a3 · Pion blanc sur case blanche b3 · Pion blanc sur case noire e3 · Pion blanc sur case blanche a2 · Roi blanc sur case noire e1 | Pion noir sur case noire a7 · Fou blanc sur case blanche b7 · Pion noir sur case noire c7 · Pion noir sur case blanche h7 · Cavalier blanc sur case noire e5 · Tour noire sur case noire d4 · Pion noir sur case blanche g4 · Roi noir sur case noire h4 · Fou blanc sur case noire a3 · Pion blanc sur case blanche b3 · Pion blanc sur case noire e3 · Pion blanc sur case blanche a2 · Roi blanc sur case noire e1 | Pion noir sur case noire a7 · Fou blanc sur case blanche b7 · Pion noir sur case noire c7 · Pion noir sur case blanche h7 · Cavalier blanc sur case noire e5 · Tour noire sur case noire d4 · Pion noir sur case blanche g4 · Roi noir sur case noire h4 · Fou blanc sur case noire a3 · Pion blanc sur case blanche b3 · Pion blanc sur case noire e3 · Pion blanc sur case blanche a2 · Roi blanc sur case noire e1 | Pion noir sur case noire a7 · Fou blanc sur case blanche b7 · Pion noir sur case noire c7 · Pion noir sur case blanche h7 · Cavalier blanc sur case noire e5 · Tour noire sur case noire d4 · Pion noir sur case blanche g4 · Roi noir sur case noire h4 · Fou blanc sur case noire a3 · Pion blanc sur case blanche b3 · Pion blanc sur case noire e3 · Pion blanc sur case blanche a2 · Roi blanc sur case noire e1 | Pion noir sur case noire a7 · Fou blanc sur case blanche b7 · Pion noir sur case noire c7 · Pion noir sur case blanche h7 · Cavalier blanc sur case noire e5 · Tour noire sur case noire d4 · Pion noir sur case blanche g4 · Roi noir sur case noire h4 · Fou blanc sur case noire a3 · Pion blanc sur case blanche b3 · Pion blanc sur case noire e3 · Pion blanc sur case blanche a2 · Roi blanc sur case noire e1 | 5 |
| 4 | Pion noir sur case noire a7 · Fou blanc sur case blanche b7 · Pion noir sur case noire c7 · Pion noir sur case blanche h7 · Cavalier blanc sur case noire e5 · Tour noire sur case noire d4 · Pion noir sur case blanche g4 · Roi noir sur case noire h4 · Fou blanc sur case noire a3 · Pion blanc sur case blanche b3 · Pion blanc sur case noire e3 · Pion blanc sur case blanche a2 · Roi blanc sur case noire e1 | Pion noir sur case noire a7 · Fou blanc sur case blanche b7 · Pion noir sur case noire c7 · Pion noir sur case blanche h7 · Cavalier blanc sur case noire e5 · Tour noire sur case noire d4 · Pion noir sur case blanche g4 · Roi noir sur case noire h4 · Fou blanc sur case noire a3 · Pion blanc sur case blanche b3 · Pion blanc sur case noire e3 · Pion blanc sur case blanche a2 · Roi blanc sur case noire e1 | Pion noir sur case noire a7 · Fou blanc sur case blanche b7 · Pion noir sur case noire c7 · Pion noir sur case blanche h7 · Cavalier blanc sur case noire e5 · Tour noire sur case noire d4 · Pion noir sur case blanche g4 · Roi noir sur case noire h4 · Fou blanc sur case noire a3 · Pion blanc sur case blanche b3 · Pion blanc sur case noire e3 · Pion blanc sur case blanche a2 · Roi blanc sur case noire e1 | Pion noir sur case noire a7 · Fou blanc sur case blanche b7 · Pion noir sur case noire c7 · Pion noir sur case blanche h7 · Cavalier blanc sur case noire e5 · Tour noire sur case noire d4 · Pion noir sur case blanche g4 · Roi noir sur case noire h4 · Fou blanc sur case noire a3 · Pion blanc sur case blanche b3 · Pion blanc sur case noire e3 · Pion blanc sur case blanche a2 · Roi blanc sur case noire e1 | Pion noir sur case noire a7 · Fou blanc sur case blanche b7 · Pion noir sur case noire c7 · Pion noir sur case blanche h7 · Cavalier blanc sur case noire e5 · Tour noire sur case noire d4 · Pion noir sur case blanche g4 · Roi noir sur case noire h4 · Fou blanc sur case noire a3 · Pion blanc sur case blanche b3 · Pion blanc sur case noire e3 · Pion blanc sur case blanche a2 · Roi blanc sur case noire e1 | Pion noir sur case noire a7 · Fou blanc sur case blanche b7 · Pion noir sur case noire c7 · Pion noir sur case blanche h7 · Cavalier blanc sur case noire e5 · Tour noire sur case noire d4 · Pion noir sur case blanche g4 · Roi noir sur case noire h4 · Fou blanc sur case noire a3 · Pion blanc sur case blanche b3 · Pion blanc sur case noire e3 · Pion blanc sur case blanche a2 · Roi blanc sur case noire e1 | Pion noir sur case noire a7 · Fou blanc sur case blanche b7 · Pion noir sur case noire c7 · Pion noir sur case blanche h7 · Cavalier blanc sur case noire e5 · Tour noire sur case noire d4 · Pion noir sur case blanche g4 · Roi noir sur case noire h4 · Fou blanc sur case noire a3 · Pion blanc sur case blanche b3 · Pion blanc sur case noire e3 · Pion blanc sur case blanche a2 · Roi blanc sur case noire e1 | Pion noir sur case noire a7 · Fou blanc sur case blanche b7 · Pion noir sur case noire c7 · Pion noir sur case blanche h7 · Cavalier blanc sur case noire e5 · Tour noire sur case noire d4 · Pion noir sur case blanche g4 · Roi noir sur case noire h4 · Fou blanc sur case noire a3 · Pion blanc sur case blanche b3 · Pion blanc sur case noire e3 · Pion blanc sur case blanche a2 · Roi blanc sur case noire e1 | 4 |
| 3 | Pion noir sur case noire a7 · Fou blanc sur case blanche b7 · Pion noir sur case noire c7 · Pion noir sur case blanche h7 · Cavalier blanc sur case noire e5 · Tour noire sur case noire d4 · Pion noir sur case blanche g4 · Roi noir sur case noire h4 · Fou blanc sur case noire a3 · Pion blanc sur case blanche b3 · Pion blanc sur case noire e3 · Pion blanc sur case blanche a2 · Roi blanc sur case noire e1 | Pion noir sur case noire a7 · Fou blanc sur case blanche b7 · Pion noir sur case noire c7 · Pion noir sur case blanche h7 · Cavalier blanc sur case noire e5 · Tour noire sur case noire d4 · Pion noir sur case blanche g4 · Roi noir sur case noire h4 · Fou blanc sur case noire a3 · Pion blanc sur case blanche b3 · Pion blanc sur case noire e3 · Pion blanc sur case blanche a2 · Roi blanc sur case noire e1 | Pion noir sur case noire a7 · Fou blanc sur case blanche b7 · Pion noir sur case noire c7 · Pion noir sur case blanche h7 · Cavalier blanc sur case noire e5 · Tour noire sur case noire d4 · Pion noir sur case blanche g4 · Roi noir sur case noire h4 · Fou blanc sur case noire a3 · Pion blanc sur case blanche b3 · Pion blanc sur case noire e3 · Pion blanc sur case blanche a2 · Roi blanc sur case noire e1 | Pion noir sur case noire a7 · Fou blanc sur case blanche b7 · Pion noir sur case noire c7 · Pion noir sur case blanche h7 · Cavalier blanc sur case noire e5 · Tour noire sur case noire d4 · Pion noir sur case blanche g4 · Roi noir sur case noire h4 · Fou blanc sur case noire a3 · Pion blanc sur case blanche b3 · Pion blanc sur case noire e3 · Pion blanc sur case blanche a2 · Roi blanc sur case noire e1 | Pion noir sur case noire a7 · Fou blanc sur case blanche b7 · Pion noir sur case noire c7 · Pion noir sur case blanche h7 · Cavalier blanc sur case noire e5 · Tour noire sur case noire d4 · Pion noir sur case blanche g4 · Roi noir sur case noire h4 · Fou blanc sur case noire a3 · Pion blanc sur case blanche b3 · Pion blanc sur case noire e3 · Pion blanc sur case blanche a2 · Roi blanc sur case noire e1 | Pion noir sur case noire a7 · Fou blanc sur case blanche b7 · Pion noir sur case noire c7 · Pion noir sur case blanche h7 · Cavalier blanc sur case noire e5 · Tour noire sur case noire d4 · Pion noir sur case blanche g4 · Roi noir sur case noire h4 · Fou blanc sur case noire a3 · Pion blanc sur case blanche b3 · Pion blanc sur case noire e3 · Pion blanc sur case blanche a2 · Roi blanc sur case noire e1 | Pion noir sur case noire a7 · Fou blanc sur case blanche b7 · Pion noir sur case noire c7 · Pion noir sur case blanche h7 · Cavalier blanc sur case noire e5 · Tour noire sur case noire d4 · Pion noir sur case blanche g4 · Roi noir sur case noire h4 · Fou blanc sur case noire a3 · Pion blanc sur case blanche b3 · Pion blanc sur case noire e3 · Pion blanc sur case blanche a2 · Roi blanc sur case noire e1 | Pion noir sur case noire a7 · Fou blanc sur case blanche b7 · Pion noir sur case noire c7 · Pion noir sur case blanche h7 · Cavalier blanc sur case noire e5 · Tour noire sur case noire d4 · Pion noir sur case blanche g4 · Roi noir sur case noire h4 · Fou blanc sur case noire a3 · Pion blanc sur case blanche b3 · Pion blanc sur case noire e3 · Pion blanc sur case blanche a2 · Roi blanc sur case noire e1 | 3 |
| 2 | Pion noir sur case noire a7 · Fou blanc sur case blanche b7 · Pion noir sur case noire c7 · Pion noir sur case blanche h7 · Cavalier blanc sur case noire e5 · Tour noire sur case noire d4 · Pion noir sur case blanche g4 · Roi noir sur case noire h4 · Fou blanc sur case noire a3 · Pion blanc sur case blanche b3 · Pion blanc sur case noire e3 · Pion blanc sur case blanche a2 · Roi blanc sur case noire e1 | Pion noir sur case noire a7 · Fou blanc sur case blanche b7 · Pion noir sur case noire c7 · Pion noir sur case blanche h7 · Cavalier blanc sur case noire e5 · Tour noire sur case noire d4 · Pion noir sur case blanche g4 · Roi noir sur case noire h4 · Fou blanc sur case noire a3 · Pion blanc sur case blanche b3 · Pion blanc sur case noire e3 · Pion blanc sur case blanche a2 · Roi blanc sur case noire e1 | Pion noir sur case noire a7 · Fou blanc sur case blanche b7 · Pion noir sur case noire c7 · Pion noir sur case blanche h7 · Cavalier blanc sur case noire e5 · Tour noire sur case noire d4 · Pion noir sur case blanche g4 · Roi noir sur case noire h4 · Fou blanc sur case noire a3 · Pion blanc sur case blanche b3 · Pion blanc sur case noire e3 · Pion blanc sur case blanche a2 · Roi blanc sur case noire e1 | Pion noir sur case noire a7 · Fou blanc sur case blanche b7 · Pion noir sur case noire c7 · Pion noir sur case blanche h7 · Cavalier blanc sur case noire e5 · Tour noire sur case noire d4 · Pion noir sur case blanche g4 · Roi noir sur case noire h4 · Fou blanc sur case noire a3 · Pion blanc sur case blanche b3 · Pion blanc sur case noire e3 · Pion blanc sur case blanche a2 · Roi blanc sur case noire e1 | Pion noir sur case noire a7 · Fou blanc sur case blanche b7 · Pion noir sur case noire c7 · Pion noir sur case blanche h7 · Cavalier blanc sur case noire e5 · Tour noire sur case noire d4 · Pion noir sur case blanche g4 · Roi noir sur case noire h4 · Fou blanc sur case noire a3 · Pion blanc sur case blanche b3 · Pion blanc sur case noire e3 · Pion blanc sur case blanche a2 · Roi blanc sur case noire e1 | Pion noir sur case noire a7 · Fou blanc sur case blanche b7 · Pion noir sur case noire c7 · Pion noir sur case blanche h7 · Cavalier blanc sur case noire e5 · Tour noire sur case noire d4 · Pion noir sur case blanche g4 · Roi noir sur case noire h4 · Fou blanc sur case noire a3 · Pion blanc sur case blanche b3 · Pion blanc sur case noire e3 · Pion blanc sur case blanche a2 · Roi blanc sur case noire e1 | Pion noir sur case noire a7 · Fou blanc sur case blanche b7 · Pion noir sur case noire c7 · Pion noir sur case blanche h7 · Cavalier blanc sur case noire e5 · Tour noire sur case noire d4 · Pion noir sur case blanche g4 · Roi noir sur case noire h4 · Fou blanc sur case noire a3 · Pion blanc sur case blanche b3 · Pion blanc sur case noire e3 · Pion blanc sur case blanche a2 · Roi blanc sur case noire e1 | Pion noir sur case noire a7 · Fou blanc sur case blanche b7 · Pion noir sur case noire c7 · Pion noir sur case blanche h7 · Cavalier blanc sur case noire e5 · Tour noire sur case noire d4 · Pion noir sur case blanche g4 · Roi noir sur case noire h4 · Fou blanc sur case noire a3 · Pion blanc sur case blanche b3 · Pion blanc sur case noire e3 · Pion blanc sur case blanche a2 · Roi blanc sur case noire e1 | 2 |
| 1 | Pion noir sur case noire a7 · Fou blanc sur case blanche b7 · Pion noir sur case noire c7 · Pion noir sur case blanche h7 · Cavalier blanc sur case noire e5 · Tour noire sur case noire d4 · Pion noir sur case blanche g4 · Roi noir sur case noire h4 · Fou blanc sur case noire a3 · Pion blanc sur case blanche b3 · Pion blanc sur case noire e3 · Pion blanc sur case blanche a2 · Roi blanc sur case noire e1 | Pion noir sur case noire a7 · Fou blanc sur case blanche b7 · Pion noir sur case noire c7 · Pion noir sur case blanche h7 · Cavalier blanc sur case noire e5 · Tour noire sur case noire d4 · Pion noir sur case blanche g4 · Roi noir sur case noire h4 · Fou blanc sur case noire a3 · Pion blanc sur case blanche b3 · Pion blanc sur case noire e3 · Pion blanc sur case blanche a2 · Roi blanc sur case noire e1 | Pion noir sur case noire a7 · Fou blanc sur case blanche b7 · Pion noir sur case noire c7 · Pion noir sur case blanche h7 · Cavalier blanc sur case noire e5 · Tour noire sur case noire d4 · Pion noir sur case blanche g4 · Roi noir sur case noire h4 · Fou blanc sur case noire a3 · Pion blanc sur case blanche b3 · Pion blanc sur case noire e3 · Pion blanc sur case blanche a2 · Roi blanc sur case noire e1 | Pion noir sur case noire a7 · Fou blanc sur case blanche b7 · Pion noir sur case noire c7 · Pion noir sur case blanche h7 · Cavalier blanc sur case noire e5 · Tour noire sur case noire d4 · Pion noir sur case blanche g4 · Roi noir sur case noire h4 · Fou blanc sur case noire a3 · Pion blanc sur case blanche b3 · Pion blanc sur case noire e3 · Pion blanc sur case blanche a2 · Roi blanc sur case noire e1 | Pion noir sur case noire a7 · Fou blanc sur case blanche b7 · Pion noir sur case noire c7 · Pion noir sur case blanche h7 · Cavalier blanc sur case noire e5 · Tour noire sur case noire d4 · Pion noir sur case blanche g4 · Roi noir sur case noire h4 · Fou blanc sur case noire a3 · Pion blanc sur case blanche b3 · Pion blanc sur case noire e3 · Pion blanc sur case blanche a2 · Roi blanc sur case noire e1 | Pion noir sur case noire a7 · Fou blanc sur case blanche b7 · Pion noir sur case noire c7 · Pion noir sur case blanche h7 · Cavalier blanc sur case noire e5 · Tour noire sur case noire d4 · Pion noir sur case blanche g4 · Roi noir sur case noire h4 · Fou blanc sur case noire a3 · Pion blanc sur case blanche b3 · Pion blanc sur case noire e3 · Pion blanc sur case blanche a2 · Roi blanc sur case noire e1 | Pion noir sur case noire a7 · Fou blanc sur case blanche b7 · Pion noir sur case noire c7 · Pion noir sur case blanche h7 · Cavalier blanc sur case noire e5 · Tour noire sur case noire d4 · Pion noir sur case blanche g4 · Roi noir sur case noire h4 · Fou blanc sur case noire a3 · Pion blanc sur case blanche b3 · Pion blanc sur case noire e3 · Pion blanc sur case blanche a2 · Roi blanc sur case noire e1 | Pion noir sur case noire a7 · Fou blanc sur case blanche b7 · Pion noir sur case noire c7 · Pion noir sur case blanche h7 · Cavalier blanc sur case noire e5 · Tour noire sur case noire d4 · Pion noir sur case blanche g4 · Roi noir sur case noire h4 · Fou blanc sur case noire a3 · Pion blanc sur case blanche b3 · Pion blanc sur case noire e3 · Pion blanc sur case blanche a2 · Roi blanc sur case noire e1 | 1 |
|   | a | b | c | d | e | f | g | h |   |

Cette partie a été élue deuxième meilleure partie du numéro 43 de l'Informateur d'échecs (parties du premier semestre 1987) :
1. c4 e5 2. Cc3 Cf6 3. Cf3 Cc6 4. g3 d5 5. cxd5 Cxd5 6. Fg2
Cb6 7. O-O Fe7 8. b3 O-O 9. Fb2 Te8 10. Tc1 Fg4 11. d3 Ff8
12. Cd2 Dd7 13. Te1 Tab8 14. Cce4 Cd4 15. Cc5 Dc8 16. Cf3 Cd7
17. Cxd4 Fxc5 18. Cf3 Fb6 19. Tc4 Fe6 20. Th4 f6 21. d4 g5
22. Th6 Rg7 23. dxe5 Rxh6 24. exf6 Tg8 25. Dd2 Rh5 26. h3 Cc5
27. g4+ Fxg4 28. hxg4+ Dxg4 29. Ce5 Dh4 30. Dc2 Ce4 31. Dxe4
Fxf2+ 32. Rf1 Dxe4 33. Fxe4 Fxe1 34. Rxe1 Tbd8 35. f7 Tgf8
36. Fa3 Txf7 37. Cxf7 Rd4 38. Fxb7 g4 39. Ce5 Rh4 40. e3 1-0

### Kortchnoï - Petrossian, 1974
Dans la partie suivante, Kortchnoï domine l'ancien champion du monde Petrossian qui, dans une position difficile, ne voit pas un mat.
Viktor Kortchnoï, Tigran Petrossian, Odessa, 1974, demi-finale des candidats, 1re partie
(voir la partie)
|   | a | b | c | d | e | f | g | h |   |
| 8 | Tour noire sur case blanche a8 · Dame noire sur case blanche e8 · Tour noire sur case blanche g8 · Roi noir sur case noire h8 · Pion noir sur case noire a7 · Fou noir sur case blanche b7 · Pion noir sur case blanche f7 · Cavalier noir sur case noire g7 · Pion noir sur case blanche h7 · Pion noir sur case noire b6 · Pion noir sur case noire d6 · Pion noir sur case blanche g6 · Pion noir sur case noire c5 · Fou noir sur case noire e5 · Pion blanc sur case blanche f5 · Fou blanc sur case noire g5 · Cavalier noir sur case blanche h5 · Pion blanc sur case blanche c4 · Pion blanc sur case blanche e4 · Fou blanc sur case blanche g4 · Pion blanc sur case blanche b3 · Pion blanc sur case blanche d3 · Cavalier blanc sur case noire e3 · Pion blanc sur case blanche a2 · Cavalier blanc sur case blanche g2 · Pion blanc sur case noire h2 · Tour blanche sur case blanche b1 · Dame blanche sur case noire e1 · Tour blanche sur case blanche f1 · Roi blanc sur case blanche h1 | Tour noire sur case blanche a8 · Dame noire sur case blanche e8 · Tour noire sur case blanche g8 · Roi noir sur case noire h8 · Pion noir sur case noire a7 · Fou noir sur case blanche b7 · Pion noir sur case blanche f7 · Cavalier noir sur case noire g7 · Pion noir sur case blanche h7 · Pion noir sur case noire b6 · Pion noir sur case noire d6 · Pion noir sur case blanche g6 · Pion noir sur case noire c5 · Fou noir sur case noire e5 · Pion blanc sur case blanche f5 · Fou blanc sur case noire g5 · Cavalier noir sur case blanche h5 · Pion blanc sur case blanche c4 · Pion blanc sur case blanche e4 · Fou blanc sur case blanche g4 · Pion blanc sur case blanche b3 · Pion blanc sur case blanche d3 · Cavalier blanc sur case noire e3 · Pion blanc sur case blanche a2 · Cavalier blanc sur case blanche g2 · Pion blanc sur case noire h2 · Tour blanche sur case blanche b1 · Dame blanche sur case noire e1 · Tour blanche sur case blanche f1 · Roi blanc sur case blanche h1 | Tour noire sur case blanche a8 · Dame noire sur case blanche e8 · Tour noire sur case blanche g8 · Roi noir sur case noire h8 · Pion noir sur case noire a7 · Fou noir sur case blanche b7 · Pion noir sur case blanche f7 · Cavalier noir sur case noire g7 · Pion noir sur case blanche h7 · Pion noir sur case noire b6 · Pion noir sur case noire d6 · Pion noir sur case blanche g6 · Pion noir sur case noire c5 · Fou noir sur case noire e5 · Pion blanc sur case blanche f5 · Fou blanc sur case noire g5 · Cavalier noir sur case blanche h5 · Pion blanc sur case blanche c4 · Pion blanc sur case blanche e4 · Fou blanc sur case blanche g4 · Pion blanc sur case blanche b3 · Pion blanc sur case blanche d3 · Cavalier blanc sur case noire e3 · Pion blanc sur case blanche a2 · Cavalier blanc sur case blanche g2 · Pion blanc sur case noire h2 · Tour blanche sur case blanche b1 · Dame blanche sur case noire e1 · Tour blanche sur case blanche f1 · Roi blanc sur case blanche h1 | Tour noire sur case blanche a8 · Dame noire sur case blanche e8 · Tour noire sur case blanche g8 · Roi noir sur case noire h8 · Pion noir sur case noire a7 · Fou noir sur case blanche b7 · Pion noir sur case blanche f7 · Cavalier noir sur case noire g7 · Pion noir sur case blanche h7 · Pion noir sur case noire b6 · Pion noir sur case noire d6 · Pion noir sur case blanche g6 · Pion noir sur case noire c5 · Fou noir sur case noire e5 · Pion blanc sur case blanche f5 · Fou blanc sur case noire g5 · Cavalier noir sur case blanche h5 · Pion blanc sur case blanche c4 · Pion blanc sur case blanche e4 · Fou blanc sur case blanche g4 · Pion blanc sur case blanche b3 · Pion blanc sur case blanche d3 · Cavalier blanc sur case noire e3 · Pion blanc sur case blanche a2 · Cavalier blanc sur case blanche g2 · Pion blanc sur case noire h2 · Tour blanche sur case blanche b1 · Dame blanche sur case noire e1 · Tour blanche sur case blanche f1 · Roi blanc sur case blanche h1 | Tour noire sur case blanche a8 · Dame noire sur case blanche e8 · Tour noire sur case blanche g8 · Roi noir sur case noire h8 · Pion noir sur case noire a7 · Fou noir sur case blanche b7 · Pion noir sur case blanche f7 · Cavalier noir sur case noire g7 · Pion noir sur case blanche h7 · Pion noir sur case noire b6 · Pion noir sur case noire d6 · Pion noir sur case blanche g6 · Pion noir sur case noire c5 · Fou noir sur case noire e5 · Pion blanc sur case blanche f5 · Fou blanc sur case noire g5 · Cavalier noir sur case blanche h5 · Pion blanc sur case blanche c4 · Pion blanc sur case blanche e4 · Fou blanc sur case blanche g4 · Pion blanc sur case blanche b3 · Pion blanc sur case blanche d3 · Cavalier blanc sur case noire e3 · Pion blanc sur case blanche a2 · Cavalier blanc sur case blanche g2 · Pion blanc sur case noire h2 · Tour blanche sur case blanche b1 · Dame blanche sur case noire e1 · Tour blanche sur case blanche f1 · Roi blanc sur case blanche h1 | Tour noire sur case blanche a8 · Dame noire sur case blanche e8 · Tour noire sur case blanche g8 · Roi noir sur case noire h8 · Pion noir sur case noire a7 · Fou noir sur case blanche b7 · Pion noir sur case blanche f7 · Cavalier noir sur case noire g7 · Pion noir sur case blanche h7 · Pion noir sur case noire b6 · Pion noir sur case noire d6 · Pion noir sur case blanche g6 · Pion noir sur case noire c5 · Fou noir sur case noire e5 · Pion blanc sur case blanche f5 · Fou blanc sur case noire g5 · Cavalier noir sur case blanche h5 · Pion blanc sur case blanche c4 · Pion blanc sur case blanche e4 · Fou blanc sur case blanche g4 · Pion blanc sur case blanche b3 · Pion blanc sur case blanche d3 · Cavalier blanc sur case noire e3 · Pion blanc sur case blanche a2 · Cavalier blanc sur case blanche g2 · Pion blanc sur case noire h2 · Tour blanche sur case blanche b1 · Dame blanche sur case noire e1 · Tour blanche sur case blanche f1 · Roi blanc sur case blanche h1 | Tour noire sur case blanche a8 · Dame noire sur case blanche e8 · Tour noire sur case blanche g8 · Roi noir sur case noire h8 · Pion noir sur case noire a7 · Fou noir sur case blanche b7 · Pion noir sur case blanche f7 · Cavalier noir sur case noire g7 · Pion noir sur case blanche h7 · Pion noir sur case noire b6 · Pion noir sur case noire d6 · Pion noir sur case blanche g6 · Pion noir sur case noire c5 · Fou noir sur case noire e5 · Pion blanc sur case blanche f5 · Fou blanc sur case noire g5 · Cavalier noir sur case blanche h5 · Pion blanc sur case blanche c4 · Pion blanc sur case blanche e4 · Fou blanc sur case blanche g4 · Pion blanc sur case blanche b3 · Pion blanc sur case blanche d3 · Cavalier blanc sur case noire e3 · Pion blanc sur case blanche a2 · Cavalier blanc sur case blanche g2 · Pion blanc sur case noire h2 · Tour blanche sur case blanche b1 · Dame blanche sur case noire e1 · Tour blanche sur case blanche f1 · Roi blanc sur case blanche h1 | Tour noire sur case blanche a8 · Dame noire sur case blanche e8 · Tour noire sur case blanche g8 · Roi noir sur case noire h8 · Pion noir sur case noire a7 · Fou noir sur case blanche b7 · Pion noir sur case blanche f7 · Cavalier noir sur case noire g7 · Pion noir sur case blanche h7 · Pion noir sur case noire b6 · Pion noir sur case noire d6 · Pion noir sur case blanche g6 · Pion noir sur case noire c5 · Fou noir sur case noire e5 · Pion blanc sur case blanche f5 · Fou blanc sur case noire g5 · Cavalier noir sur case blanche h5 · Pion blanc sur case blanche c4 · Pion blanc sur case blanche e4 · Fou blanc sur case blanche g4 · Pion blanc sur case blanche b3 · Pion blanc sur case blanche d3 · Cavalier blanc sur case noire e3 · Pion blanc sur case blanche a2 · Cavalier blanc sur case blanche g2 · Pion blanc sur case noire h2 · Tour blanche sur case blanche b1 · Dame blanche sur case noire e1 · Tour blanche sur case blanche f1 · Roi blanc sur case blanche h1 | 8 |
| 7 | Tour noire sur case blanche a8 · Dame noire sur case blanche e8 · Tour noire sur case blanche g8 · Roi noir sur case noire h8 · Pion noir sur case noire a7 · Fou noir sur case blanche b7 · Pion noir sur case blanche f7 · Cavalier noir sur case noire g7 · Pion noir sur case blanche h7 · Pion noir sur case noire b6 · Pion noir sur case noire d6 · Pion noir sur case blanche g6 · Pion noir sur case noire c5 · Fou noir sur case noire e5 · Pion blanc sur case blanche f5 · Fou blanc sur case noire g5 · Cavalier noir sur case blanche h5 · Pion blanc sur case blanche c4 · Pion blanc sur case blanche e4 · Fou blanc sur case blanche g4 · Pion blanc sur case blanche b3 · Pion blanc sur case blanche d3 · Cavalier blanc sur case noire e3 · Pion blanc sur case blanche a2 · Cavalier blanc sur case blanche g2 · Pion blanc sur case noire h2 · Tour blanche sur case blanche b1 · Dame blanche sur case noire e1 · Tour blanche sur case blanche f1 · Roi blanc sur case blanche h1 | Tour noire sur case blanche a8 · Dame noire sur case blanche e8 · Tour noire sur case blanche g8 · Roi noir sur case noire h8 · Pion noir sur case noire a7 · Fou noir sur case blanche b7 · Pion noir sur case blanche f7 · Cavalier noir sur case noire g7 · Pion noir sur case blanche h7 · Pion noir sur case noire b6 · Pion noir sur case noire d6 · Pion noir sur case blanche g6 · Pion noir sur case noire c5 · Fou noir sur case noire e5 · Pion blanc sur case blanche f5 · Fou blanc sur case noire g5 · Cavalier noir sur case blanche h5 · Pion blanc sur case blanche c4 · Pion blanc sur case blanche e4 · Fou blanc sur case blanche g4 · Pion blanc sur case blanche b3 · Pion blanc sur case blanche d3 · Cavalier blanc sur case noire e3 · Pion blanc sur case blanche a2 · Cavalier blanc sur case blanche g2 · Pion blanc sur case noire h2 · Tour blanche sur case blanche b1 · Dame blanche sur case noire e1 · Tour blanche sur case blanche f1 · Roi blanc sur case blanche h1 | Tour noire sur case blanche a8 · Dame noire sur case blanche e8 · Tour noire sur case blanche g8 · Roi noir sur case noire h8 · Pion noir sur case noire a7 · Fou noir sur case blanche b7 · Pion noir sur case blanche f7 · Cavalier noir sur case noire g7 · Pion noir sur case blanche h7 · Pion noir sur case noire b6 · Pion noir sur case noire d6 · Pion noir sur case blanche g6 · Pion noir sur case noire c5 · Fou noir sur case noire e5 · Pion blanc sur case blanche f5 · Fou blanc sur case noire g5 · Cavalier noir sur case blanche h5 · Pion blanc sur case blanche c4 · Pion blanc sur case blanche e4 · Fou blanc sur case blanche g4 · Pion blanc sur case blanche b3 · Pion blanc sur case blanche d3 · Cavalier blanc sur case noire e3 · Pion blanc sur case blanche a2 · Cavalier blanc sur case blanche g2 · Pion blanc sur case noire h2 · Tour blanche sur case blanche b1 · Dame blanche sur case noire e1 · Tour blanche sur case blanche f1 · Roi blanc sur case blanche h1 | Tour noire sur case blanche a8 · Dame noire sur case blanche e8 · Tour noire sur case blanche g8 · Roi noir sur case noire h8 · Pion noir sur case noire a7 · Fou noir sur case blanche b7 · Pion noir sur case blanche f7 · Cavalier noir sur case noire g7 · Pion noir sur case blanche h7 · Pion noir sur case noire b6 · Pion noir sur case noire d6 · Pion noir sur case blanche g6 · Pion noir sur case noire c5 · Fou noir sur case noire e5 · Pion blanc sur case blanche f5 · Fou blanc sur case noire g5 · Cavalier noir sur case blanche h5 · Pion blanc sur case blanche c4 · Pion blanc sur case blanche e4 · Fou blanc sur case blanche g4 · Pion blanc sur case blanche b3 · Pion blanc sur case blanche d3 · Cavalier blanc sur case noire e3 · Pion blanc sur case blanche a2 · Cavalier blanc sur case blanche g2 · Pion blanc sur case noire h2 · Tour blanche sur case blanche b1 · Dame blanche sur case noire e1 · Tour blanche sur case blanche f1 · Roi blanc sur case blanche h1 | Tour noire sur case blanche a8 · Dame noire sur case blanche e8 · Tour noire sur case blanche g8 · Roi noir sur case noire h8 · Pion noir sur case noire a7 · Fou noir sur case blanche b7 · Pion noir sur case blanche f7 · Cavalier noir sur case noire g7 · Pion noir sur case blanche h7 · Pion noir sur case noire b6 · Pion noir sur case noire d6 · Pion noir sur case blanche g6 · Pion noir sur case noire c5 · Fou noir sur case noire e5 · Pion blanc sur case blanche f5 · Fou blanc sur case noire g5 · Cavalier noir sur case blanche h5 · Pion blanc sur case blanche c4 · Pion blanc sur case blanche e4 · Fou blanc sur case blanche g4 · Pion blanc sur case blanche b3 · Pion blanc sur case blanche d3 · Cavalier blanc sur case noire e3 · Pion blanc sur case blanche a2 · Cavalier blanc sur case blanche g2 · Pion blanc sur case noire h2 · Tour blanche sur case blanche b1 · Dame blanche sur case noire e1 · Tour blanche sur case blanche f1 · Roi blanc sur case blanche h1 | Tour noire sur case blanche a8 · Dame noire sur case blanche e8 · Tour noire sur case blanche g8 · Roi noir sur case noire h8 · Pion noir sur case noire a7 · Fou noir sur case blanche b7 · Pion noir sur case blanche f7 · Cavalier noir sur case noire g7 · Pion noir sur case blanche h7 · Pion noir sur case noire b6 · Pion noir sur case noire d6 · Pion noir sur case blanche g6 · Pion noir sur case noire c5 · Fou noir sur case noire e5 · Pion blanc sur case blanche f5 · Fou blanc sur case noire g5 · Cavalier noir sur case blanche h5 · Pion blanc sur case blanche c4 · Pion blanc sur case blanche e4 · Fou blanc sur case blanche g4 · Pion blanc sur case blanche b3 · Pion blanc sur case blanche d3 · Cavalier blanc sur case noire e3 · Pion blanc sur case blanche a2 · Cavalier blanc sur case blanche g2 · Pion blanc sur case noire h2 · Tour blanche sur case blanche b1 · Dame blanche sur case noire e1 · Tour blanche sur case blanche f1 · Roi blanc sur case blanche h1 | Tour noire sur case blanche a8 · Dame noire sur case blanche e8 · Tour noire sur case blanche g8 · Roi noir sur case noire h8 · Pion noir sur case noire a7 · Fou noir sur case blanche b7 · Pion noir sur case blanche f7 · Cavalier noir sur case noire g7 · Pion noir sur case blanche h7 · Pion noir sur case noire b6 · Pion noir sur case noire d6 · Pion noir sur case blanche g6 · Pion noir sur case noire c5 · Fou noir sur case noire e5 · Pion blanc sur case blanche f5 · Fou blanc sur case noire g5 · Cavalier noir sur case blanche h5 · Pion blanc sur case blanche c4 · Pion blanc sur case blanche e4 · Fou blanc sur case blanche g4 · Pion blanc sur case blanche b3 · Pion blanc sur case blanche d3 · Cavalier blanc sur case noire e3 · Pion blanc sur case blanche a2 · Cavalier blanc sur case blanche g2 · Pion blanc sur case noire h2 · Tour blanche sur case blanche b1 · Dame blanche sur case noire e1 · Tour blanche sur case blanche f1 · Roi blanc sur case blanche h1 | Tour noire sur case blanche a8 · Dame noire sur case blanche e8 · Tour noire sur case blanche g8 · Roi noir sur case noire h8 · Pion noir sur case noire a7 · Fou noir sur case blanche b7 · Pion noir sur case blanche f7 · Cavalier noir sur case noire g7 · Pion noir sur case blanche h7 · Pion noir sur case noire b6 · Pion noir sur case noire d6 · Pion noir sur case blanche g6 · Pion noir sur case noire c5 · Fou noir sur case noire e5 · Pion blanc sur case blanche f5 · Fou blanc sur case noire g5 · Cavalier noir sur case blanche h5 · Pion blanc sur case blanche c4 · Pion blanc sur case blanche e4 · Fou blanc sur case blanche g4 · Pion blanc sur case blanche b3 · Pion blanc sur case blanche d3 · Cavalier blanc sur case noire e3 · Pion blanc sur case blanche a2 · Cavalier blanc sur case blanche g2 · Pion blanc sur case noire h2 · Tour blanche sur case blanche b1 · Dame blanche sur case noire e1 · Tour blanche sur case blanche f1 · Roi blanc sur case blanche h1 | 7 |
| 6 | Tour noire sur case blanche a8 · Dame noire sur case blanche e8 · Tour noire sur case blanche g8 · Roi noir sur case noire h8 · Pion noir sur case noire a7 · Fou noir sur case blanche b7 · Pion noir sur case blanche f7 · Cavalier noir sur case noire g7 · Pion noir sur case blanche h7 · Pion noir sur case noire b6 · Pion noir sur case noire d6 · Pion noir sur case blanche g6 · Pion noir sur case noire c5 · Fou noir sur case noire e5 · Pion blanc sur case blanche f5 · Fou blanc sur case noire g5 · Cavalier noir sur case blanche h5 · Pion blanc sur case blanche c4 · Pion blanc sur case blanche e4 · Fou blanc sur case blanche g4 · Pion blanc sur case blanche b3 · Pion blanc sur case blanche d3 · Cavalier blanc sur case noire e3 · Pion blanc sur case blanche a2 · Cavalier blanc sur case blanche g2 · Pion blanc sur case noire h2 · Tour blanche sur case blanche b1 · Dame blanche sur case noire e1 · Tour blanche sur case blanche f1 · Roi blanc sur case blanche h1 | Tour noire sur case blanche a8 · Dame noire sur case blanche e8 · Tour noire sur case blanche g8 · Roi noir sur case noire h8 · Pion noir sur case noire a7 · Fou noir sur case blanche b7 · Pion noir sur case blanche f7 · Cavalier noir sur case noire g7 · Pion noir sur case blanche h7 · Pion noir sur case noire b6 · Pion noir sur case noire d6 · Pion noir sur case blanche g6 · Pion noir sur case noire c5 · Fou noir sur case noire e5 · Pion blanc sur case blanche f5 · Fou blanc sur case noire g5 · Cavalier noir sur case blanche h5 · Pion blanc sur case blanche c4 · Pion blanc sur case blanche e4 · Fou blanc sur case blanche g4 · Pion blanc sur case blanche b3 · Pion blanc sur case blanche d3 · Cavalier blanc sur case noire e3 · Pion blanc sur case blanche a2 · Cavalier blanc sur case blanche g2 · Pion blanc sur case noire h2 · Tour blanche sur case blanche b1 · Dame blanche sur case noire e1 · Tour blanche sur case blanche f1 · Roi blanc sur case blanche h1 | Tour noire sur case blanche a8 · Dame noire sur case blanche e8 · Tour noire sur case blanche g8 · Roi noir sur case noire h8 · Pion noir sur case noire a7 · Fou noir sur case blanche b7 · Pion noir sur case blanche f7 · Cavalier noir sur case noire g7 · Pion noir sur case blanche h7 · Pion noir sur case noire b6 · Pion noir sur case noire d6 · Pion noir sur case blanche g6 · Pion noir sur case noire c5 · Fou noir sur case noire e5 · Pion blanc sur case blanche f5 · Fou blanc sur case noire g5 · Cavalier noir sur case blanche h5 · Pion blanc sur case blanche c4 · Pion blanc sur case blanche e4 · Fou blanc sur case blanche g4 · Pion blanc sur case blanche b3 · Pion blanc sur case blanche d3 · Cavalier blanc sur case noire e3 · Pion blanc sur case blanche a2 · Cavalier blanc sur case blanche g2 · Pion blanc sur case noire h2 · Tour blanche sur case blanche b1 · Dame blanche sur case noire e1 · Tour blanche sur case blanche f1 · Roi blanc sur case blanche h1 | Tour noire sur case blanche a8 · Dame noire sur case blanche e8 · Tour noire sur case blanche g8 · Roi noir sur case noire h8 · Pion noir sur case noire a7 · Fou noir sur case blanche b7 · Pion noir sur case blanche f7 · Cavalier noir sur case noire g7 · Pion noir sur case blanche h7 · Pion noir sur case noire b6 · Pion noir sur case noire d6 · Pion noir sur case blanche g6 · Pion noir sur case noire c5 · Fou noir sur case noire e5 · Pion blanc sur case blanche f5 · Fou blanc sur case noire g5 · Cavalier noir sur case blanche h5 · Pion blanc sur case blanche c4 · Pion blanc sur case blanche e4 · Fou blanc sur case blanche g4 · Pion blanc sur case blanche b3 · Pion blanc sur case blanche d3 · Cavalier blanc sur case noire e3 · Pion blanc sur case blanche a2 · Cavalier blanc sur case blanche g2 · Pion blanc sur case noire h2 · Tour blanche sur case blanche b1 · Dame blanche sur case noire e1 · Tour blanche sur case blanche f1 · Roi blanc sur case blanche h1 | Tour noire sur case blanche a8 · Dame noire sur case blanche e8 · Tour noire sur case blanche g8 · Roi noir sur case noire h8 · Pion noir sur case noire a7 · Fou noir sur case blanche b7 · Pion noir sur case blanche f7 · Cavalier noir sur case noire g7 · Pion noir sur case blanche h7 · Pion noir sur case noire b6 · Pion noir sur case noire d6 · Pion noir sur case blanche g6 · Pion noir sur case noire c5 · Fou noir sur case noire e5 · Pion blanc sur case blanche f5 · Fou blanc sur case noire g5 · Cavalier noir sur case blanche h5 · Pion blanc sur case blanche c4 · Pion blanc sur case blanche e4 · Fou blanc sur case blanche g4 · Pion blanc sur case blanche b3 · Pion blanc sur case blanche d3 · Cavalier blanc sur case noire e3 · Pion blanc sur case blanche a2 · Cavalier blanc sur case blanche g2 · Pion blanc sur case noire h2 · Tour blanche sur case blanche b1 · Dame blanche sur case noire e1 · Tour blanche sur case blanche f1 · Roi blanc sur case blanche h1 | Tour noire sur case blanche a8 · Dame noire sur case blanche e8 · Tour noire sur case blanche g8 · Roi noir sur case noire h8 · Pion noir sur case noire a7 · Fou noir sur case blanche b7 · Pion noir sur case blanche f7 · Cavalier noir sur case noire g7 · Pion noir sur case blanche h7 · Pion noir sur case noire b6 · Pion noir sur case noire d6 · Pion noir sur case blanche g6 · Pion noir sur case noire c5 · Fou noir sur case noire e5 · Pion blanc sur case blanche f5 · Fou blanc sur case noire g5 · Cavalier noir sur case blanche h5 · Pion blanc sur case blanche c4 · Pion blanc sur case blanche e4 · Fou blanc sur case blanche g4 · Pion blanc sur case blanche b3 · Pion blanc sur case blanche d3 · Cavalier blanc sur case noire e3 · Pion blanc sur case blanche a2 · Cavalier blanc sur case blanche g2 · Pion blanc sur case noire h2 · Tour blanche sur case blanche b1 · Dame blanche sur case noire e1 · Tour blanche sur case blanche f1 · Roi blanc sur case blanche h1 | Tour noire sur case blanche a8 · Dame noire sur case blanche e8 · Tour noire sur case blanche g8 · Roi noir sur case noire h8 · Pion noir sur case noire a7 · Fou noir sur case blanche b7 · Pion noir sur case blanche f7 · Cavalier noir sur case noire g7 · Pion noir sur case blanche h7 · Pion noir sur case noire b6 · Pion noir sur case noire d6 · Pion noir sur case blanche g6 · Pion noir sur case noire c5 · Fou noir sur case noire e5 · Pion blanc sur case blanche f5 · Fou blanc sur case noire g5 · Cavalier noir sur case blanche h5 · Pion blanc sur case blanche c4 · Pion blanc sur case blanche e4 · Fou blanc sur case blanche g4 · Pion blanc sur case blanche b3 · Pion blanc sur case blanche d3 · Cavalier blanc sur case noire e3 · Pion blanc sur case blanche a2 · Cavalier blanc sur case blanche g2 · Pion blanc sur case noire h2 · Tour blanche sur case blanche b1 · Dame blanche sur case noire e1 · Tour blanche sur case blanche f1 · Roi blanc sur case blanche h1 | Tour noire sur case blanche a8 · Dame noire sur case blanche e8 · Tour noire sur case blanche g8 · Roi noir sur case noire h8 · Pion noir sur case noire a7 · Fou noir sur case blanche b7 · Pion noir sur case blanche f7 · Cavalier noir sur case noire g7 · Pion noir sur case blanche h7 · Pion noir sur case noire b6 · Pion noir sur case noire d6 · Pion noir sur case blanche g6 · Pion noir sur case noire c5 · Fou noir sur case noire e5 · Pion blanc sur case blanche f5 · Fou blanc sur case noire g5 · Cavalier noir sur case blanche h5 · Pion blanc sur case blanche c4 · Pion blanc sur case blanche e4 · Fou blanc sur case blanche g4 · Pion blanc sur case blanche b3 · Pion blanc sur case blanche d3 · Cavalier blanc sur case noire e3 · Pion blanc sur case blanche a2 · Cavalier blanc sur case blanche g2 · Pion blanc sur case noire h2 · Tour blanche sur case blanche b1 · Dame blanche sur case noire e1 · Tour blanche sur case blanche f1 · Roi blanc sur case blanche h1 | 6 |
| 5 | Tour noire sur case blanche a8 · Dame noire sur case blanche e8 · Tour noire sur case blanche g8 · Roi noir sur case noire h8 · Pion noir sur case noire a7 · Fou noir sur case blanche b7 · Pion noir sur case blanche f7 · Cavalier noir sur case noire g7 · Pion noir sur case blanche h7 · Pion noir sur case noire b6 · Pion noir sur case noire d6 · Pion noir sur case blanche g6 · Pion noir sur case noire c5 · Fou noir sur case noire e5 · Pion blanc sur case blanche f5 · Fou blanc sur case noire g5 · Cavalier noir sur case blanche h5 · Pion blanc sur case blanche c4 · Pion blanc sur case blanche e4 · Fou blanc sur case blanche g4 · Pion blanc sur case blanche b3 · Pion blanc sur case blanche d3 · Cavalier blanc sur case noire e3 · Pion blanc sur case blanche a2 · Cavalier blanc sur case blanche g2 · Pion blanc sur case noire h2 · Tour blanche sur case blanche b1 · Dame blanche sur case noire e1 · Tour blanche sur case blanche f1 · Roi blanc sur case blanche h1 | Tour noire sur case blanche a8 · Dame noire sur case blanche e8 · Tour noire sur case blanche g8 · Roi noir sur case noire h8 · Pion noir sur case noire a7 · Fou noir sur case blanche b7 · Pion noir sur case blanche f7 · Cavalier noir sur case noire g7 · Pion noir sur case blanche h7 · Pion noir sur case noire b6 · Pion noir sur case noire d6 · Pion noir sur case blanche g6 · Pion noir sur case noire c5 · Fou noir sur case noire e5 · Pion blanc sur case blanche f5 · Fou blanc sur case noire g5 · Cavalier noir sur case blanche h5 · Pion blanc sur case blanche c4 · Pion blanc sur case blanche e4 · Fou blanc sur case blanche g4 · Pion blanc sur case blanche b3 · Pion blanc sur case blanche d3 · Cavalier blanc sur case noire e3 · Pion blanc sur case blanche a2 · Cavalier blanc sur case blanche g2 · Pion blanc sur case noire h2 · Tour blanche sur case blanche b1 · Dame blanche sur case noire e1 · Tour blanche sur case blanche f1 · Roi blanc sur case blanche h1 | Tour noire sur case blanche a8 · Dame noire sur case blanche e8 · Tour noire sur case blanche g8 · Roi noir sur case noire h8 · Pion noir sur case noire a7 · Fou noir sur case blanche b7 · Pion noir sur case blanche f7 · Cavalier noir sur case noire g7 · Pion noir sur case blanche h7 · Pion noir sur case noire b6 · Pion noir sur case noire d6 · Pion noir sur case blanche g6 · Pion noir sur case noire c5 · Fou noir sur case noire e5 · Pion blanc sur case blanche f5 · Fou blanc sur case noire g5 · Cavalier noir sur case blanche h5 · Pion blanc sur case blanche c4 · Pion blanc sur case blanche e4 · Fou blanc sur case blanche g4 · Pion blanc sur case blanche b3 · Pion blanc sur case blanche d3 · Cavalier blanc sur case noire e3 · Pion blanc sur case blanche a2 · Cavalier blanc sur case blanche g2 · Pion blanc sur case noire h2 · Tour blanche sur case blanche b1 · Dame blanche sur case noire e1 · Tour blanche sur case blanche f1 · Roi blanc sur case blanche h1 | Tour noire sur case blanche a8 · Dame noire sur case blanche e8 · Tour noire sur case blanche g8 · Roi noir sur case noire h8 · Pion noir sur case noire a7 · Fou noir sur case blanche b7 · Pion noir sur case blanche f7 · Cavalier noir sur case noire g7 · Pion noir sur case blanche h7 · Pion noir sur case noire b6 · Pion noir sur case noire d6 · Pion noir sur case blanche g6 · Pion noir sur case noire c5 · Fou noir sur case noire e5 · Pion blanc sur case blanche f5 · Fou blanc sur case noire g5 · Cavalier noir sur case blanche h5 · Pion blanc sur case blanche c4 · Pion blanc sur case blanche e4 · Fou blanc sur case blanche g4 · Pion blanc sur case blanche b3 · Pion blanc sur case blanche d3 · Cavalier blanc sur case noire e3 · Pion blanc sur case blanche a2 · Cavalier blanc sur case blanche g2 · Pion blanc sur case noire h2 · Tour blanche sur case blanche b1 · Dame blanche sur case noire e1 · Tour blanche sur case blanche f1 · Roi blanc sur case blanche h1 | Tour noire sur case blanche a8 · Dame noire sur case blanche e8 · Tour noire sur case blanche g8 · Roi noir sur case noire h8 · Pion noir sur case noire a7 · Fou noir sur case blanche b7 · Pion noir sur case blanche f7 · Cavalier noir sur case noire g7 · Pion noir sur case blanche h7 · Pion noir sur case noire b6 · Pion noir sur case noire d6 · Pion noir sur case blanche g6 · Pion noir sur case noire c5 · Fou noir sur case noire e5 · Pion blanc sur case blanche f5 · Fou blanc sur case noire g5 · Cavalier noir sur case blanche h5 · Pion blanc sur case blanche c4 · Pion blanc sur case blanche e4 · Fou blanc sur case blanche g4 · Pion blanc sur case blanche b3 · Pion blanc sur case blanche d3 · Cavalier blanc sur case noire e3 · Pion blanc sur case blanche a2 · Cavalier blanc sur case blanche g2 · Pion blanc sur case noire h2 · Tour blanche sur case blanche b1 · Dame blanche sur case noire e1 · Tour blanche sur case blanche f1 · Roi blanc sur case blanche h1 | Tour noire sur case blanche a8 · Dame noire sur case blanche e8 · Tour noire sur case blanche g8 · Roi noir sur case noire h8 · Pion noir sur case noire a7 · Fou noir sur case blanche b7 · Pion noir sur case blanche f7 · Cavalier noir sur case noire g7 · Pion noir sur case blanche h7 · Pion noir sur case noire b6 · Pion noir sur case noire d6 · Pion noir sur case blanche g6 · Pion noir sur case noire c5 · Fou noir sur case noire e5 · Pion blanc sur case blanche f5 · Fou blanc sur case noire g5 · Cavalier noir sur case blanche h5 · Pion blanc sur case blanche c4 · Pion blanc sur case blanche e4 · Fou blanc sur case blanche g4 · Pion blanc sur case blanche b3 · Pion blanc sur case blanche d3 · Cavalier blanc sur case noire e3 · Pion blanc sur case blanche a2 · Cavalier blanc sur case blanche g2 · Pion blanc sur case noire h2 · Tour blanche sur case blanche b1 · Dame blanche sur case noire e1 · Tour blanche sur case blanche f1 · Roi blanc sur case blanche h1 | Tour noire sur case blanche a8 · Dame noire sur case blanche e8 · Tour noire sur case blanche g8 · Roi noir sur case noire h8 · Pion noir sur case noire a7 · Fou noir sur case blanche b7 · Pion noir sur case blanche f7 · Cavalier noir sur case noire g7 · Pion noir sur case blanche h7 · Pion noir sur case noire b6 · Pion noir sur case noire d6 · Pion noir sur case blanche g6 · Pion noir sur case noire c5 · Fou noir sur case noire e5 · Pion blanc sur case blanche f5 · Fou blanc sur case noire g5 · Cavalier noir sur case blanche h5 · Pion blanc sur case blanche c4 · Pion blanc sur case blanche e4 · Fou blanc sur case blanche g4 · Pion blanc sur case blanche b3 · Pion blanc sur case blanche d3 · Cavalier blanc sur case noire e3 · Pion blanc sur case blanche a2 · Cavalier blanc sur case blanche g2 · Pion blanc sur case noire h2 · Tour blanche sur case blanche b1 · Dame blanche sur case noire e1 · Tour blanche sur case blanche f1 · Roi blanc sur case blanche h1 | Tour noire sur case blanche a8 · Dame noire sur case blanche e8 · Tour noire sur case blanche g8 · Roi noir sur case noire h8 · Pion noir sur case noire a7 · Fou noir sur case blanche b7 · Pion noir sur case blanche f7 · Cavalier noir sur case noire g7 · Pion noir sur case blanche h7 · Pion noir sur case noire b6 · Pion noir sur case noire d6 · Pion noir sur case blanche g6 · Pion noir sur case noire c5 · Fou noir sur case noire e5 · Pion blanc sur case blanche f5 · Fou blanc sur case noire g5 · Cavalier noir sur case blanche h5 · Pion blanc sur case blanche c4 · Pion blanc sur case blanche e4 · Fou blanc sur case blanche g4 · Pion blanc sur case blanche b3 · Pion blanc sur case blanche d3 · Cavalier blanc sur case noire e3 · Pion blanc sur case blanche a2 · Cavalier blanc sur case blanche g2 · Pion blanc sur case noire h2 · Tour blanche sur case blanche b1 · Dame blanche sur case noire e1 · Tour blanche sur case blanche f1 · Roi blanc sur case blanche h1 | 5 |
| 4 | Tour noire sur case blanche a8 · Dame noire sur case blanche e8 · Tour noire sur case blanche g8 · Roi noir sur case noire h8 · Pion noir sur case noire a7 · Fou noir sur case blanche b7 · Pion noir sur case blanche f7 · Cavalier noir sur case noire g7 · Pion noir sur case blanche h7 · Pion noir sur case noire b6 · Pion noir sur case noire d6 · Pion noir sur case blanche g6 · Pion noir sur case noire c5 · Fou noir sur case noire e5 · Pion blanc sur case blanche f5 · Fou blanc sur case noire g5 · Cavalier noir sur case blanche h5 · Pion blanc sur case blanche c4 · Pion blanc sur case blanche e4 · Fou blanc sur case blanche g4 · Pion blanc sur case blanche b3 · Pion blanc sur case blanche d3 · Cavalier blanc sur case noire e3 · Pion blanc sur case blanche a2 · Cavalier blanc sur case blanche g2 · Pion blanc sur case noire h2 · Tour blanche sur case blanche b1 · Dame blanche sur case noire e1 · Tour blanche sur case blanche f1 · Roi blanc sur case blanche h1 | Tour noire sur case blanche a8 · Dame noire sur case blanche e8 · Tour noire sur case blanche g8 · Roi noir sur case noire h8 · Pion noir sur case noire a7 · Fou noir sur case blanche b7 · Pion noir sur case blanche f7 · Cavalier noir sur case noire g7 · Pion noir sur case blanche h7 · Pion noir sur case noire b6 · Pion noir sur case noire d6 · Pion noir sur case blanche g6 · Pion noir sur case noire c5 · Fou noir sur case noire e5 · Pion blanc sur case blanche f5 · Fou blanc sur case noire g5 · Cavalier noir sur case blanche h5 · Pion blanc sur case blanche c4 · Pion blanc sur case blanche e4 · Fou blanc sur case blanche g4 · Pion blanc sur case blanche b3 · Pion blanc sur case blanche d3 · Cavalier blanc sur case noire e3 · Pion blanc sur case blanche a2 · Cavalier blanc sur case blanche g2 · Pion blanc sur case noire h2 · Tour blanche sur case blanche b1 · Dame blanche sur case noire e1 · Tour blanche sur case blanche f1 · Roi blanc sur case blanche h1 | Tour noire sur case blanche a8 · Dame noire sur case blanche e8 · Tour noire sur case blanche g8 · Roi noir sur case noire h8 · Pion noir sur case noire a7 · Fou noir sur case blanche b7 · Pion noir sur case blanche f7 · Cavalier noir sur case noire g7 · Pion noir sur case blanche h7 · Pion noir sur case noire b6 · Pion noir sur case noire d6 · Pion noir sur case blanche g6 · Pion noir sur case noire c5 · Fou noir sur case noire e5 · Pion blanc sur case blanche f5 · Fou blanc sur case noire g5 · Cavalier noir sur case blanche h5 · Pion blanc sur case blanche c4 · Pion blanc sur case blanche e4 · Fou blanc sur case blanche g4 · Pion blanc sur case blanche b3 · Pion blanc sur case blanche d3 · Cavalier blanc sur case noire e3 · Pion blanc sur case blanche a2 · Cavalier blanc sur case blanche g2 · Pion blanc sur case noire h2 · Tour blanche sur case blanche b1 · Dame blanche sur case noire e1 · Tour blanche sur case blanche f1 · Roi blanc sur case blanche h1 | Tour noire sur case blanche a8 · Dame noire sur case blanche e8 · Tour noire sur case blanche g8 · Roi noir sur case noire h8 · Pion noir sur case noire a7 · Fou noir sur case blanche b7 · Pion noir sur case blanche f7 · Cavalier noir sur case noire g7 · Pion noir sur case blanche h7 · Pion noir sur case noire b6 · Pion noir sur case noire d6 · Pion noir sur case blanche g6 · Pion noir sur case noire c5 · Fou noir sur case noire e5 · Pion blanc sur case blanche f5 · Fou blanc sur case noire g5 · Cavalier noir sur case blanche h5 · Pion blanc sur case blanche c4 · Pion blanc sur case blanche e4 · Fou blanc sur case blanche g4 · Pion blanc sur case blanche b3 · Pion blanc sur case blanche d3 · Cavalier blanc sur case noire e3 · Pion blanc sur case blanche a2 · Cavalier blanc sur case blanche g2 · Pion blanc sur case noire h2 · Tour blanche sur case blanche b1 · Dame blanche sur case noire e1 · Tour blanche sur case blanche f1 · Roi blanc sur case blanche h1 | Tour noire sur case blanche a8 · Dame noire sur case blanche e8 · Tour noire sur case blanche g8 · Roi noir sur case noire h8 · Pion noir sur case noire a7 · Fou noir sur case blanche b7 · Pion noir sur case blanche f7 · Cavalier noir sur case noire g7 · Pion noir sur case blanche h7 · Pion noir sur case noire b6 · Pion noir sur case noire d6 · Pion noir sur case blanche g6 · Pion noir sur case noire c5 · Fou noir sur case noire e5 · Pion blanc sur case blanche f5 · Fou blanc sur case noire g5 · Cavalier noir sur case blanche h5 · Pion blanc sur case blanche c4 · Pion blanc sur case blanche e4 · Fou blanc sur case blanche g4 · Pion blanc sur case blanche b3 · Pion blanc sur case blanche d3 · Cavalier blanc sur case noire e3 · Pion blanc sur case blanche a2 · Cavalier blanc sur case blanche g2 · Pion blanc sur case noire h2 · Tour blanche sur case blanche b1 · Dame blanche sur case noire e1 · Tour blanche sur case blanche f1 · Roi blanc sur case blanche h1 | Tour noire sur case blanche a8 · Dame noire sur case blanche e8 · Tour noire sur case blanche g8 · Roi noir sur case noire h8 · Pion noir sur case noire a7 · Fou noir sur case blanche b7 · Pion noir sur case blanche f7 · Cavalier noir sur case noire g7 · Pion noir sur case blanche h7 · Pion noir sur case noire b6 · Pion noir sur case noire d6 · Pion noir sur case blanche g6 · Pion noir sur case noire c5 · Fou noir sur case noire e5 · Pion blanc sur case blanche f5 · Fou blanc sur case noire g5 · Cavalier noir sur case blanche h5 · Pion blanc sur case blanche c4 · Pion blanc sur case blanche e4 · Fou blanc sur case blanche g4 · Pion blanc sur case blanche b3 · Pion blanc sur case blanche d3 · Cavalier blanc sur case noire e3 · Pion blanc sur case blanche a2 · Cavalier blanc sur case blanche g2 · Pion blanc sur case noire h2 · Tour blanche sur case blanche b1 · Dame blanche sur case noire e1 · Tour blanche sur case blanche f1 · Roi blanc sur case blanche h1 | Tour noire sur case blanche a8 · Dame noire sur case blanche e8 · Tour noire sur case blanche g8 · Roi noir sur case noire h8 · Pion noir sur case noire a7 · Fou noir sur case blanche b7 · Pion noir sur case blanche f7 · Cavalier noir sur case noire g7 · Pion noir sur case blanche h7 · Pion noir sur case noire b6 · Pion noir sur case noire d6 · Pion noir sur case blanche g6 · Pion noir sur case noire c5 · Fou noir sur case noire e5 · Pion blanc sur case blanche f5 · Fou blanc sur case noire g5 · Cavalier noir sur case blanche h5 · Pion blanc sur case blanche c4 · Pion blanc sur case blanche e4 · Fou blanc sur case blanche g4 · Pion blanc sur case blanche b3 · Pion blanc sur case blanche d3 · Cavalier blanc sur case noire e3 · Pion blanc sur case blanche a2 · Cavalier blanc sur case blanche g2 · Pion blanc sur case noire h2 · Tour blanche sur case blanche b1 · Dame blanche sur case noire e1 · Tour blanche sur case blanche f1 · Roi blanc sur case blanche h1 | Tour noire sur case blanche a8 · Dame noire sur case blanche e8 · Tour noire sur case blanche g8 · Roi noir sur case noire h8 · Pion noir sur case noire a7 · Fou noir sur case blanche b7 · Pion noir sur case blanche f7 · Cavalier noir sur case noire g7 · Pion noir sur case blanche h7 · Pion noir sur case noire b6 · Pion noir sur case noire d6 · Pion noir sur case blanche g6 · Pion noir sur case noire c5 · Fou noir sur case noire e5 · Pion blanc sur case blanche f5 · Fou blanc sur case noire g5 · Cavalier noir sur case blanche h5 · Pion blanc sur case blanche c4 · Pion blanc sur case blanche e4 · Fou blanc sur case blanche g4 · Pion blanc sur case blanche b3 · Pion blanc sur case blanche d3 · Cavalier blanc sur case noire e3 · Pion blanc sur case blanche a2 · Cavalier blanc sur case blanche g2 · Pion blanc sur case noire h2 · Tour blanche sur case blanche b1 · Dame blanche sur case noire e1 · Tour blanche sur case blanche f1 · Roi blanc sur case blanche h1 | 4 |
| 3 | Tour noire sur case blanche a8 · Dame noire sur case blanche e8 · Tour noire sur case blanche g8 · Roi noir sur case noire h8 · Pion noir sur case noire a7 · Fou noir sur case blanche b7 · Pion noir sur case blanche f7 · Cavalier noir sur case noire g7 · Pion noir sur case blanche h7 · Pion noir sur case noire b6 · Pion noir sur case noire d6 · Pion noir sur case blanche g6 · Pion noir sur case noire c5 · Fou noir sur case noire e5 · Pion blanc sur case blanche f5 · Fou blanc sur case noire g5 · Cavalier noir sur case blanche h5 · Pion blanc sur case blanche c4 · Pion blanc sur case blanche e4 · Fou blanc sur case blanche g4 · Pion blanc sur case blanche b3 · Pion blanc sur case blanche d3 · Cavalier blanc sur case noire e3 · Pion blanc sur case blanche a2 · Cavalier blanc sur case blanche g2 · Pion blanc sur case noire h2 · Tour blanche sur case blanche b1 · Dame blanche sur case noire e1 · Tour blanche sur case blanche f1 · Roi blanc sur case blanche h1 | Tour noire sur case blanche a8 · Dame noire sur case blanche e8 · Tour noire sur case blanche g8 · Roi noir sur case noire h8 · Pion noir sur case noire a7 · Fou noir sur case blanche b7 · Pion noir sur case blanche f7 · Cavalier noir sur case noire g7 · Pion noir sur case blanche h7 · Pion noir sur case noire b6 · Pion noir sur case noire d6 · Pion noir sur case blanche g6 · Pion noir sur case noire c5 · Fou noir sur case noire e5 · Pion blanc sur case blanche f5 · Fou blanc sur case noire g5 · Cavalier noir sur case blanche h5 · Pion blanc sur case blanche c4 · Pion blanc sur case blanche e4 · Fou blanc sur case blanche g4 · Pion blanc sur case blanche b3 · Pion blanc sur case blanche d3 · Cavalier blanc sur case noire e3 · Pion blanc sur case blanche a2 · Cavalier blanc sur case blanche g2 · Pion blanc sur case noire h2 · Tour blanche sur case blanche b1 · Dame blanche sur case noire e1 · Tour blanche sur case blanche f1 · Roi blanc sur case blanche h1 | Tour noire sur case blanche a8 · Dame noire sur case blanche e8 · Tour noire sur case blanche g8 · Roi noir sur case noire h8 · Pion noir sur case noire a7 · Fou noir sur case blanche b7 · Pion noir sur case blanche f7 · Cavalier noir sur case noire g7 · Pion noir sur case blanche h7 · Pion noir sur case noire b6 · Pion noir sur case noire d6 · Pion noir sur case blanche g6 · Pion noir sur case noire c5 · Fou noir sur case noire e5 · Pion blanc sur case blanche f5 · Fou blanc sur case noire g5 · Cavalier noir sur case blanche h5 · Pion blanc sur case blanche c4 · Pion blanc sur case blanche e4 · Fou blanc sur case blanche g4 · Pion blanc sur case blanche b3 · Pion blanc sur case blanche d3 · Cavalier blanc sur case noire e3 · Pion blanc sur case blanche a2 · Cavalier blanc sur case blanche g2 · Pion blanc sur case noire h2 · Tour blanche sur case blanche b1 · Dame blanche sur case noire e1 · Tour blanche sur case blanche f1 · Roi blanc sur case blanche h1 | Tour noire sur case blanche a8 · Dame noire sur case blanche e8 · Tour noire sur case blanche g8 · Roi noir sur case noire h8 · Pion noir sur case noire a7 · Fou noir sur case blanche b7 · Pion noir sur case blanche f7 · Cavalier noir sur case noire g7 · Pion noir sur case blanche h7 · Pion noir sur case noire b6 · Pion noir sur case noire d6 · Pion noir sur case blanche g6 · Pion noir sur case noire c5 · Fou noir sur case noire e5 · Pion blanc sur case blanche f5 · Fou blanc sur case noire g5 · Cavalier noir sur case blanche h5 · Pion blanc sur case blanche c4 · Pion blanc sur case blanche e4 · Fou blanc sur case blanche g4 · Pion blanc sur case blanche b3 · Pion blanc sur case blanche d3 · Cavalier blanc sur case noire e3 · Pion blanc sur case blanche a2 · Cavalier blanc sur case blanche g2 · Pion blanc sur case noire h2 · Tour blanche sur case blanche b1 · Dame blanche sur case noire e1 · Tour blanche sur case blanche f1 · Roi blanc sur case blanche h1 | Tour noire sur case blanche a8 · Dame noire sur case blanche e8 · Tour noire sur case blanche g8 · Roi noir sur case noire h8 · Pion noir sur case noire a7 · Fou noir sur case blanche b7 · Pion noir sur case blanche f7 · Cavalier noir sur case noire g7 · Pion noir sur case blanche h7 · Pion noir sur case noire b6 · Pion noir sur case noire d6 · Pion noir sur case blanche g6 · Pion noir sur case noire c5 · Fou noir sur case noire e5 · Pion blanc sur case blanche f5 · Fou blanc sur case noire g5 · Cavalier noir sur case blanche h5 · Pion blanc sur case blanche c4 · Pion blanc sur case blanche e4 · Fou blanc sur case blanche g4 · Pion blanc sur case blanche b3 · Pion blanc sur case blanche d3 · Cavalier blanc sur case noire e3 · Pion blanc sur case blanche a2 · Cavalier blanc sur case blanche g2 · Pion blanc sur case noire h2 · Tour blanche sur case blanche b1 · Dame blanche sur case noire e1 · Tour blanche sur case blanche f1 · Roi blanc sur case blanche h1 | Tour noire sur case blanche a8 · Dame noire sur case blanche e8 · Tour noire sur case blanche g8 · Roi noir sur case noire h8 · Pion noir sur case noire a7 · Fou noir sur case blanche b7 · Pion noir sur case blanche f7 · Cavalier noir sur case noire g7 · Pion noir sur case blanche h7 · Pion noir sur case noire b6 · Pion noir sur case noire d6 · Pion noir sur case blanche g6 · Pion noir sur case noire c5 · Fou noir sur case noire e5 · Pion blanc sur case blanche f5 · Fou blanc sur case noire g5 · Cavalier noir sur case blanche h5 · Pion blanc sur case blanche c4 · Pion blanc sur case blanche e4 · Fou blanc sur case blanche g4 · Pion blanc sur case blanche b3 · Pion blanc sur case blanche d3 · Cavalier blanc sur case noire e3 · Pion blanc sur case blanche a2 · Cavalier blanc sur case blanche g2 · Pion blanc sur case noire h2 · Tour blanche sur case blanche b1 · Dame blanche sur case noire e1 · Tour blanche sur case blanche f1 · Roi blanc sur case blanche h1 | Tour noire sur case blanche a8 · Dame noire sur case blanche e8 · Tour noire sur case blanche g8 · Roi noir sur case noire h8 · Pion noir sur case noire a7 · Fou noir sur case blanche b7 · Pion noir sur case blanche f7 · Cavalier noir sur case noire g7 · Pion noir sur case blanche h7 · Pion noir sur case noire b6 · Pion noir sur case noire d6 · Pion noir sur case blanche g6 · Pion noir sur case noire c5 · Fou noir sur case noire e5 · Pion blanc sur case blanche f5 · Fou blanc sur case noire g5 · Cavalier noir sur case blanche h5 · Pion blanc sur case blanche c4 · Pion blanc sur case blanche e4 · Fou blanc sur case blanche g4 · Pion blanc sur case blanche b3 · Pion blanc sur case blanche d3 · Cavalier blanc sur case noire e3 · Pion blanc sur case blanche a2 · Cavalier blanc sur case blanche g2 · Pion blanc sur case noire h2 · Tour blanche sur case blanche b1 · Dame blanche sur case noire e1 · Tour blanche sur case blanche f1 · Roi blanc sur case blanche h1 | Tour noire sur case blanche a8 · Dame noire sur case blanche e8 · Tour noire sur case blanche g8 · Roi noir sur case noire h8 · Pion noir sur case noire a7 · Fou noir sur case blanche b7 · Pion noir sur case blanche f7 · Cavalier noir sur case noire g7 · Pion noir sur case blanche h7 · Pion noir sur case noire b6 · Pion noir sur case noire d6 · Pion noir sur case blanche g6 · Pion noir sur case noire c5 · Fou noir sur case noire e5 · Pion blanc sur case blanche f5 · Fou blanc sur case noire g5 · Cavalier noir sur case blanche h5 · Pion blanc sur case blanche c4 · Pion blanc sur case blanche e4 · Fou blanc sur case blanche g4 · Pion blanc sur case blanche b3 · Pion blanc sur case blanche d3 · Cavalier blanc sur case noire e3 · Pion blanc sur case blanche a2 · Cavalier blanc sur case blanche g2 · Pion blanc sur case noire h2 · Tour blanche sur case blanche b1 · Dame blanche sur case noire e1 · Tour blanche sur case blanche f1 · Roi blanc sur case blanche h1 | 3 |
| 2 | Tour noire sur case blanche a8 · Dame noire sur case blanche e8 · Tour noire sur case blanche g8 · Roi noir sur case noire h8 · Pion noir sur case noire a7 · Fou noir sur case blanche b7 · Pion noir sur case blanche f7 · Cavalier noir sur case noire g7 · Pion noir sur case blanche h7 · Pion noir sur case noire b6 · Pion noir sur case noire d6 · Pion noir sur case blanche g6 · Pion noir sur case noire c5 · Fou noir sur case noire e5 · Pion blanc sur case blanche f5 · Fou blanc sur case noire g5 · Cavalier noir sur case blanche h5 · Pion blanc sur case blanche c4 · Pion blanc sur case blanche e4 · Fou blanc sur case blanche g4 · Pion blanc sur case blanche b3 · Pion blanc sur case blanche d3 · Cavalier blanc sur case noire e3 · Pion blanc sur case blanche a2 · Cavalier blanc sur case blanche g2 · Pion blanc sur case noire h2 · Tour blanche sur case blanche b1 · Dame blanche sur case noire e1 · Tour blanche sur case blanche f1 · Roi blanc sur case blanche h1 | Tour noire sur case blanche a8 · Dame noire sur case blanche e8 · Tour noire sur case blanche g8 · Roi noir sur case noire h8 · Pion noir sur case noire a7 · Fou noir sur case blanche b7 · Pion noir sur case blanche f7 · Cavalier noir sur case noire g7 · Pion noir sur case blanche h7 · Pion noir sur case noire b6 · Pion noir sur case noire d6 · Pion noir sur case blanche g6 · Pion noir sur case noire c5 · Fou noir sur case noire e5 · Pion blanc sur case blanche f5 · Fou blanc sur case noire g5 · Cavalier noir sur case blanche h5 · Pion blanc sur case blanche c4 · Pion blanc sur case blanche e4 · Fou blanc sur case blanche g4 · Pion blanc sur case blanche b3 · Pion blanc sur case blanche d3 · Cavalier blanc sur case noire e3 · Pion blanc sur case blanche a2 · Cavalier blanc sur case blanche g2 · Pion blanc sur case noire h2 · Tour blanche sur case blanche b1 · Dame blanche sur case noire e1 · Tour blanche sur case blanche f1 · Roi blanc sur case blanche h1 | Tour noire sur case blanche a8 · Dame noire sur case blanche e8 · Tour noire sur case blanche g8 · Roi noir sur case noire h8 · Pion noir sur case noire a7 · Fou noir sur case blanche b7 · Pion noir sur case blanche f7 · Cavalier noir sur case noire g7 · Pion noir sur case blanche h7 · Pion noir sur case noire b6 · Pion noir sur case noire d6 · Pion noir sur case blanche g6 · Pion noir sur case noire c5 · Fou noir sur case noire e5 · Pion blanc sur case blanche f5 · Fou blanc sur case noire g5 · Cavalier noir sur case blanche h5 · Pion blanc sur case blanche c4 · Pion blanc sur case blanche e4 · Fou blanc sur case blanche g4 · Pion blanc sur case blanche b3 · Pion blanc sur case blanche d3 · Cavalier blanc sur case noire e3 · Pion blanc sur case blanche a2 · Cavalier blanc sur case blanche g2 · Pion blanc sur case noire h2 · Tour blanche sur case blanche b1 · Dame blanche sur case noire e1 · Tour blanche sur case blanche f1 · Roi blanc sur case blanche h1 | Tour noire sur case blanche a8 · Dame noire sur case blanche e8 · Tour noire sur case blanche g8 · Roi noir sur case noire h8 · Pion noir sur case noire a7 · Fou noir sur case blanche b7 · Pion noir sur case blanche f7 · Cavalier noir sur case noire g7 · Pion noir sur case blanche h7 · Pion noir sur case noire b6 · Pion noir sur case noire d6 · Pion noir sur case blanche g6 · Pion noir sur case noire c5 · Fou noir sur case noire e5 · Pion blanc sur case blanche f5 · Fou blanc sur case noire g5 · Cavalier noir sur case blanche h5 · Pion blanc sur case blanche c4 · Pion blanc sur case blanche e4 · Fou blanc sur case blanche g4 · Pion blanc sur case blanche b3 · Pion blanc sur case blanche d3 · Cavalier blanc sur case noire e3 · Pion blanc sur case blanche a2 · Cavalier blanc sur case blanche g2 · Pion blanc sur case noire h2 · Tour blanche sur case blanche b1 · Dame blanche sur case noire e1 · Tour blanche sur case blanche f1 · Roi blanc sur case blanche h1 | Tour noire sur case blanche a8 · Dame noire sur case blanche e8 · Tour noire sur case blanche g8 · Roi noir sur case noire h8 · Pion noir sur case noire a7 · Fou noir sur case blanche b7 · Pion noir sur case blanche f7 · Cavalier noir sur case noire g7 · Pion noir sur case blanche h7 · Pion noir sur case noire b6 · Pion noir sur case noire d6 · Pion noir sur case blanche g6 · Pion noir sur case noire c5 · Fou noir sur case noire e5 · Pion blanc sur case blanche f5 · Fou blanc sur case noire g5 · Cavalier noir sur case blanche h5 · Pion blanc sur case blanche c4 · Pion blanc sur case blanche e4 · Fou blanc sur case blanche g4 · Pion blanc sur case blanche b3 · Pion blanc sur case blanche d3 · Cavalier blanc sur case noire e3 · Pion blanc sur case blanche a2 · Cavalier blanc sur case blanche g2 · Pion blanc sur case noire h2 · Tour blanche sur case blanche b1 · Dame blanche sur case noire e1 · Tour blanche sur case blanche f1 · Roi blanc sur case blanche h1 | Tour noire sur case blanche a8 · Dame noire sur case blanche e8 · Tour noire sur case blanche g8 · Roi noir sur case noire h8 · Pion noir sur case noire a7 · Fou noir sur case blanche b7 · Pion noir sur case blanche f7 · Cavalier noir sur case noire g7 · Pion noir sur case blanche h7 · Pion noir sur case noire b6 · Pion noir sur case noire d6 · Pion noir sur case blanche g6 · Pion noir sur case noire c5 · Fou noir sur case noire e5 · Pion blanc sur case blanche f5 · Fou blanc sur case noire g5 · Cavalier noir sur case blanche h5 · Pion blanc sur case blanche c4 · Pion blanc sur case blanche e4 · Fou blanc sur case blanche g4 · Pion blanc sur case blanche b3 · Pion blanc sur case blanche d3 · Cavalier blanc sur case noire e3 · Pion blanc sur case blanche a2 · Cavalier blanc sur case blanche g2 · Pion blanc sur case noire h2 · Tour blanche sur case blanche b1 · Dame blanche sur case noire e1 · Tour blanche sur case blanche f1 · Roi blanc sur case blanche h1 | Tour noire sur case blanche a8 · Dame noire sur case blanche e8 · Tour noire sur case blanche g8 · Roi noir sur case noire h8 · Pion noir sur case noire a7 · Fou noir sur case blanche b7 · Pion noir sur case blanche f7 · Cavalier noir sur case noire g7 · Pion noir sur case blanche h7 · Pion noir sur case noire b6 · Pion noir sur case noire d6 · Pion noir sur case blanche g6 · Pion noir sur case noire c5 · Fou noir sur case noire e5 · Pion blanc sur case blanche f5 · Fou blanc sur case noire g5 · Cavalier noir sur case blanche h5 · Pion blanc sur case blanche c4 · Pion blanc sur case blanche e4 · Fou blanc sur case blanche g4 · Pion blanc sur case blanche b3 · Pion blanc sur case blanche d3 · Cavalier blanc sur case noire e3 · Pion blanc sur case blanche a2 · Cavalier blanc sur case blanche g2 · Pion blanc sur case noire h2 · Tour blanche sur case blanche b1 · Dame blanche sur case noire e1 · Tour blanche sur case blanche f1 · Roi blanc sur case blanche h1 | Tour noire sur case blanche a8 · Dame noire sur case blanche e8 · Tour noire sur case blanche g8 · Roi noir sur case noire h8 · Pion noir sur case noire a7 · Fou noir sur case blanche b7 · Pion noir sur case blanche f7 · Cavalier noir sur case noire g7 · Pion noir sur case blanche h7 · Pion noir sur case noire b6 · Pion noir sur case noire d6 · Pion noir sur case blanche g6 · Pion noir sur case noire c5 · Fou noir sur case noire e5 · Pion blanc sur case blanche f5 · Fou blanc sur case noire g5 · Cavalier noir sur case blanche h5 · Pion blanc sur case blanche c4 · Pion blanc sur case blanche e4 · Fou blanc sur case blanche g4 · Pion blanc sur case blanche b3 · Pion blanc sur case blanche d3 · Cavalier blanc sur case noire e3 · Pion blanc sur case blanche a2 · Cavalier blanc sur case blanche g2 · Pion blanc sur case noire h2 · Tour blanche sur case blanche b1 · Dame blanche sur case noire e1 · Tour blanche sur case blanche f1 · Roi blanc sur case blanche h1 | 2 |
| 1 | Tour noire sur case blanche a8 · Dame noire sur case blanche e8 · Tour noire sur case blanche g8 · Roi noir sur case noire h8 · Pion noir sur case noire a7 · Fou noir sur case blanche b7 · Pion noir sur case blanche f7 · Cavalier noir sur case noire g7 · Pion noir sur case blanche h7 · Pion noir sur case noire b6 · Pion noir sur case noire d6 · Pion noir sur case blanche g6 · Pion noir sur case noire c5 · Fou noir sur case noire e5 · Pion blanc sur case blanche f5 · Fou blanc sur case noire g5 · Cavalier noir sur case blanche h5 · Pion blanc sur case blanche c4 · Pion blanc sur case blanche e4 · Fou blanc sur case blanche g4 · Pion blanc sur case blanche b3 · Pion blanc sur case blanche d3 · Cavalier blanc sur case noire e3 · Pion blanc sur case blanche a2 · Cavalier blanc sur case blanche g2 · Pion blanc sur case noire h2 · Tour blanche sur case blanche b1 · Dame blanche sur case noire e1 · Tour blanche sur case blanche f1 · Roi blanc sur case blanche h1 | Tour noire sur case blanche a8 · Dame noire sur case blanche e8 · Tour noire sur case blanche g8 · Roi noir sur case noire h8 · Pion noir sur case noire a7 · Fou noir sur case blanche b7 · Pion noir sur case blanche f7 · Cavalier noir sur case noire g7 · Pion noir sur case blanche h7 · Pion noir sur case noire b6 · Pion noir sur case noire d6 · Pion noir sur case blanche g6 · Pion noir sur case noire c5 · Fou noir sur case noire e5 · Pion blanc sur case blanche f5 · Fou blanc sur case noire g5 · Cavalier noir sur case blanche h5 · Pion blanc sur case blanche c4 · Pion blanc sur case blanche e4 · Fou blanc sur case blanche g4 · Pion blanc sur case blanche b3 · Pion blanc sur case blanche d3 · Cavalier blanc sur case noire e3 · Pion blanc sur case blanche a2 · Cavalier blanc sur case blanche g2 · Pion blanc sur case noire h2 · Tour blanche sur case blanche b1 · Dame blanche sur case noire e1 · Tour blanche sur case blanche f1 · Roi blanc sur case blanche h1 | Tour noire sur case blanche a8 · Dame noire sur case blanche e8 · Tour noire sur case blanche g8 · Roi noir sur case noire h8 · Pion noir sur case noire a7 · Fou noir sur case blanche b7 · Pion noir sur case blanche f7 · Cavalier noir sur case noire g7 · Pion noir sur case blanche h7 · Pion noir sur case noire b6 · Pion noir sur case noire d6 · Pion noir sur case blanche g6 · Pion noir sur case noire c5 · Fou noir sur case noire e5 · Pion blanc sur case blanche f5 · Fou blanc sur case noire g5 · Cavalier noir sur case blanche h5 · Pion blanc sur case blanche c4 · Pion blanc sur case blanche e4 · Fou blanc sur case blanche g4 · Pion blanc sur case blanche b3 · Pion blanc sur case blanche d3 · Cavalier blanc sur case noire e3 · Pion blanc sur case blanche a2 · Cavalier blanc sur case blanche g2 · Pion blanc sur case noire h2 · Tour blanche sur case blanche b1 · Dame blanche sur case noire e1 · Tour blanche sur case blanche f1 · Roi blanc sur case blanche h1 | Tour noire sur case blanche a8 · Dame noire sur case blanche e8 · Tour noire sur case blanche g8 · Roi noir sur case noire h8 · Pion noir sur case noire a7 · Fou noir sur case blanche b7 · Pion noir sur case blanche f7 · Cavalier noir sur case noire g7 · Pion noir sur case blanche h7 · Pion noir sur case noire b6 · Pion noir sur case noire d6 · Pion noir sur case blanche g6 · Pion noir sur case noire c5 · Fou noir sur case noire e5 · Pion blanc sur case blanche f5 · Fou blanc sur case noire g5 · Cavalier noir sur case blanche h5 · Pion blanc sur case blanche c4 · Pion blanc sur case blanche e4 · Fou blanc sur case blanche g4 · Pion blanc sur case blanche b3 · Pion blanc sur case blanche d3 · Cavalier blanc sur case noire e3 · Pion blanc sur case blanche a2 · Cavalier blanc sur case blanche g2 · Pion blanc sur case noire h2 · Tour blanche sur case blanche b1 · Dame blanche sur case noire e1 · Tour blanche sur case blanche f1 · Roi blanc sur case blanche h1 | Tour noire sur case blanche a8 · Dame noire sur case blanche e8 · Tour noire sur case blanche g8 · Roi noir sur case noire h8 · Pion noir sur case noire a7 · Fou noir sur case blanche b7 · Pion noir sur case blanche f7 · Cavalier noir sur case noire g7 · Pion noir sur case blanche h7 · Pion noir sur case noire b6 · Pion noir sur case noire d6 · Pion noir sur case blanche g6 · Pion noir sur case noire c5 · Fou noir sur case noire e5 · Pion blanc sur case blanche f5 · Fou blanc sur case noire g5 · Cavalier noir sur case blanche h5 · Pion blanc sur case blanche c4 · Pion blanc sur case blanche e4 · Fou blanc sur case blanche g4 · Pion blanc sur case blanche b3 · Pion blanc sur case blanche d3 · Cavalier blanc sur case noire e3 · Pion blanc sur case blanche a2 · Cavalier blanc sur case blanche g2 · Pion blanc sur case noire h2 · Tour blanche sur case blanche b1 · Dame blanche sur case noire e1 · Tour blanche sur case blanche f1 · Roi blanc sur case blanche h1 | Tour noire sur case blanche a8 · Dame noire sur case blanche e8 · Tour noire sur case blanche g8 · Roi noir sur case noire h8 · Pion noir sur case noire a7 · Fou noir sur case blanche b7 · Pion noir sur case blanche f7 · Cavalier noir sur case noire g7 · Pion noir sur case blanche h7 · Pion noir sur case noire b6 · Pion noir sur case noire d6 · Pion noir sur case blanche g6 · Pion noir sur case noire c5 · Fou noir sur case noire e5 · Pion blanc sur case blanche f5 · Fou blanc sur case noire g5 · Cavalier noir sur case blanche h5 · Pion blanc sur case blanche c4 · Pion blanc sur case blanche e4 · Fou blanc sur case blanche g4 · Pion blanc sur case blanche b3 · Pion blanc sur case blanche d3 · Cavalier blanc sur case noire e3 · Pion blanc sur case blanche a2 · Cavalier blanc sur case blanche g2 · Pion blanc sur case noire h2 · Tour blanche sur case blanche b1 · Dame blanche sur case noire e1 · Tour blanche sur case blanche f1 · Roi blanc sur case blanche h1 | Tour noire sur case blanche a8 · Dame noire sur case blanche e8 · Tour noire sur case blanche g8 · Roi noir sur case noire h8 · Pion noir sur case noire a7 · Fou noir sur case blanche b7 · Pion noir sur case blanche f7 · Cavalier noir sur case noire g7 · Pion noir sur case blanche h7 · Pion noir sur case noire b6 · Pion noir sur case noire d6 · Pion noir sur case blanche g6 · Pion noir sur case noire c5 · Fou noir sur case noire e5 · Pion blanc sur case blanche f5 · Fou blanc sur case noire g5 · Cavalier noir sur case blanche h5 · Pion blanc sur case blanche c4 · Pion blanc sur case blanche e4 · Fou blanc sur case blanche g4 · Pion blanc sur case blanche b3 · Pion blanc sur case blanche d3 · Cavalier blanc sur case noire e3 · Pion blanc sur case blanche a2 · Cavalier blanc sur case blanche g2 · Pion blanc sur case noire h2 · Tour blanche sur case blanche b1 · Dame blanche sur case noire e1 · Tour blanche sur case blanche f1 · Roi blanc sur case blanche h1 | Tour noire sur case blanche a8 · Dame noire sur case blanche e8 · Tour noire sur case blanche g8 · Roi noir sur case noire h8 · Pion noir sur case noire a7 · Fou noir sur case blanche b7 · Pion noir sur case blanche f7 · Cavalier noir sur case noire g7 · Pion noir sur case blanche h7 · Pion noir sur case noire b6 · Pion noir sur case noire d6 · Pion noir sur case blanche g6 · Pion noir sur case noire c5 · Fou noir sur case noire e5 · Pion blanc sur case blanche f5 · Fou blanc sur case noire g5 · Cavalier noir sur case blanche h5 · Pion blanc sur case blanche c4 · Pion blanc sur case blanche e4 · Fou blanc sur case blanche g4 · Pion blanc sur case blanche b3 · Pion blanc sur case blanche d3 · Cavalier blanc sur case noire e3 · Pion blanc sur case blanche a2 · Cavalier blanc sur case blanche g2 · Pion blanc sur case noire h2 · Tour blanche sur case blanche b1 · Dame blanche sur case noire e1 · Tour blanche sur case blanche f1 · Roi blanc sur case blanche h1 | 1 |
|   | a | b | c | d | e | f | g | h |   |

|   | a | b | c | d | e | f | g | h |   |
| 8 | Tour noire sur case blanche a8 · Roi noir sur case noire h8 · Pion noir sur case noire a7 · Fou noir sur case blanche b7 · Pion noir sur case blanche f7 · Pion noir sur case noire b6 · Pion noir sur case noire d6 · Tour noire sur case noire f6 · Pion noir sur case noire h6 · Pion noir sur case noire c5 · Dame noire sur case noire e5 · Cavalier blanc sur case blanche f5 · Dame blanche sur case blanche h5 · Pion blanc sur case blanche c4 · Fou noir sur case noire d4 · Pion blanc sur case blanche e4 · Pion blanc sur case blanche b3 · Pion blanc sur case blanche d3 · Tour blanche sur case blanche h3 · Pion blanc sur case blanche a2 · Cavalier blanc sur case blanche g2 · Pion blanc sur case noire h2 · Tour blanche sur case blanche b1 · Roi blanc sur case blanche h1 | Tour noire sur case blanche a8 · Roi noir sur case noire h8 · Pion noir sur case noire a7 · Fou noir sur case blanche b7 · Pion noir sur case blanche f7 · Pion noir sur case noire b6 · Pion noir sur case noire d6 · Tour noire sur case noire f6 · Pion noir sur case noire h6 · Pion noir sur case noire c5 · Dame noire sur case noire e5 · Cavalier blanc sur case blanche f5 · Dame blanche sur case blanche h5 · Pion blanc sur case blanche c4 · Fou noir sur case noire d4 · Pion blanc sur case blanche e4 · Pion blanc sur case blanche b3 · Pion blanc sur case blanche d3 · Tour blanche sur case blanche h3 · Pion blanc sur case blanche a2 · Cavalier blanc sur case blanche g2 · Pion blanc sur case noire h2 · Tour blanche sur case blanche b1 · Roi blanc sur case blanche h1 | Tour noire sur case blanche a8 · Roi noir sur case noire h8 · Pion noir sur case noire a7 · Fou noir sur case blanche b7 · Pion noir sur case blanche f7 · Pion noir sur case noire b6 · Pion noir sur case noire d6 · Tour noire sur case noire f6 · Pion noir sur case noire h6 · Pion noir sur case noire c5 · Dame noire sur case noire e5 · Cavalier blanc sur case blanche f5 · Dame blanche sur case blanche h5 · Pion blanc sur case blanche c4 · Fou noir sur case noire d4 · Pion blanc sur case blanche e4 · Pion blanc sur case blanche b3 · Pion blanc sur case blanche d3 · Tour blanche sur case blanche h3 · Pion blanc sur case blanche a2 · Cavalier blanc sur case blanche g2 · Pion blanc sur case noire h2 · Tour blanche sur case blanche b1 · Roi blanc sur case blanche h1 | Tour noire sur case blanche a8 · Roi noir sur case noire h8 · Pion noir sur case noire a7 · Fou noir sur case blanche b7 · Pion noir sur case blanche f7 · Pion noir sur case noire b6 · Pion noir sur case noire d6 · Tour noire sur case noire f6 · Pion noir sur case noire h6 · Pion noir sur case noire c5 · Dame noire sur case noire e5 · Cavalier blanc sur case blanche f5 · Dame blanche sur case blanche h5 · Pion blanc sur case blanche c4 · Fou noir sur case noire d4 · Pion blanc sur case blanche e4 · Pion blanc sur case blanche b3 · Pion blanc sur case blanche d3 · Tour blanche sur case blanche h3 · Pion blanc sur case blanche a2 · Cavalier blanc sur case blanche g2 · Pion blanc sur case noire h2 · Tour blanche sur case blanche b1 · Roi blanc sur case blanche h1 | Tour noire sur case blanche a8 · Roi noir sur case noire h8 · Pion noir sur case noire a7 · Fou noir sur case blanche b7 · Pion noir sur case blanche f7 · Pion noir sur case noire b6 · Pion noir sur case noire d6 · Tour noire sur case noire f6 · Pion noir sur case noire h6 · Pion noir sur case noire c5 · Dame noire sur case noire e5 · Cavalier blanc sur case blanche f5 · Dame blanche sur case blanche h5 · Pion blanc sur case blanche c4 · Fou noir sur case noire d4 · Pion blanc sur case blanche e4 · Pion blanc sur case blanche b3 · Pion blanc sur case blanche d3 · Tour blanche sur case blanche h3 · Pion blanc sur case blanche a2 · Cavalier blanc sur case blanche g2 · Pion blanc sur case noire h2 · Tour blanche sur case blanche b1 · Roi blanc sur case blanche h1 | Tour noire sur case blanche a8 · Roi noir sur case noire h8 · Pion noir sur case noire a7 · Fou noir sur case blanche b7 · Pion noir sur case blanche f7 · Pion noir sur case noire b6 · Pion noir sur case noire d6 · Tour noire sur case noire f6 · Pion noir sur case noire h6 · Pion noir sur case noire c5 · Dame noire sur case noire e5 · Cavalier blanc sur case blanche f5 · Dame blanche sur case blanche h5 · Pion blanc sur case blanche c4 · Fou noir sur case noire d4 · Pion blanc sur case blanche e4 · Pion blanc sur case blanche b3 · Pion blanc sur case blanche d3 · Tour blanche sur case blanche h3 · Pion blanc sur case blanche a2 · Cavalier blanc sur case blanche g2 · Pion blanc sur case noire h2 · Tour blanche sur case blanche b1 · Roi blanc sur case blanche h1 | Tour noire sur case blanche a8 · Roi noir sur case noire h8 · Pion noir sur case noire a7 · Fou noir sur case blanche b7 · Pion noir sur case blanche f7 · Pion noir sur case noire b6 · Pion noir sur case noire d6 · Tour noire sur case noire f6 · Pion noir sur case noire h6 · Pion noir sur case noire c5 · Dame noire sur case noire e5 · Cavalier blanc sur case blanche f5 · Dame blanche sur case blanche h5 · Pion blanc sur case blanche c4 · Fou noir sur case noire d4 · Pion blanc sur case blanche e4 · Pion blanc sur case blanche b3 · Pion blanc sur case blanche d3 · Tour blanche sur case blanche h3 · Pion blanc sur case blanche a2 · Cavalier blanc sur case blanche g2 · Pion blanc sur case noire h2 · Tour blanche sur case blanche b1 · Roi blanc sur case blanche h1 | Tour noire sur case blanche a8 · Roi noir sur case noire h8 · Pion noir sur case noire a7 · Fou noir sur case blanche b7 · Pion noir sur case blanche f7 · Pion noir sur case noire b6 · Pion noir sur case noire d6 · Tour noire sur case noire f6 · Pion noir sur case noire h6 · Pion noir sur case noire c5 · Dame noire sur case noire e5 · Cavalier blanc sur case blanche f5 · Dame blanche sur case blanche h5 · Pion blanc sur case blanche c4 · Fou noir sur case noire d4 · Pion blanc sur case blanche e4 · Pion blanc sur case blanche b3 · Pion blanc sur case blanche d3 · Tour blanche sur case blanche h3 · Pion blanc sur case blanche a2 · Cavalier blanc sur case blanche g2 · Pion blanc sur case noire h2 · Tour blanche sur case blanche b1 · Roi blanc sur case blanche h1 | 8 |
| 7 | Tour noire sur case blanche a8 · Roi noir sur case noire h8 · Pion noir sur case noire a7 · Fou noir sur case blanche b7 · Pion noir sur case blanche f7 · Pion noir sur case noire b6 · Pion noir sur case noire d6 · Tour noire sur case noire f6 · Pion noir sur case noire h6 · Pion noir sur case noire c5 · Dame noire sur case noire e5 · Cavalier blanc sur case blanche f5 · Dame blanche sur case blanche h5 · Pion blanc sur case blanche c4 · Fou noir sur case noire d4 · Pion blanc sur case blanche e4 · Pion blanc sur case blanche b3 · Pion blanc sur case blanche d3 · Tour blanche sur case blanche h3 · Pion blanc sur case blanche a2 · Cavalier blanc sur case blanche g2 · Pion blanc sur case noire h2 · Tour blanche sur case blanche b1 · Roi blanc sur case blanche h1 | Tour noire sur case blanche a8 · Roi noir sur case noire h8 · Pion noir sur case noire a7 · Fou noir sur case blanche b7 · Pion noir sur case blanche f7 · Pion noir sur case noire b6 · Pion noir sur case noire d6 · Tour noire sur case noire f6 · Pion noir sur case noire h6 · Pion noir sur case noire c5 · Dame noire sur case noire e5 · Cavalier blanc sur case blanche f5 · Dame blanche sur case blanche h5 · Pion blanc sur case blanche c4 · Fou noir sur case noire d4 · Pion blanc sur case blanche e4 · Pion blanc sur case blanche b3 · Pion blanc sur case blanche d3 · Tour blanche sur case blanche h3 · Pion blanc sur case blanche a2 · Cavalier blanc sur case blanche g2 · Pion blanc sur case noire h2 · Tour blanche sur case blanche b1 · Roi blanc sur case blanche h1 | Tour noire sur case blanche a8 · Roi noir sur case noire h8 · Pion noir sur case noire a7 · Fou noir sur case blanche b7 · Pion noir sur case blanche f7 · Pion noir sur case noire b6 · Pion noir sur case noire d6 · Tour noire sur case noire f6 · Pion noir sur case noire h6 · Pion noir sur case noire c5 · Dame noire sur case noire e5 · Cavalier blanc sur case blanche f5 · Dame blanche sur case blanche h5 · Pion blanc sur case blanche c4 · Fou noir sur case noire d4 · Pion blanc sur case blanche e4 · Pion blanc sur case blanche b3 · Pion blanc sur case blanche d3 · Tour blanche sur case blanche h3 · Pion blanc sur case blanche a2 · Cavalier blanc sur case blanche g2 · Pion blanc sur case noire h2 · Tour blanche sur case blanche b1 · Roi blanc sur case blanche h1 | Tour noire sur case blanche a8 · Roi noir sur case noire h8 · Pion noir sur case noire a7 · Fou noir sur case blanche b7 · Pion noir sur case blanche f7 · Pion noir sur case noire b6 · Pion noir sur case noire d6 · Tour noire sur case noire f6 · Pion noir sur case noire h6 · Pion noir sur case noire c5 · Dame noire sur case noire e5 · Cavalier blanc sur case blanche f5 · Dame blanche sur case blanche h5 · Pion blanc sur case blanche c4 · Fou noir sur case noire d4 · Pion blanc sur case blanche e4 · Pion blanc sur case blanche b3 · Pion blanc sur case blanche d3 · Tour blanche sur case blanche h3 · Pion blanc sur case blanche a2 · Cavalier blanc sur case blanche g2 · Pion blanc sur case noire h2 · Tour blanche sur case blanche b1 · Roi blanc sur case blanche h1 | Tour noire sur case blanche a8 · Roi noir sur case noire h8 · Pion noir sur case noire a7 · Fou noir sur case blanche b7 · Pion noir sur case blanche f7 · Pion noir sur case noire b6 · Pion noir sur case noire d6 · Tour noire sur case noire f6 · Pion noir sur case noire h6 · Pion noir sur case noire c5 · Dame noire sur case noire e5 · Cavalier blanc sur case blanche f5 · Dame blanche sur case blanche h5 · Pion blanc sur case blanche c4 · Fou noir sur case noire d4 · Pion blanc sur case blanche e4 · Pion blanc sur case blanche b3 · Pion blanc sur case blanche d3 · Tour blanche sur case blanche h3 · Pion blanc sur case blanche a2 · Cavalier blanc sur case blanche g2 · Pion blanc sur case noire h2 · Tour blanche sur case blanche b1 · Roi blanc sur case blanche h1 | Tour noire sur case blanche a8 · Roi noir sur case noire h8 · Pion noir sur case noire a7 · Fou noir sur case blanche b7 · Pion noir sur case blanche f7 · Pion noir sur case noire b6 · Pion noir sur case noire d6 · Tour noire sur case noire f6 · Pion noir sur case noire h6 · Pion noir sur case noire c5 · Dame noire sur case noire e5 · Cavalier blanc sur case blanche f5 · Dame blanche sur case blanche h5 · Pion blanc sur case blanche c4 · Fou noir sur case noire d4 · Pion blanc sur case blanche e4 · Pion blanc sur case blanche b3 · Pion blanc sur case blanche d3 · Tour blanche sur case blanche h3 · Pion blanc sur case blanche a2 · Cavalier blanc sur case blanche g2 · Pion blanc sur case noire h2 · Tour blanche sur case blanche b1 · Roi blanc sur case blanche h1 | Tour noire sur case blanche a8 · Roi noir sur case noire h8 · Pion noir sur case noire a7 · Fou noir sur case blanche b7 · Pion noir sur case blanche f7 · Pion noir sur case noire b6 · Pion noir sur case noire d6 · Tour noire sur case noire f6 · Pion noir sur case noire h6 · Pion noir sur case noire c5 · Dame noire sur case noire e5 · Cavalier blanc sur case blanche f5 · Dame blanche sur case blanche h5 · Pion blanc sur case blanche c4 · Fou noir sur case noire d4 · Pion blanc sur case blanche e4 · Pion blanc sur case blanche b3 · Pion blanc sur case blanche d3 · Tour blanche sur case blanche h3 · Pion blanc sur case blanche a2 · Cavalier blanc sur case blanche g2 · Pion blanc sur case noire h2 · Tour blanche sur case blanche b1 · Roi blanc sur case blanche h1 | Tour noire sur case blanche a8 · Roi noir sur case noire h8 · Pion noir sur case noire a7 · Fou noir sur case blanche b7 · Pion noir sur case blanche f7 · Pion noir sur case noire b6 · Pion noir sur case noire d6 · Tour noire sur case noire f6 · Pion noir sur case noire h6 · Pion noir sur case noire c5 · Dame noire sur case noire e5 · Cavalier blanc sur case blanche f5 · Dame blanche sur case blanche h5 · Pion blanc sur case blanche c4 · Fou noir sur case noire d4 · Pion blanc sur case blanche e4 · Pion blanc sur case blanche b3 · Pion blanc sur case blanche d3 · Tour blanche sur case blanche h3 · Pion blanc sur case blanche a2 · Cavalier blanc sur case blanche g2 · Pion blanc sur case noire h2 · Tour blanche sur case blanche b1 · Roi blanc sur case blanche h1 | 7 |
| 6 | Tour noire sur case blanche a8 · Roi noir sur case noire h8 · Pion noir sur case noire a7 · Fou noir sur case blanche b7 · Pion noir sur case blanche f7 · Pion noir sur case noire b6 · Pion noir sur case noire d6 · Tour noire sur case noire f6 · Pion noir sur case noire h6 · Pion noir sur case noire c5 · Dame noire sur case noire e5 · Cavalier blanc sur case blanche f5 · Dame blanche sur case blanche h5 · Pion blanc sur case blanche c4 · Fou noir sur case noire d4 · Pion blanc sur case blanche e4 · Pion blanc sur case blanche b3 · Pion blanc sur case blanche d3 · Tour blanche sur case blanche h3 · Pion blanc sur case blanche a2 · Cavalier blanc sur case blanche g2 · Pion blanc sur case noire h2 · Tour blanche sur case blanche b1 · Roi blanc sur case blanche h1 | Tour noire sur case blanche a8 · Roi noir sur case noire h8 · Pion noir sur case noire a7 · Fou noir sur case blanche b7 · Pion noir sur case blanche f7 · Pion noir sur case noire b6 · Pion noir sur case noire d6 · Tour noire sur case noire f6 · Pion noir sur case noire h6 · Pion noir sur case noire c5 · Dame noire sur case noire e5 · Cavalier blanc sur case blanche f5 · Dame blanche sur case blanche h5 · Pion blanc sur case blanche c4 · Fou noir sur case noire d4 · Pion blanc sur case blanche e4 · Pion blanc sur case blanche b3 · Pion blanc sur case blanche d3 · Tour blanche sur case blanche h3 · Pion blanc sur case blanche a2 · Cavalier blanc sur case blanche g2 · Pion blanc sur case noire h2 · Tour blanche sur case blanche b1 · Roi blanc sur case blanche h1 | Tour noire sur case blanche a8 · Roi noir sur case noire h8 · Pion noir sur case noire a7 · Fou noir sur case blanche b7 · Pion noir sur case blanche f7 · Pion noir sur case noire b6 · Pion noir sur case noire d6 · Tour noire sur case noire f6 · Pion noir sur case noire h6 · Pion noir sur case noire c5 · Dame noire sur case noire e5 · Cavalier blanc sur case blanche f5 · Dame blanche sur case blanche h5 · Pion blanc sur case blanche c4 · Fou noir sur case noire d4 · Pion blanc sur case blanche e4 · Pion blanc sur case blanche b3 · Pion blanc sur case blanche d3 · Tour blanche sur case blanche h3 · Pion blanc sur case blanche a2 · Cavalier blanc sur case blanche g2 · Pion blanc sur case noire h2 · Tour blanche sur case blanche b1 · Roi blanc sur case blanche h1 | Tour noire sur case blanche a8 · Roi noir sur case noire h8 · Pion noir sur case noire a7 · Fou noir sur case blanche b7 · Pion noir sur case blanche f7 · Pion noir sur case noire b6 · Pion noir sur case noire d6 · Tour noire sur case noire f6 · Pion noir sur case noire h6 · Pion noir sur case noire c5 · Dame noire sur case noire e5 · Cavalier blanc sur case blanche f5 · Dame blanche sur case blanche h5 · Pion blanc sur case blanche c4 · Fou noir sur case noire d4 · Pion blanc sur case blanche e4 · Pion blanc sur case blanche b3 · Pion blanc sur case blanche d3 · Tour blanche sur case blanche h3 · Pion blanc sur case blanche a2 · Cavalier blanc sur case blanche g2 · Pion blanc sur case noire h2 · Tour blanche sur case blanche b1 · Roi blanc sur case blanche h1 | Tour noire sur case blanche a8 · Roi noir sur case noire h8 · Pion noir sur case noire a7 · Fou noir sur case blanche b7 · Pion noir sur case blanche f7 · Pion noir sur case noire b6 · Pion noir sur case noire d6 · Tour noire sur case noire f6 · Pion noir sur case noire h6 · Pion noir sur case noire c5 · Dame noire sur case noire e5 · Cavalier blanc sur case blanche f5 · Dame blanche sur case blanche h5 · Pion blanc sur case blanche c4 · Fou noir sur case noire d4 · Pion blanc sur case blanche e4 · Pion blanc sur case blanche b3 · Pion blanc sur case blanche d3 · Tour blanche sur case blanche h3 · Pion blanc sur case blanche a2 · Cavalier blanc sur case blanche g2 · Pion blanc sur case noire h2 · Tour blanche sur case blanche b1 · Roi blanc sur case blanche h1 | Tour noire sur case blanche a8 · Roi noir sur case noire h8 · Pion noir sur case noire a7 · Fou noir sur case blanche b7 · Pion noir sur case blanche f7 · Pion noir sur case noire b6 · Pion noir sur case noire d6 · Tour noire sur case noire f6 · Pion noir sur case noire h6 · Pion noir sur case noire c5 · Dame noire sur case noire e5 · Cavalier blanc sur case blanche f5 · Dame blanche sur case blanche h5 · Pion blanc sur case blanche c4 · Fou noir sur case noire d4 · Pion blanc sur case blanche e4 · Pion blanc sur case blanche b3 · Pion blanc sur case blanche d3 · Tour blanche sur case blanche h3 · Pion blanc sur case blanche a2 · Cavalier blanc sur case blanche g2 · Pion blanc sur case noire h2 · Tour blanche sur case blanche b1 · Roi blanc sur case blanche h1 | Tour noire sur case blanche a8 · Roi noir sur case noire h8 · Pion noir sur case noire a7 · Fou noir sur case blanche b7 · Pion noir sur case blanche f7 · Pion noir sur case noire b6 · Pion noir sur case noire d6 · Tour noire sur case noire f6 · Pion noir sur case noire h6 · Pion noir sur case noire c5 · Dame noire sur case noire e5 · Cavalier blanc sur case blanche f5 · Dame blanche sur case blanche h5 · Pion blanc sur case blanche c4 · Fou noir sur case noire d4 · Pion blanc sur case blanche e4 · Pion blanc sur case blanche b3 · Pion blanc sur case blanche d3 · Tour blanche sur case blanche h3 · Pion blanc sur case blanche a2 · Cavalier blanc sur case blanche g2 · Pion blanc sur case noire h2 · Tour blanche sur case blanche b1 · Roi blanc sur case blanche h1 | Tour noire sur case blanche a8 · Roi noir sur case noire h8 · Pion noir sur case noire a7 · Fou noir sur case blanche b7 · Pion noir sur case blanche f7 · Pion noir sur case noire b6 · Pion noir sur case noire d6 · Tour noire sur case noire f6 · Pion noir sur case noire h6 · Pion noir sur case noire c5 · Dame noire sur case noire e5 · Cavalier blanc sur case blanche f5 · Dame blanche sur case blanche h5 · Pion blanc sur case blanche c4 · Fou noir sur case noire d4 · Pion blanc sur case blanche e4 · Pion blanc sur case blanche b3 · Pion blanc sur case blanche d3 · Tour blanche sur case blanche h3 · Pion blanc sur case blanche a2 · Cavalier blanc sur case blanche g2 · Pion blanc sur case noire h2 · Tour blanche sur case blanche b1 · Roi blanc sur case blanche h1 | 6 |
| 5 | Tour noire sur case blanche a8 · Roi noir sur case noire h8 · Pion noir sur case noire a7 · Fou noir sur case blanche b7 · Pion noir sur case blanche f7 · Pion noir sur case noire b6 · Pion noir sur case noire d6 · Tour noire sur case noire f6 · Pion noir sur case noire h6 · Pion noir sur case noire c5 · Dame noire sur case noire e5 · Cavalier blanc sur case blanche f5 · Dame blanche sur case blanche h5 · Pion blanc sur case blanche c4 · Fou noir sur case noire d4 · Pion blanc sur case blanche e4 · Pion blanc sur case blanche b3 · Pion blanc sur case blanche d3 · Tour blanche sur case blanche h3 · Pion blanc sur case blanche a2 · Cavalier blanc sur case blanche g2 · Pion blanc sur case noire h2 · Tour blanche sur case blanche b1 · Roi blanc sur case blanche h1 | Tour noire sur case blanche a8 · Roi noir sur case noire h8 · Pion noir sur case noire a7 · Fou noir sur case blanche b7 · Pion noir sur case blanche f7 · Pion noir sur case noire b6 · Pion noir sur case noire d6 · Tour noire sur case noire f6 · Pion noir sur case noire h6 · Pion noir sur case noire c5 · Dame noire sur case noire e5 · Cavalier blanc sur case blanche f5 · Dame blanche sur case blanche h5 · Pion blanc sur case blanche c4 · Fou noir sur case noire d4 · Pion blanc sur case blanche e4 · Pion blanc sur case blanche b3 · Pion blanc sur case blanche d3 · Tour blanche sur case blanche h3 · Pion blanc sur case blanche a2 · Cavalier blanc sur case blanche g2 · Pion blanc sur case noire h2 · Tour blanche sur case blanche b1 · Roi blanc sur case blanche h1 | Tour noire sur case blanche a8 · Roi noir sur case noire h8 · Pion noir sur case noire a7 · Fou noir sur case blanche b7 · Pion noir sur case blanche f7 · Pion noir sur case noire b6 · Pion noir sur case noire d6 · Tour noire sur case noire f6 · Pion noir sur case noire h6 · Pion noir sur case noire c5 · Dame noire sur case noire e5 · Cavalier blanc sur case blanche f5 · Dame blanche sur case blanche h5 · Pion blanc sur case blanche c4 · Fou noir sur case noire d4 · Pion blanc sur case blanche e4 · Pion blanc sur case blanche b3 · Pion blanc sur case blanche d3 · Tour blanche sur case blanche h3 · Pion blanc sur case blanche a2 · Cavalier blanc sur case blanche g2 · Pion blanc sur case noire h2 · Tour blanche sur case blanche b1 · Roi blanc sur case blanche h1 | Tour noire sur case blanche a8 · Roi noir sur case noire h8 · Pion noir sur case noire a7 · Fou noir sur case blanche b7 · Pion noir sur case blanche f7 · Pion noir sur case noire b6 · Pion noir sur case noire d6 · Tour noire sur case noire f6 · Pion noir sur case noire h6 · Pion noir sur case noire c5 · Dame noire sur case noire e5 · Cavalier blanc sur case blanche f5 · Dame blanche sur case blanche h5 · Pion blanc sur case blanche c4 · Fou noir sur case noire d4 · Pion blanc sur case blanche e4 · Pion blanc sur case blanche b3 · Pion blanc sur case blanche d3 · Tour blanche sur case blanche h3 · Pion blanc sur case blanche a2 · Cavalier blanc sur case blanche g2 · Pion blanc sur case noire h2 · Tour blanche sur case blanche b1 · Roi blanc sur case blanche h1 | Tour noire sur case blanche a8 · Roi noir sur case noire h8 · Pion noir sur case noire a7 · Fou noir sur case blanche b7 · Pion noir sur case blanche f7 · Pion noir sur case noire b6 · Pion noir sur case noire d6 · Tour noire sur case noire f6 · Pion noir sur case noire h6 · Pion noir sur case noire c5 · Dame noire sur case noire e5 · Cavalier blanc sur case blanche f5 · Dame blanche sur case blanche h5 · Pion blanc sur case blanche c4 · Fou noir sur case noire d4 · Pion blanc sur case blanche e4 · Pion blanc sur case blanche b3 · Pion blanc sur case blanche d3 · Tour blanche sur case blanche h3 · Pion blanc sur case blanche a2 · Cavalier blanc sur case blanche g2 · Pion blanc sur case noire h2 · Tour blanche sur case blanche b1 · Roi blanc sur case blanche h1 | Tour noire sur case blanche a8 · Roi noir sur case noire h8 · Pion noir sur case noire a7 · Fou noir sur case blanche b7 · Pion noir sur case blanche f7 · Pion noir sur case noire b6 · Pion noir sur case noire d6 · Tour noire sur case noire f6 · Pion noir sur case noire h6 · Pion noir sur case noire c5 · Dame noire sur case noire e5 · Cavalier blanc sur case blanche f5 · Dame blanche sur case blanche h5 · Pion blanc sur case blanche c4 · Fou noir sur case noire d4 · Pion blanc sur case blanche e4 · Pion blanc sur case blanche b3 · Pion blanc sur case blanche d3 · Tour blanche sur case blanche h3 · Pion blanc sur case blanche a2 · Cavalier blanc sur case blanche g2 · Pion blanc sur case noire h2 · Tour blanche sur case blanche b1 · Roi blanc sur case blanche h1 | Tour noire sur case blanche a8 · Roi noir sur case noire h8 · Pion noir sur case noire a7 · Fou noir sur case blanche b7 · Pion noir sur case blanche f7 · Pion noir sur case noire b6 · Pion noir sur case noire d6 · Tour noire sur case noire f6 · Pion noir sur case noire h6 · Pion noir sur case noire c5 · Dame noire sur case noire e5 · Cavalier blanc sur case blanche f5 · Dame blanche sur case blanche h5 · Pion blanc sur case blanche c4 · Fou noir sur case noire d4 · Pion blanc sur case blanche e4 · Pion blanc sur case blanche b3 · Pion blanc sur case blanche d3 · Tour blanche sur case blanche h3 · Pion blanc sur case blanche a2 · Cavalier blanc sur case blanche g2 · Pion blanc sur case noire h2 · Tour blanche sur case blanche b1 · Roi blanc sur case blanche h1 | Tour noire sur case blanche a8 · Roi noir sur case noire h8 · Pion noir sur case noire a7 · Fou noir sur case blanche b7 · Pion noir sur case blanche f7 · Pion noir sur case noire b6 · Pion noir sur case noire d6 · Tour noire sur case noire f6 · Pion noir sur case noire h6 · Pion noir sur case noire c5 · Dame noire sur case noire e5 · Cavalier blanc sur case blanche f5 · Dame blanche sur case blanche h5 · Pion blanc sur case blanche c4 · Fou noir sur case noire d4 · Pion blanc sur case blanche e4 · Pion blanc sur case blanche b3 · Pion blanc sur case blanche d3 · Tour blanche sur case blanche h3 · Pion blanc sur case blanche a2 · Cavalier blanc sur case blanche g2 · Pion blanc sur case noire h2 · Tour blanche sur case blanche b1 · Roi blanc sur case blanche h1 | 5 |
| 4 | Tour noire sur case blanche a8 · Roi noir sur case noire h8 · Pion noir sur case noire a7 · Fou noir sur case blanche b7 · Pion noir sur case blanche f7 · Pion noir sur case noire b6 · Pion noir sur case noire d6 · Tour noire sur case noire f6 · Pion noir sur case noire h6 · Pion noir sur case noire c5 · Dame noire sur case noire e5 · Cavalier blanc sur case blanche f5 · Dame blanche sur case blanche h5 · Pion blanc sur case blanche c4 · Fou noir sur case noire d4 · Pion blanc sur case blanche e4 · Pion blanc sur case blanche b3 · Pion blanc sur case blanche d3 · Tour blanche sur case blanche h3 · Pion blanc sur case blanche a2 · Cavalier blanc sur case blanche g2 · Pion blanc sur case noire h2 · Tour blanche sur case blanche b1 · Roi blanc sur case blanche h1 | Tour noire sur case blanche a8 · Roi noir sur case noire h8 · Pion noir sur case noire a7 · Fou noir sur case blanche b7 · Pion noir sur case blanche f7 · Pion noir sur case noire b6 · Pion noir sur case noire d6 · Tour noire sur case noire f6 · Pion noir sur case noire h6 · Pion noir sur case noire c5 · Dame noire sur case noire e5 · Cavalier blanc sur case blanche f5 · Dame blanche sur case blanche h5 · Pion blanc sur case blanche c4 · Fou noir sur case noire d4 · Pion blanc sur case blanche e4 · Pion blanc sur case blanche b3 · Pion blanc sur case blanche d3 · Tour blanche sur case blanche h3 · Pion blanc sur case blanche a2 · Cavalier blanc sur case blanche g2 · Pion blanc sur case noire h2 · Tour blanche sur case blanche b1 · Roi blanc sur case blanche h1 | Tour noire sur case blanche a8 · Roi noir sur case noire h8 · Pion noir sur case noire a7 · Fou noir sur case blanche b7 · Pion noir sur case blanche f7 · Pion noir sur case noire b6 · Pion noir sur case noire d6 · Tour noire sur case noire f6 · Pion noir sur case noire h6 · Pion noir sur case noire c5 · Dame noire sur case noire e5 · Cavalier blanc sur case blanche f5 · Dame blanche sur case blanche h5 · Pion blanc sur case blanche c4 · Fou noir sur case noire d4 · Pion blanc sur case blanche e4 · Pion blanc sur case blanche b3 · Pion blanc sur case blanche d3 · Tour blanche sur case blanche h3 · Pion blanc sur case blanche a2 · Cavalier blanc sur case blanche g2 · Pion blanc sur case noire h2 · Tour blanche sur case blanche b1 · Roi blanc sur case blanche h1 | Tour noire sur case blanche a8 · Roi noir sur case noire h8 · Pion noir sur case noire a7 · Fou noir sur case blanche b7 · Pion noir sur case blanche f7 · Pion noir sur case noire b6 · Pion noir sur case noire d6 · Tour noire sur case noire f6 · Pion noir sur case noire h6 · Pion noir sur case noire c5 · Dame noire sur case noire e5 · Cavalier blanc sur case blanche f5 · Dame blanche sur case blanche h5 · Pion blanc sur case blanche c4 · Fou noir sur case noire d4 · Pion blanc sur case blanche e4 · Pion blanc sur case blanche b3 · Pion blanc sur case blanche d3 · Tour blanche sur case blanche h3 · Pion blanc sur case blanche a2 · Cavalier blanc sur case blanche g2 · Pion blanc sur case noire h2 · Tour blanche sur case blanche b1 · Roi blanc sur case blanche h1 | Tour noire sur case blanche a8 · Roi noir sur case noire h8 · Pion noir sur case noire a7 · Fou noir sur case blanche b7 · Pion noir sur case blanche f7 · Pion noir sur case noire b6 · Pion noir sur case noire d6 · Tour noire sur case noire f6 · Pion noir sur case noire h6 · Pion noir sur case noire c5 · Dame noire sur case noire e5 · Cavalier blanc sur case blanche f5 · Dame blanche sur case blanche h5 · Pion blanc sur case blanche c4 · Fou noir sur case noire d4 · Pion blanc sur case blanche e4 · Pion blanc sur case blanche b3 · Pion blanc sur case blanche d3 · Tour blanche sur case blanche h3 · Pion blanc sur case blanche a2 · Cavalier blanc sur case blanche g2 · Pion blanc sur case noire h2 · Tour blanche sur case blanche b1 · Roi blanc sur case blanche h1 | Tour noire sur case blanche a8 · Roi noir sur case noire h8 · Pion noir sur case noire a7 · Fou noir sur case blanche b7 · Pion noir sur case blanche f7 · Pion noir sur case noire b6 · Pion noir sur case noire d6 · Tour noire sur case noire f6 · Pion noir sur case noire h6 · Pion noir sur case noire c5 · Dame noire sur case noire e5 · Cavalier blanc sur case blanche f5 · Dame blanche sur case blanche h5 · Pion blanc sur case blanche c4 · Fou noir sur case noire d4 · Pion blanc sur case blanche e4 · Pion blanc sur case blanche b3 · Pion blanc sur case blanche d3 · Tour blanche sur case blanche h3 · Pion blanc sur case blanche a2 · Cavalier blanc sur case blanche g2 · Pion blanc sur case noire h2 · Tour blanche sur case blanche b1 · Roi blanc sur case blanche h1 | Tour noire sur case blanche a8 · Roi noir sur case noire h8 · Pion noir sur case noire a7 · Fou noir sur case blanche b7 · Pion noir sur case blanche f7 · Pion noir sur case noire b6 · Pion noir sur case noire d6 · Tour noire sur case noire f6 · Pion noir sur case noire h6 · Pion noir sur case noire c5 · Dame noire sur case noire e5 · Cavalier blanc sur case blanche f5 · Dame blanche sur case blanche h5 · Pion blanc sur case blanche c4 · Fou noir sur case noire d4 · Pion blanc sur case blanche e4 · Pion blanc sur case blanche b3 · Pion blanc sur case blanche d3 · Tour blanche sur case blanche h3 · Pion blanc sur case blanche a2 · Cavalier blanc sur case blanche g2 · Pion blanc sur case noire h2 · Tour blanche sur case blanche b1 · Roi blanc sur case blanche h1 | Tour noire sur case blanche a8 · Roi noir sur case noire h8 · Pion noir sur case noire a7 · Fou noir sur case blanche b7 · Pion noir sur case blanche f7 · Pion noir sur case noire b6 · Pion noir sur case noire d6 · Tour noire sur case noire f6 · Pion noir sur case noire h6 · Pion noir sur case noire c5 · Dame noire sur case noire e5 · Cavalier blanc sur case blanche f5 · Dame blanche sur case blanche h5 · Pion blanc sur case blanche c4 · Fou noir sur case noire d4 · Pion blanc sur case blanche e4 · Pion blanc sur case blanche b3 · Pion blanc sur case blanche d3 · Tour blanche sur case blanche h3 · Pion blanc sur case blanche a2 · Cavalier blanc sur case blanche g2 · Pion blanc sur case noire h2 · Tour blanche sur case blanche b1 · Roi blanc sur case blanche h1 | 4 |
| 3 | Tour noire sur case blanche a8 · Roi noir sur case noire h8 · Pion noir sur case noire a7 · Fou noir sur case blanche b7 · Pion noir sur case blanche f7 · Pion noir sur case noire b6 · Pion noir sur case noire d6 · Tour noire sur case noire f6 · Pion noir sur case noire h6 · Pion noir sur case noire c5 · Dame noire sur case noire e5 · Cavalier blanc sur case blanche f5 · Dame blanche sur case blanche h5 · Pion blanc sur case blanche c4 · Fou noir sur case noire d4 · Pion blanc sur case blanche e4 · Pion blanc sur case blanche b3 · Pion blanc sur case blanche d3 · Tour blanche sur case blanche h3 · Pion blanc sur case blanche a2 · Cavalier blanc sur case blanche g2 · Pion blanc sur case noire h2 · Tour blanche sur case blanche b1 · Roi blanc sur case blanche h1 | Tour noire sur case blanche a8 · Roi noir sur case noire h8 · Pion noir sur case noire a7 · Fou noir sur case blanche b7 · Pion noir sur case blanche f7 · Pion noir sur case noire b6 · Pion noir sur case noire d6 · Tour noire sur case noire f6 · Pion noir sur case noire h6 · Pion noir sur case noire c5 · Dame noire sur case noire e5 · Cavalier blanc sur case blanche f5 · Dame blanche sur case blanche h5 · Pion blanc sur case blanche c4 · Fou noir sur case noire d4 · Pion blanc sur case blanche e4 · Pion blanc sur case blanche b3 · Pion blanc sur case blanche d3 · Tour blanche sur case blanche h3 · Pion blanc sur case blanche a2 · Cavalier blanc sur case blanche g2 · Pion blanc sur case noire h2 · Tour blanche sur case blanche b1 · Roi blanc sur case blanche h1 | Tour noire sur case blanche a8 · Roi noir sur case noire h8 · Pion noir sur case noire a7 · Fou noir sur case blanche b7 · Pion noir sur case blanche f7 · Pion noir sur case noire b6 · Pion noir sur case noire d6 · Tour noire sur case noire f6 · Pion noir sur case noire h6 · Pion noir sur case noire c5 · Dame noire sur case noire e5 · Cavalier blanc sur case blanche f5 · Dame blanche sur case blanche h5 · Pion blanc sur case blanche c4 · Fou noir sur case noire d4 · Pion blanc sur case blanche e4 · Pion blanc sur case blanche b3 · Pion blanc sur case blanche d3 · Tour blanche sur case blanche h3 · Pion blanc sur case blanche a2 · Cavalier blanc sur case blanche g2 · Pion blanc sur case noire h2 · Tour blanche sur case blanche b1 · Roi blanc sur case blanche h1 | Tour noire sur case blanche a8 · Roi noir sur case noire h8 · Pion noir sur case noire a7 · Fou noir sur case blanche b7 · Pion noir sur case blanche f7 · Pion noir sur case noire b6 · Pion noir sur case noire d6 · Tour noire sur case noire f6 · Pion noir sur case noire h6 · Pion noir sur case noire c5 · Dame noire sur case noire e5 · Cavalier blanc sur case blanche f5 · Dame blanche sur case blanche h5 · Pion blanc sur case blanche c4 · Fou noir sur case noire d4 · Pion blanc sur case blanche e4 · Pion blanc sur case blanche b3 · Pion blanc sur case blanche d3 · Tour blanche sur case blanche h3 · Pion blanc sur case blanche a2 · Cavalier blanc sur case blanche g2 · Pion blanc sur case noire h2 · Tour blanche sur case blanche b1 · Roi blanc sur case blanche h1 | Tour noire sur case blanche a8 · Roi noir sur case noire h8 · Pion noir sur case noire a7 · Fou noir sur case blanche b7 · Pion noir sur case blanche f7 · Pion noir sur case noire b6 · Pion noir sur case noire d6 · Tour noire sur case noire f6 · Pion noir sur case noire h6 · Pion noir sur case noire c5 · Dame noire sur case noire e5 · Cavalier blanc sur case blanche f5 · Dame blanche sur case blanche h5 · Pion blanc sur case blanche c4 · Fou noir sur case noire d4 · Pion blanc sur case blanche e4 · Pion blanc sur case blanche b3 · Pion blanc sur case blanche d3 · Tour blanche sur case blanche h3 · Pion blanc sur case blanche a2 · Cavalier blanc sur case blanche g2 · Pion blanc sur case noire h2 · Tour blanche sur case blanche b1 · Roi blanc sur case blanche h1 | Tour noire sur case blanche a8 · Roi noir sur case noire h8 · Pion noir sur case noire a7 · Fou noir sur case blanche b7 · Pion noir sur case blanche f7 · Pion noir sur case noire b6 · Pion noir sur case noire d6 · Tour noire sur case noire f6 · Pion noir sur case noire h6 · Pion noir sur case noire c5 · Dame noire sur case noire e5 · Cavalier blanc sur case blanche f5 · Dame blanche sur case blanche h5 · Pion blanc sur case blanche c4 · Fou noir sur case noire d4 · Pion blanc sur case blanche e4 · Pion blanc sur case blanche b3 · Pion blanc sur case blanche d3 · Tour blanche sur case blanche h3 · Pion blanc sur case blanche a2 · Cavalier blanc sur case blanche g2 · Pion blanc sur case noire h2 · Tour blanche sur case blanche b1 · Roi blanc sur case blanche h1 | Tour noire sur case blanche a8 · Roi noir sur case noire h8 · Pion noir sur case noire a7 · Fou noir sur case blanche b7 · Pion noir sur case blanche f7 · Pion noir sur case noire b6 · Pion noir sur case noire d6 · Tour noire sur case noire f6 · Pion noir sur case noire h6 · Pion noir sur case noire c5 · Dame noire sur case noire e5 · Cavalier blanc sur case blanche f5 · Dame blanche sur case blanche h5 · Pion blanc sur case blanche c4 · Fou noir sur case noire d4 · Pion blanc sur case blanche e4 · Pion blanc sur case blanche b3 · Pion blanc sur case blanche d3 · Tour blanche sur case blanche h3 · Pion blanc sur case blanche a2 · Cavalier blanc sur case blanche g2 · Pion blanc sur case noire h2 · Tour blanche sur case blanche b1 · Roi blanc sur case blanche h1 | Tour noire sur case blanche a8 · Roi noir sur case noire h8 · Pion noir sur case noire a7 · Fou noir sur case blanche b7 · Pion noir sur case blanche f7 · Pion noir sur case noire b6 · Pion noir sur case noire d6 · Tour noire sur case noire f6 · Pion noir sur case noire h6 · Pion noir sur case noire c5 · Dame noire sur case noire e5 · Cavalier blanc sur case blanche f5 · Dame blanche sur case blanche h5 · Pion blanc sur case blanche c4 · Fou noir sur case noire d4 · Pion blanc sur case blanche e4 · Pion blanc sur case blanche b3 · Pion blanc sur case blanche d3 · Tour blanche sur case blanche h3 · Pion blanc sur case blanche a2 · Cavalier blanc sur case blanche g2 · Pion blanc sur case noire h2 · Tour blanche sur case blanche b1 · Roi blanc sur case blanche h1 | 3 |
| 2 | Tour noire sur case blanche a8 · Roi noir sur case noire h8 · Pion noir sur case noire a7 · Fou noir sur case blanche b7 · Pion noir sur case blanche f7 · Pion noir sur case noire b6 · Pion noir sur case noire d6 · Tour noire sur case noire f6 · Pion noir sur case noire h6 · Pion noir sur case noire c5 · Dame noire sur case noire e5 · Cavalier blanc sur case blanche f5 · Dame blanche sur case blanche h5 · Pion blanc sur case blanche c4 · Fou noir sur case noire d4 · Pion blanc sur case blanche e4 · Pion blanc sur case blanche b3 · Pion blanc sur case blanche d3 · Tour blanche sur case blanche h3 · Pion blanc sur case blanche a2 · Cavalier blanc sur case blanche g2 · Pion blanc sur case noire h2 · Tour blanche sur case blanche b1 · Roi blanc sur case blanche h1 | Tour noire sur case blanche a8 · Roi noir sur case noire h8 · Pion noir sur case noire a7 · Fou noir sur case blanche b7 · Pion noir sur case blanche f7 · Pion noir sur case noire b6 · Pion noir sur case noire d6 · Tour noire sur case noire f6 · Pion noir sur case noire h6 · Pion noir sur case noire c5 · Dame noire sur case noire e5 · Cavalier blanc sur case blanche f5 · Dame blanche sur case blanche h5 · Pion blanc sur case blanche c4 · Fou noir sur case noire d4 · Pion blanc sur case blanche e4 · Pion blanc sur case blanche b3 · Pion blanc sur case blanche d3 · Tour blanche sur case blanche h3 · Pion blanc sur case blanche a2 · Cavalier blanc sur case blanche g2 · Pion blanc sur case noire h2 · Tour blanche sur case blanche b1 · Roi blanc sur case blanche h1 | Tour noire sur case blanche a8 · Roi noir sur case noire h8 · Pion noir sur case noire a7 · Fou noir sur case blanche b7 · Pion noir sur case blanche f7 · Pion noir sur case noire b6 · Pion noir sur case noire d6 · Tour noire sur case noire f6 · Pion noir sur case noire h6 · Pion noir sur case noire c5 · Dame noire sur case noire e5 · Cavalier blanc sur case blanche f5 · Dame blanche sur case blanche h5 · Pion blanc sur case blanche c4 · Fou noir sur case noire d4 · Pion blanc sur case blanche e4 · Pion blanc sur case blanche b3 · Pion blanc sur case blanche d3 · Tour blanche sur case blanche h3 · Pion blanc sur case blanche a2 · Cavalier blanc sur case blanche g2 · Pion blanc sur case noire h2 · Tour blanche sur case blanche b1 · Roi blanc sur case blanche h1 | Tour noire sur case blanche a8 · Roi noir sur case noire h8 · Pion noir sur case noire a7 · Fou noir sur case blanche b7 · Pion noir sur case blanche f7 · Pion noir sur case noire b6 · Pion noir sur case noire d6 · Tour noire sur case noire f6 · Pion noir sur case noire h6 · Pion noir sur case noire c5 · Dame noire sur case noire e5 · Cavalier blanc sur case blanche f5 · Dame blanche sur case blanche h5 · Pion blanc sur case blanche c4 · Fou noir sur case noire d4 · Pion blanc sur case blanche e4 · Pion blanc sur case blanche b3 · Pion blanc sur case blanche d3 · Tour blanche sur case blanche h3 · Pion blanc sur case blanche a2 · Cavalier blanc sur case blanche g2 · Pion blanc sur case noire h2 · Tour blanche sur case blanche b1 · Roi blanc sur case blanche h1 | Tour noire sur case blanche a8 · Roi noir sur case noire h8 · Pion noir sur case noire a7 · Fou noir sur case blanche b7 · Pion noir sur case blanche f7 · Pion noir sur case noire b6 · Pion noir sur case noire d6 · Tour noire sur case noire f6 · Pion noir sur case noire h6 · Pion noir sur case noire c5 · Dame noire sur case noire e5 · Cavalier blanc sur case blanche f5 · Dame blanche sur case blanche h5 · Pion blanc sur case blanche c4 · Fou noir sur case noire d4 · Pion blanc sur case blanche e4 · Pion blanc sur case blanche b3 · Pion blanc sur case blanche d3 · Tour blanche sur case blanche h3 · Pion blanc sur case blanche a2 · Cavalier blanc sur case blanche g2 · Pion blanc sur case noire h2 · Tour blanche sur case blanche b1 · Roi blanc sur case blanche h1 | Tour noire sur case blanche a8 · Roi noir sur case noire h8 · Pion noir sur case noire a7 · Fou noir sur case blanche b7 · Pion noir sur case blanche f7 · Pion noir sur case noire b6 · Pion noir sur case noire d6 · Tour noire sur case noire f6 · Pion noir sur case noire h6 · Pion noir sur case noire c5 · Dame noire sur case noire e5 · Cavalier blanc sur case blanche f5 · Dame blanche sur case blanche h5 · Pion blanc sur case blanche c4 · Fou noir sur case noire d4 · Pion blanc sur case blanche e4 · Pion blanc sur case blanche b3 · Pion blanc sur case blanche d3 · Tour blanche sur case blanche h3 · Pion blanc sur case blanche a2 · Cavalier blanc sur case blanche g2 · Pion blanc sur case noire h2 · Tour blanche sur case blanche b1 · Roi blanc sur case blanche h1 | Tour noire sur case blanche a8 · Roi noir sur case noire h8 · Pion noir sur case noire a7 · Fou noir sur case blanche b7 · Pion noir sur case blanche f7 · Pion noir sur case noire b6 · Pion noir sur case noire d6 · Tour noire sur case noire f6 · Pion noir sur case noire h6 · Pion noir sur case noire c5 · Dame noire sur case noire e5 · Cavalier blanc sur case blanche f5 · Dame blanche sur case blanche h5 · Pion blanc sur case blanche c4 · Fou noir sur case noire d4 · Pion blanc sur case blanche e4 · Pion blanc sur case blanche b3 · Pion blanc sur case blanche d3 · Tour blanche sur case blanche h3 · Pion blanc sur case blanche a2 · Cavalier blanc sur case blanche g2 · Pion blanc sur case noire h2 · Tour blanche sur case blanche b1 · Roi blanc sur case blanche h1 | Tour noire sur case blanche a8 · Roi noir sur case noire h8 · Pion noir sur case noire a7 · Fou noir sur case blanche b7 · Pion noir sur case blanche f7 · Pion noir sur case noire b6 · Pion noir sur case noire d6 · Tour noire sur case noire f6 · Pion noir sur case noire h6 · Pion noir sur case noire c5 · Dame noire sur case noire e5 · Cavalier blanc sur case blanche f5 · Dame blanche sur case blanche h5 · Pion blanc sur case blanche c4 · Fou noir sur case noire d4 · Pion blanc sur case blanche e4 · Pion blanc sur case blanche b3 · Pion blanc sur case blanche d3 · Tour blanche sur case blanche h3 · Pion blanc sur case blanche a2 · Cavalier blanc sur case blanche g2 · Pion blanc sur case noire h2 · Tour blanche sur case blanche b1 · Roi blanc sur case blanche h1 | 2 |
| 1 | Tour noire sur case blanche a8 · Roi noir sur case noire h8 · Pion noir sur case noire a7 · Fou noir sur case blanche b7 · Pion noir sur case blanche f7 · Pion noir sur case noire b6 · Pion noir sur case noire d6 · Tour noire sur case noire f6 · Pion noir sur case noire h6 · Pion noir sur case noire c5 · Dame noire sur case noire e5 · Cavalier blanc sur case blanche f5 · Dame blanche sur case blanche h5 · Pion blanc sur case blanche c4 · Fou noir sur case noire d4 · Pion blanc sur case blanche e4 · Pion blanc sur case blanche b3 · Pion blanc sur case blanche d3 · Tour blanche sur case blanche h3 · Pion blanc sur case blanche a2 · Cavalier blanc sur case blanche g2 · Pion blanc sur case noire h2 · Tour blanche sur case blanche b1 · Roi blanc sur case blanche h1 | Tour noire sur case blanche a8 · Roi noir sur case noire h8 · Pion noir sur case noire a7 · Fou noir sur case blanche b7 · Pion noir sur case blanche f7 · Pion noir sur case noire b6 · Pion noir sur case noire d6 · Tour noire sur case noire f6 · Pion noir sur case noire h6 · Pion noir sur case noire c5 · Dame noire sur case noire e5 · Cavalier blanc sur case blanche f5 · Dame blanche sur case blanche h5 · Pion blanc sur case blanche c4 · Fou noir sur case noire d4 · Pion blanc sur case blanche e4 · Pion blanc sur case blanche b3 · Pion blanc sur case blanche d3 · Tour blanche sur case blanche h3 · Pion blanc sur case blanche a2 · Cavalier blanc sur case blanche g2 · Pion blanc sur case noire h2 · Tour blanche sur case blanche b1 · Roi blanc sur case blanche h1 | Tour noire sur case blanche a8 · Roi noir sur case noire h8 · Pion noir sur case noire a7 · Fou noir sur case blanche b7 · Pion noir sur case blanche f7 · Pion noir sur case noire b6 · Pion noir sur case noire d6 · Tour noire sur case noire f6 · Pion noir sur case noire h6 · Pion noir sur case noire c5 · Dame noire sur case noire e5 · Cavalier blanc sur case blanche f5 · Dame blanche sur case blanche h5 · Pion blanc sur case blanche c4 · Fou noir sur case noire d4 · Pion blanc sur case blanche e4 · Pion blanc sur case blanche b3 · Pion blanc sur case blanche d3 · Tour blanche sur case blanche h3 · Pion blanc sur case blanche a2 · Cavalier blanc sur case blanche g2 · Pion blanc sur case noire h2 · Tour blanche sur case blanche b1 · Roi blanc sur case blanche h1 | Tour noire sur case blanche a8 · Roi noir sur case noire h8 · Pion noir sur case noire a7 · Fou noir sur case blanche b7 · Pion noir sur case blanche f7 · Pion noir sur case noire b6 · Pion noir sur case noire d6 · Tour noire sur case noire f6 · Pion noir sur case noire h6 · Pion noir sur case noire c5 · Dame noire sur case noire e5 · Cavalier blanc sur case blanche f5 · Dame blanche sur case blanche h5 · Pion blanc sur case blanche c4 · Fou noir sur case noire d4 · Pion blanc sur case blanche e4 · Pion blanc sur case blanche b3 · Pion blanc sur case blanche d3 · Tour blanche sur case blanche h3 · Pion blanc sur case blanche a2 · Cavalier blanc sur case blanche g2 · Pion blanc sur case noire h2 · Tour blanche sur case blanche b1 · Roi blanc sur case blanche h1 | Tour noire sur case blanche a8 · Roi noir sur case noire h8 · Pion noir sur case noire a7 · Fou noir sur case blanche b7 · Pion noir sur case blanche f7 · Pion noir sur case noire b6 · Pion noir sur case noire d6 · Tour noire sur case noire f6 · Pion noir sur case noire h6 · Pion noir sur case noire c5 · Dame noire sur case noire e5 · Cavalier blanc sur case blanche f5 · Dame blanche sur case blanche h5 · Pion blanc sur case blanche c4 · Fou noir sur case noire d4 · Pion blanc sur case blanche e4 · Pion blanc sur case blanche b3 · Pion blanc sur case blanche d3 · Tour blanche sur case blanche h3 · Pion blanc sur case blanche a2 · Cavalier blanc sur case blanche g2 · Pion blanc sur case noire h2 · Tour blanche sur case blanche b1 · Roi blanc sur case blanche h1 | Tour noire sur case blanche a8 · Roi noir sur case noire h8 · Pion noir sur case noire a7 · Fou noir sur case blanche b7 · Pion noir sur case blanche f7 · Pion noir sur case noire b6 · Pion noir sur case noire d6 · Tour noire sur case noire f6 · Pion noir sur case noire h6 · Pion noir sur case noire c5 · Dame noire sur case noire e5 · Cavalier blanc sur case blanche f5 · Dame blanche sur case blanche h5 · Pion blanc sur case blanche c4 · Fou noir sur case noire d4 · Pion blanc sur case blanche e4 · Pion blanc sur case blanche b3 · Pion blanc sur case blanche d3 · Tour blanche sur case blanche h3 · Pion blanc sur case blanche a2 · Cavalier blanc sur case blanche g2 · Pion blanc sur case noire h2 · Tour blanche sur case blanche b1 · Roi blanc sur case blanche h1 | Tour noire sur case blanche a8 · Roi noir sur case noire h8 · Pion noir sur case noire a7 · Fou noir sur case blanche b7 · Pion noir sur case blanche f7 · Pion noir sur case noire b6 · Pion noir sur case noire d6 · Tour noire sur case noire f6 · Pion noir sur case noire h6 · Pion noir sur case noire c5 · Dame noire sur case noire e5 · Cavalier blanc sur case blanche f5 · Dame blanche sur case blanche h5 · Pion blanc sur case blanche c4 · Fou noir sur case noire d4 · Pion blanc sur case blanche e4 · Pion blanc sur case blanche b3 · Pion blanc sur case blanche d3 · Tour blanche sur case blanche h3 · Pion blanc sur case blanche a2 · Cavalier blanc sur case blanche g2 · Pion blanc sur case noire h2 · Tour blanche sur case blanche b1 · Roi blanc sur case blanche h1 | Tour noire sur case blanche a8 · Roi noir sur case noire h8 · Pion noir sur case noire a7 · Fou noir sur case blanche b7 · Pion noir sur case blanche f7 · Pion noir sur case noire b6 · Pion noir sur case noire d6 · Tour noire sur case noire f6 · Pion noir sur case noire h6 · Pion noir sur case noire c5 · Dame noire sur case noire e5 · Cavalier blanc sur case blanche f5 · Dame blanche sur case blanche h5 · Pion blanc sur case blanche c4 · Fou noir sur case noire d4 · Pion blanc sur case blanche e4 · Pion blanc sur case blanche b3 · Pion blanc sur case blanche d3 · Tour blanche sur case blanche h3 · Pion blanc sur case blanche a2 · Cavalier blanc sur case blanche g2 · Pion blanc sur case noire h2 · Tour blanche sur case blanche b1 · Roi blanc sur case blanche h1 | 1 |
|   | a | b | c | d | e | f | g | h |   |

1. c4 Cf6 2. Cc3 e6 3. Cf3 b6 4. e4 Fb7 5. d3 d6 6. g3 Fe7 7. Fg2 O-O 8. O-O c5 9. b3 Ca6 ?! 10. Te1 e5 11. Fh3 Cc7 12. Ch4 g6 13. Cg2 Ce6 14. f4 exf4 15. gxf4 Ch5 16. Cd5 Ff6 17. Tb1 Fd4+ 18. Rh1 Cc7 19. Cde3 ! Cg7 20. f5 Cce8 21. Tf1 Cf6 22. Cc2 Fe5 23. Fg5 De8 24. Cce3 Rh8 25. De1 Cfh5 26. Fg4 Tg8 ?

 (voir diagramme de gauche)

27. f6 ! Ce6 28. Dh4 Cxg5 29. Dxg5 Fd4 30. Fxh5 gxh5 31. Dxh5 (les Blancs ont gagné un pion) Tg6 32. Cf5 ! De5 (si 32… Txf6, alors 33. Cxd4 gagne) 33. Tf3 Txf6 34. Th3 h6 

 (voir diagramme de droite)

35. Dg5 ! (menace Txh6) 35… Te8?? (la suite logique était 35.… Tg6 36. Txh6+ Txh6 37. Dxh6+ Rg8 38. Cxd4 cxd4 39. Tg1 Fxe4 40. dxe4 Dxe4 41. Dxd6 et les Blancs doivent gagner) 36. Dg7# 1-0

## Publications
: document utilisé comme source pour la rédaction de cet article.
Parties commentées
- (en) Korchnoi's best Games annotated by Viktor Korchnoi and others, The Philidor Press, 1977

- (en) Korchnoi, R.G. Wade et LS Blastock, Korchnoi's 400 best Games, Batsford, 1978

- (de) Meine besten Kämpfe. 1952 bis 1978. Rau-Verlag, Düsseldorf, 1979
- (de) Meine besten Kämpfe, Band 1 : Partien mit Weiß, Zurich, Edition Olms, coll. « PraxisSchach », 2001, 208 p. (ISBN 978-3-283-00407-1) 
  - (en) My best games, vol. 1 : Games with White, Hombrechtikon/Zürich, Switzerland, Edition Olms, coll. « Progress in chess » (no 4), 2001, 2e éd., 208 p. (ISBN 978-3-283-00404-0, OCLC 83253916)
- (de) Meine besten Kämpfe, Band 2 : Partien mit Schwarz, Zurich, Edition Olm, coll. « PraxisSchach », 2001, 207 p. (ISBN 978-3-283-00408-8) 
  - (en) My best games, vol. 2 : Games with Black, Zurich, Edition Olms, coll. « Progress in chess » (no 5), 2001, 204 p. (ISBN 978-3-283-00405-7, OCLC 660812079)
- (en) Viktor Korchnoĭ et Ken Neat, My best games, Zurich, Edition Olms, coll. « Progress in chess » (no 30), 2011, 435 p. (ISBN 978-3-283-01019-5, OCLC 707327812)

Ouvrages autobiographiques
- (en) Chess is My Life, Batsford, 1977
  - (de) Ein Leben für das Schach, Rau-Verlag, Düsseldorf, 1978
- (de) ANTISCHACH. Mein Wettkampf um die Weltmeisterschaft gegen KARPOW in Baguio City 1978, Eigenverlag, Wohlen, 1980
  - Le Jeu de la destruction, Jacques Grancher éditeur, 1981 
  - (en) Persona Non Grata, 1981
- (de) Mein Leben für das Schach, Zurich, Edition Olms, coll. « PraxisSchach », 2004, 248 p. (ISBN 978-3-283-00409-5) (+CD des 4250 parties) 
  - (en) Chess is My Life, Olms-Verlag, 2004

Sur les ouvertures d'échecs
- Encyclopédie des ouvertures d'échecs Volume C, 2e édition, Belgrade, 1981
- A29. Ouverture anglaise, Informateur d'échecs, Belgrade, 1993
- C18-19. Défense française, Informateur d'échecs, Belgrade, 1993
- C 80-81. Partie espagnole - Défense ouverte, Informateur d'échecs, Belgrade 1994
- C 82. Partie espagnole - Défense ouverte, Informateur d'échecs, Belgrade 1994
- C 83. Partie espagnole - Défense ouverte, Informateur d'échecs, Belgrade 1994
- (en) Viktor Korchnoĭ et V. Zak (trad. Philip Booth), The king's gambit, Londres, B.T. Batsford, coll. « Contemporary chess openings », 1974, 119 p. (ISBN 978-0-7134-2914-5, OCLC 1584315)

Sur les finales de tours
- (de) Viktor Korchnoĭ, Praxis des Turmendspiels, Zurich, Edition Olms, coll. « PraxisSchach, » (no 19), 1995, 103 p. (ISBN 978-3-283-00287-9, OCLC 636084849),
  - (en) Pratical Rook Endings, Olms-Verlag (1999, 2002)